# Architektur der 1950er Jahre in Düsseldorf

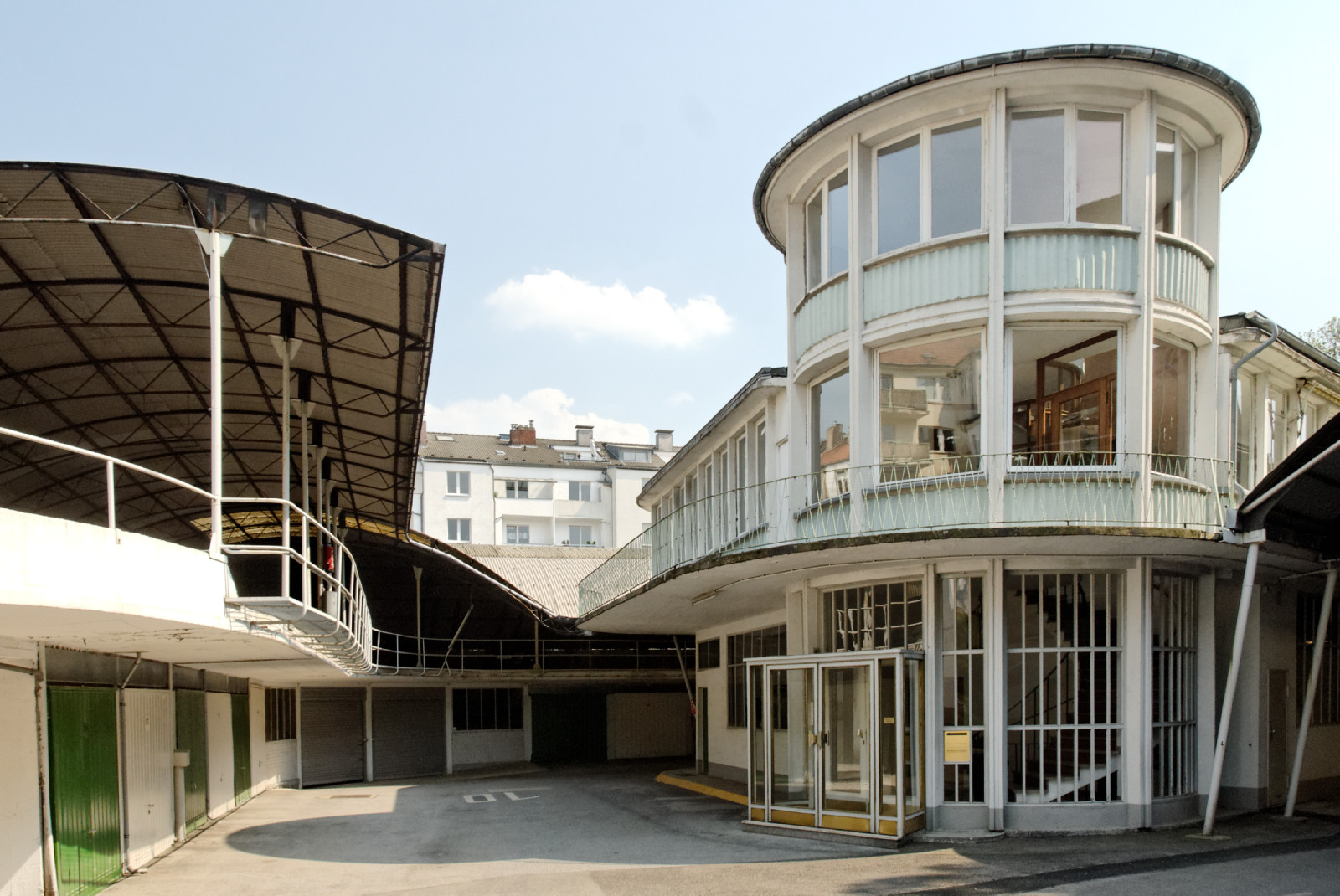
Garagenanlage Erftstraße 9–11 in Düsseldorf-Unterbilk, erbaut 1953–1956

Die Architektur der 1950er Jahre in Düsseldorf wurde durch zwei Strömungen – die traditionelle und die moderne – bestimmt. Mitgewirkt hatten dabei namhafte Architekten.

## Geschichte

### Stadtplanung 1930er Jahre
Die nationalsozialistische Planung sah Düsseldorf als eine Gauhauptstadt vor. Heimeshoff verurteilt die Stadtplanung der 1930er Jahre: „Diese Planung sah einen weitestgehenden Abbruch der Altstadt zugunsten eines gigantischen Verwaltungszentrums vor, ferner die Anlage einer Nord-Süd-Achse unter Einbeziehung der Königsallee und einer Ost-West-Achse in Verlängerung der Luegallee über die Oberkasseler Brücke. Schnittpunkt der Achsen wäre der Hofgarten gewesen, der fast völlig verschwunden wäre. Die Identität der alten Residenzstadt wäre vollständig vernichtet worden. Die Befreiung vom Nationalsozialismus, so teuer sie die Stadt letztendlich auch zu stehen kam, hat Düsseldorf eine historische Kontinuität im Stadtbild bewahrt.“

### Zerstörung im Zweiten Weltkrieg und Stadtplanung in den 1950er Jahren
1945 waren von 176.000 Wohnungen 92.000 zerstört. Bei Kriegsbeginn wohnten in Düsseldorf noch 540.000 Bürger, nach dem Krieg 235.000 Menschen. Von 1945 bis 1954 wurden 250.000 Wohnungen gebaut. Die Bautätigkeit nach dem Krieg wurde durch ein Baulenkungsgesetz und eine Bausperre (18. Februar 1948 bis 31. Juli 1950) kontrolliert. Danach wurde das Stadtgebiet neu geordnet. Die Stadtplanung der Nachkriegszeit wurde durch verschiedene Gesetze geregelt. So die Neuordnungverfügung vom 2. Dezember 1940 und die Ergänzungsverordnung vom 14. Juli 1942; darauf basierend die Verordnung über vorläufige Neuordnungsmaßnahmen des Wiederaufbauministers von Nordrhein-Westfalen vom 29. Mai 1947.
Als Neuordnungsgebiet wurden 1950 in der Innenstadt nur 800 ha ausgewiesen; das Stadtgebiet umfasste zu diesem Zeitpunkt 16.000 ha. Weitere Neuordnungsgebiete wurden an der Bergischen Landstraße und in Oberkassel benannt. Die Bergische Landstraße sollte als wichtige Ost-West-Verbindung auf neuer Trasse ausgebaut werden. Die Innenstadt erhielt eine neue verkehrliche Ordnung, so die Berliner Allee und die Immermannstraße.

### Architektenstreit
Die erste Strömung war von Architekten wie Heinrich Rosskotten, Paul Bonatz, Emil Fahrenkamp, Wilhelm Kreis, Konstanty Gutschow, Hanns Dustmann, Rudolf Wolters und Arno Breker als Vertreter der Stuttgarter Schule geprägt. Diesen war eine Stadtplanung zu verdanken, die wünschte „strikter auf eine gewissen Einheitlichkeit des Stadtbildes zu achten und damit auf Vermittlung zwischen dem vorhandenen und den Neuplanungen“ zu setzen. Diese zeigen sich in der Altstadt, wo „heimatschützende Anpassung gewollt“ war. Eine zentrale Rolle spielten dabei die beiden Studienfreunde Tamms und Hentrich: Friedrich Tamms als Leiter des Stadtplanungsamtes und Wettbewerbsrichter und Helmut Hentrich als Architekt und Wettbewerbssieger. Hentrich erbaute 1951 das Haus Weber, das beispielhaft für die Heimatstilbauten ist, die nach 1950 im Stadtviertel Kalkum gebaut wurden. Heinrich zeichnete sich anfangs auch noch durch neuklassischen Entwürfe aus. Neuklassische Bauten mit Lochrasterfassaden aus Travertin und Muschelkalk sind die Industriebank von Rudolf Wolters und die Kreissparkasse von Hanns Dustmann. Dustmann war 1952 nach Düsseldorf übergesiedelt, wo er bei zahlreichen Schul- und Wohnbauten zunächst die Heimatschutzarchitektur weiterführte; bei Verwaltungsbauten und Banken vertrat er den Stil der gemäßigten Moderne mit „vereinzelte[m] Wiederaufgreifen von NS-Repräsentationsformen“. Julius Schulte-Frohlinde wurde auf Betreiben Tamms’ zum Leiter des Hochbauamtes berufen, der die Rekonstruktion des Opernhauses leitete, wofür er seinen Lehrer Paul Bonatz als Berater hinzuziehen konnte. Auch bei seinen Schulbauten verblieb er beim traditionell klassischen Stil, wobei er sich etwas der Moderne annäherte. Das Hotel Breidenbacher Hof wurde von Emil Fahrenkamp 1946–1948 im klassischen Stil wiederaufgebaut.
Die zweite Strömung war durch die „radikaleren Modernisten“ geprägt. Deren Vertreter waren Paul Schneider-Esleben, Bernhard Pfau, Hans Schwippert und Josef Lehmbrock. Sie gehörten dem Architektenring Düsseldorf an, die Kritik an der (post)nationalsozialistischen Stadtplanung formuliert hatten. Gegen Tamms’ Widerstand wurden Pfaus Haus der Glasindustrie und Schneider-Eslebens Hanielgarage und Mannesmann-Hochhaus erbaut. Hentrich, der mit neuklassischen Entwürfen begonnen hatte, schwenkte später auf die Linie Pfaus und Schneider-Eslebens ein.

### Der Eigenheimbau
Die Architektur entwickelte sich nach dem Zweiten Weltkrieg „überwiegend als Fortsetzung der Gestaltungsweisen aus der Zeit vor dem Krieg […], wobei im allgemeinen auf die Verwendung symbolträchtiger Zierformen verzichtet wurde.“ Heimeshoff beschreibt die Architektur der 1950er Jahre im Eigenheimbau als Fortsetzung des Heimatstils aus der Vorkriegszeit: „Die Masse der Häuser vor allem im Wohnhausbau macht deutlich, daß die Architektur der Vorkriegszeit nicht überwunden war. Die Bauherren kleiner Wohnhäuser und Villen knüpften mit ihrem Geschmack an bewährte, konservative Formen an; Experimente waren kaum gefragt..“ Auch C. Hackelsberger folgt dieser Ansicht: „Es gab für den deutschen Normalbürger – Normalarchitekten keinen triftigen Grund, architektonische Erscheinungen, die er gestern bewundert hatte […] nicht weiter für gelungen und angemessen zu halten.“(C. Hackelsberger, 1985)
- Holzfertighaus, Max-Planck-Straße 7 (1947, Heinrich Ruckteschler)[8] Das Gebäude war ein Typenhaus der Bayerischen Hallenbau GmbH, das unter der Bauleitung des Architekten Heinrich Ruckteschler erbaut wurde. Es wurde im Heimatstil erbaut: Das Holzfertighaus zeigt die gängigen Merkmale heimattümelnder Architektur, wie sie bei der überwiegenden Zahl der Siedlungsprojekte der zwanziger und dreißiger Jahre auftreten.[9]

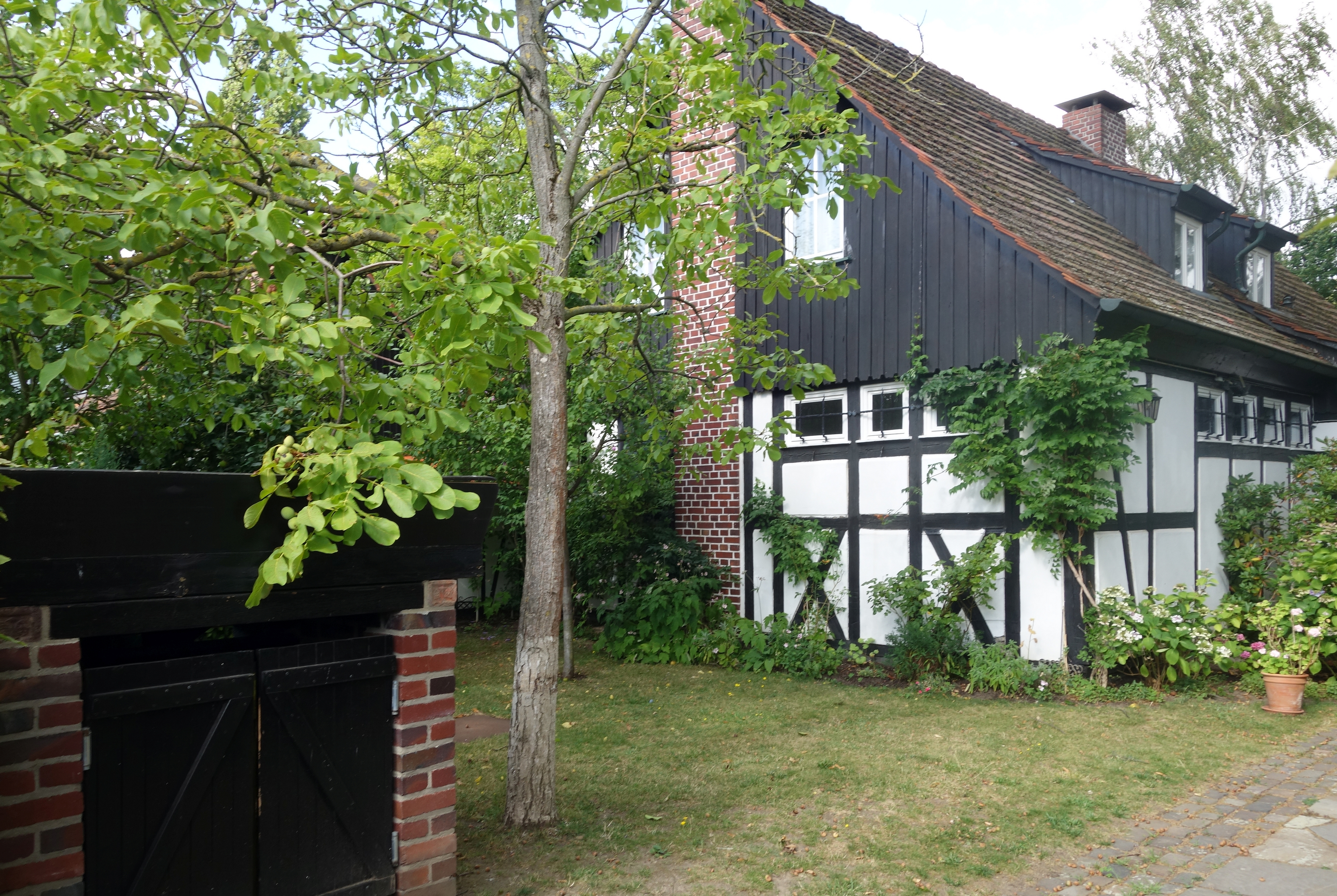
Leuchtenberger Kirchweg 47

- Fachwerkhaus, Leuchtenberger Kirchweg Nr. 47 (R. Hogrefe). In den frühen 1950er Jahren erbaute der Bonn-Bad Godesberger Architekt Ralph (?) Hogrefe ein „eher ungewöhnliches Beispiel für die Architektur der frühen fünfziger Jahre. Es entstand ein Fachwerkhaus mit Nebengebäude. Das Gutachterkollegium der Stadt hatte trotz des Kontrastes des Fachwerks mit der umgebenden Bebauung keine Bedenken gegen die Erteilung der Baugenehmigung. Diese Gestaltungsweise blieb jedoch die Ausnahme.“[9]
- MAN-Stahlhaus, Kreuzbergstraße 97, Düsseldorf-Kaiserswerth (1952, MAN-Werk Ginsheim-Gustavsburg)[10][11]

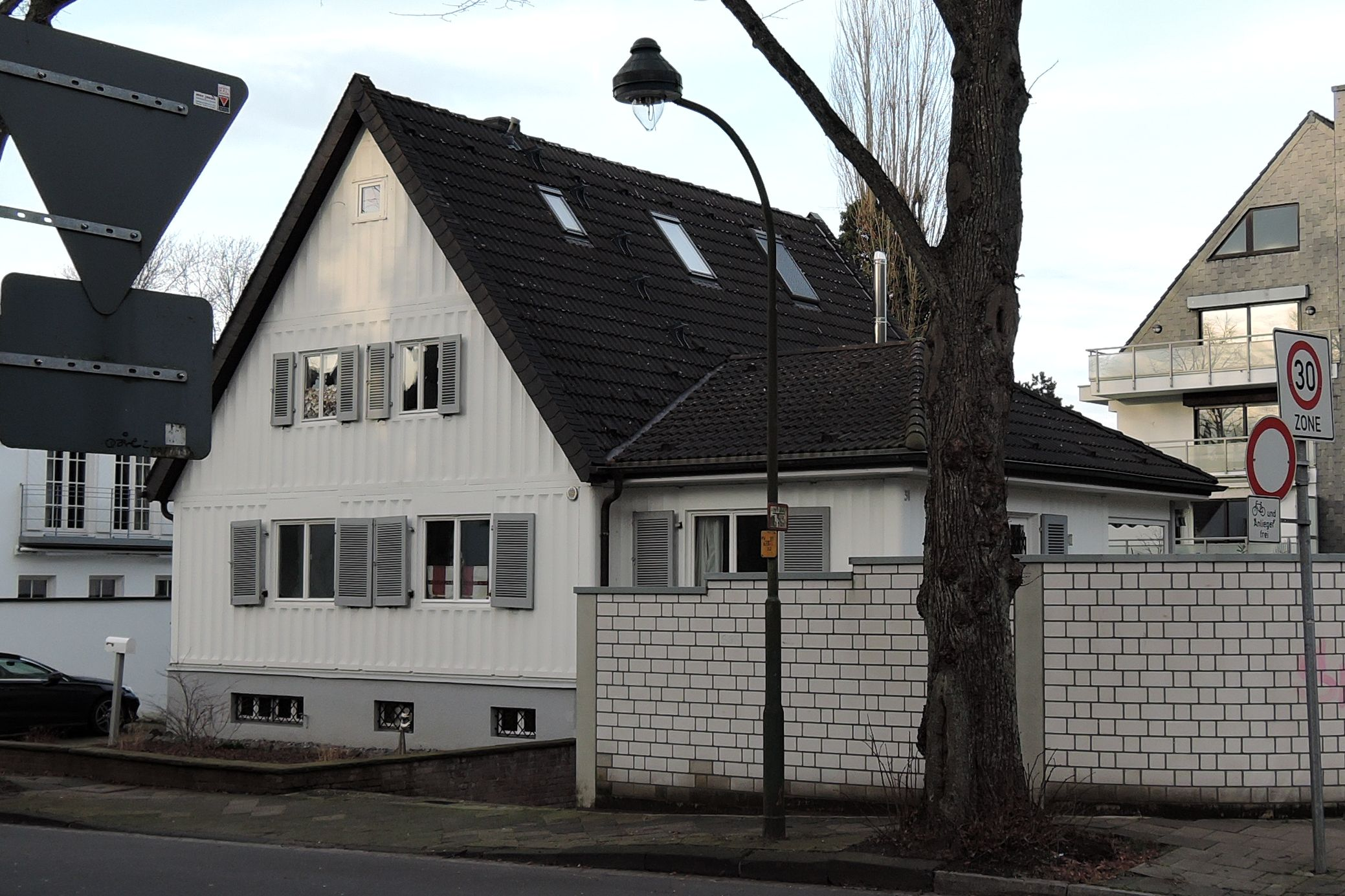
Reichswaldallee 31

- Reichswaldallee 31MAN-Stahlhaus, Reichswaldallee 31, Düsseldorf-Rath (1952, MAN-Werk Ginsheim-Gustavsburg)[12]: Neben den Holz- und Mauerwerksbauten wurden auch Stahlhäuser erbaut. Die Breite des Stahlhauses wurde durch die Zulassungsurkunde auf 8 m festgelegt. Länge und Grundrissgestaltung waren jedoch flexibel. So konnte das Haus auch durch seitliche Anbauten verbreitert werden. Technisch war das Haus gut ausgestattet: „Die Stahlfertigteile wurden miteinander verschraubt. Die Wasserleitungen werden durch eine vorgefertigte Installationswand geführt. Die gegen Korrosion geschützten Stahlwände erhielten auf der Außenseite einen Ölfarbensanstrich.“[9]

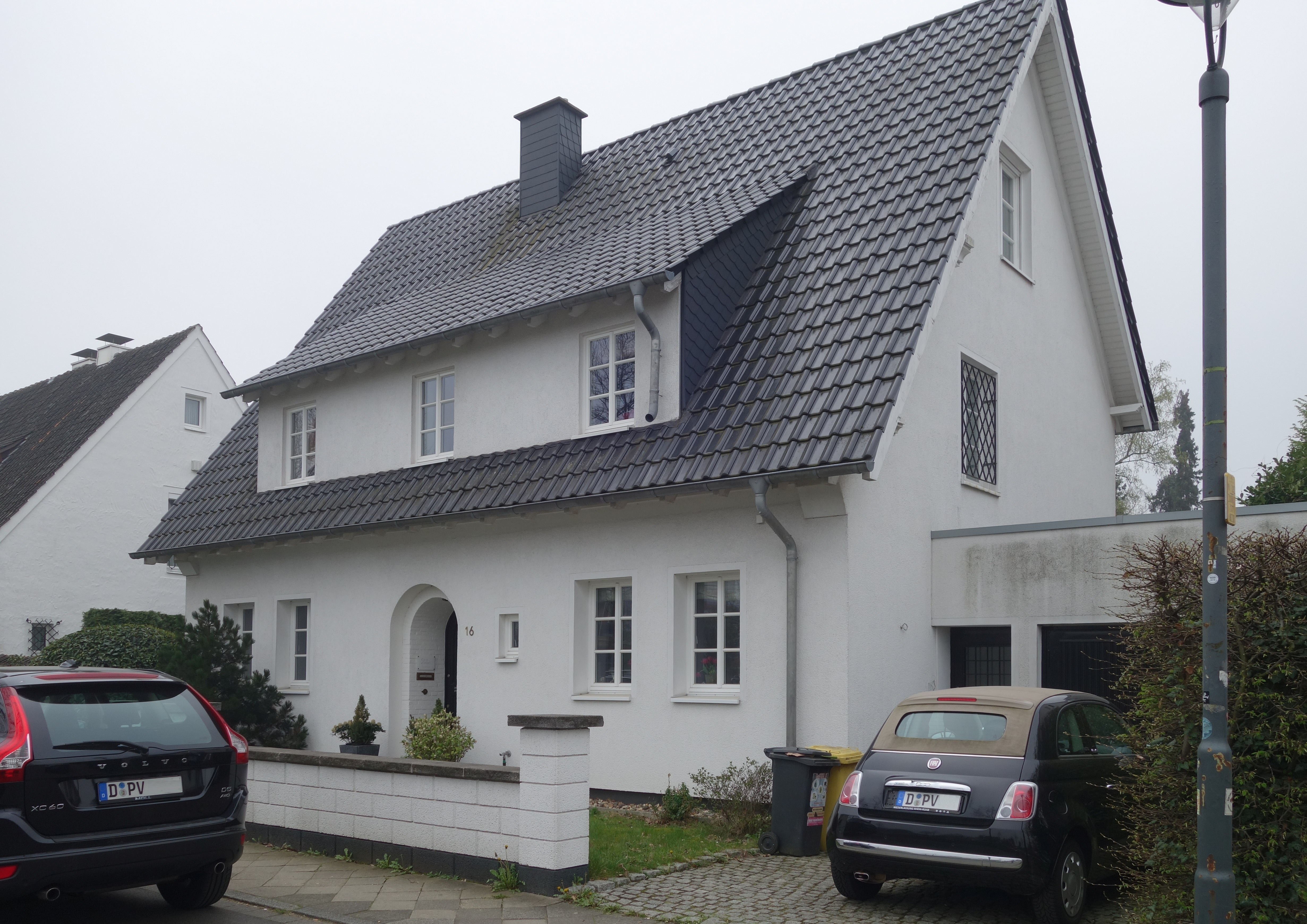
Beckbuschstraße 15

- Beckbuschstraße 16, Düsseldorf-Stockum (Helmut Rhode): Das Haus wurde im Heimatstil der 1930er Jahre erbaut. Es unterscheidet sich von den älteren Bauten dadurch, dass eine Verbindung zum Garten geschaffen wird. So gehört das Gebäude zu den nach dem Zweiten Weltkrieg entstandenen vielen Wohnhäusern, die „auf den ersten Blick an die Bauten der ehemaligen Schlageter-Stadt von 1937 erinnern: klare, nüchteren Baukörper mit zurückhaltenden Gestaltungsvarianten an den Öffnungen, geschlämmtes Mauerwerk. Anders als bei den Häusern der dreißiger Jahre ist jedoch ihr Verhältnis zum umgebenden Garten bestimmt [wo] durch große Öffnungen und die Zwischenschaltung eines gedeckten Sitzplatzes eine Verbindung zwischen Haus und Garten angestrebt wird.“[13]

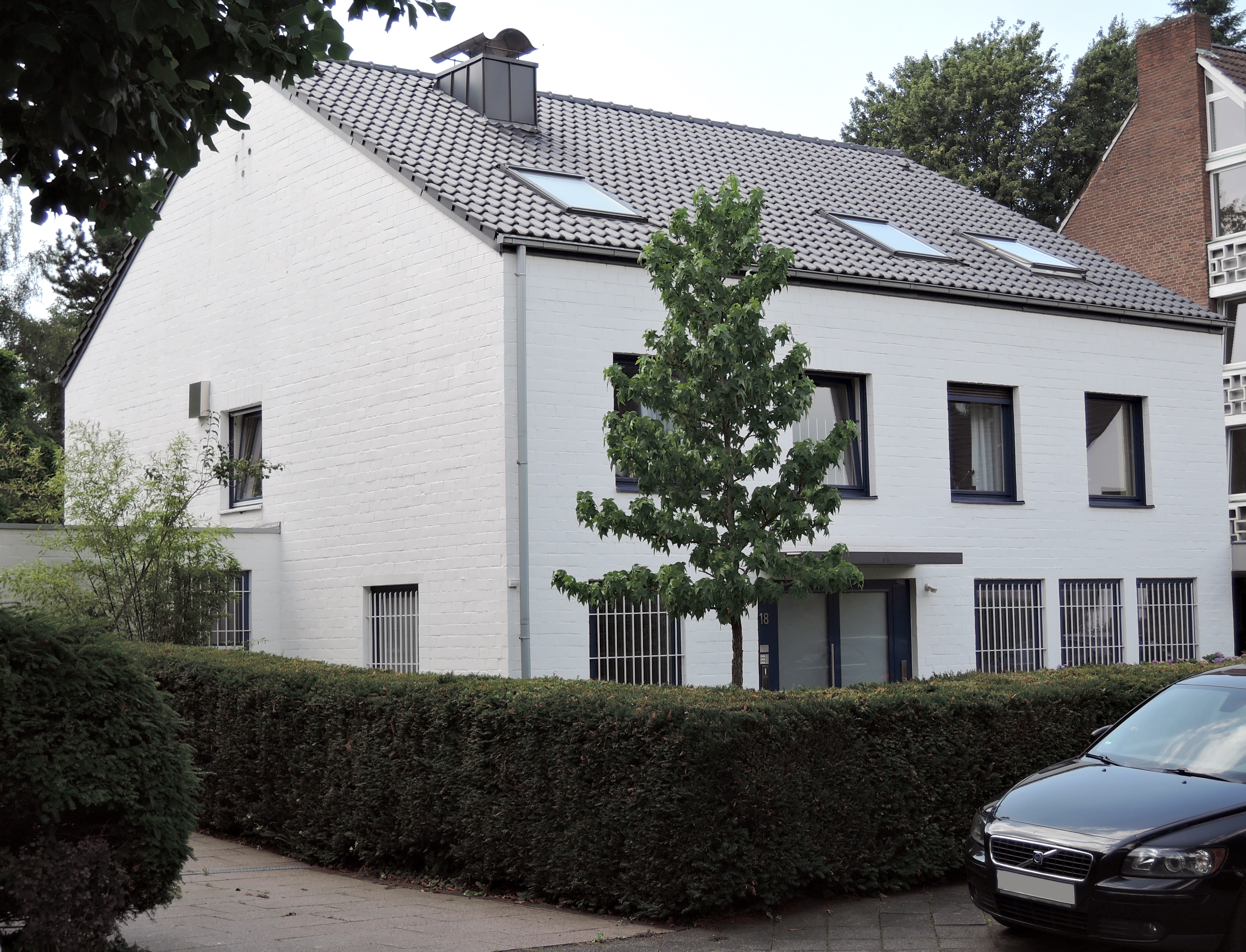
Holbeinstraße 18

- Holbeinstraße 18 Holbeinstraße 18 (1958, Helmut Rhode): Das Gebäude zeichnet sich durch seinen Stil der neuen Sachlichkeit aus. Bemerkenswert auch die Grundrissgestaltung, die dem kombinierten Wohn-Ess-Raum eine große Fläche zuweist: „Mauerwerksbau in eher konventioneller Gestaltungsweise der fünfziger Jahre. Die sachliche Formensprache hat sich von den Einflüssen, die man gemeinhin dem ‚Heimatstil‘ zuordnen könnte, gelöst. Die Gartenseite ist bis auf schmale Stützen völlig verglast. Auffällig ist bei der Grundrißgestaltung der enorme Raumbedarf für den kombinierten Wohn-Eß-Raum. Er nimmt etwa die Hälfte der Grundrißfläche des Erdgeschosses ein. Küche und Kinderzimmer wirken dagegen wie kleine Kammern. Dieses Verhältnis zeigt sich bei allen Bauten dieses Typs, die hier behandelt werden.“[13]
- Heinrichstraße 12 (Joachim Neiser)
- Niederrheinstraße 327 (Joachim Neiser)

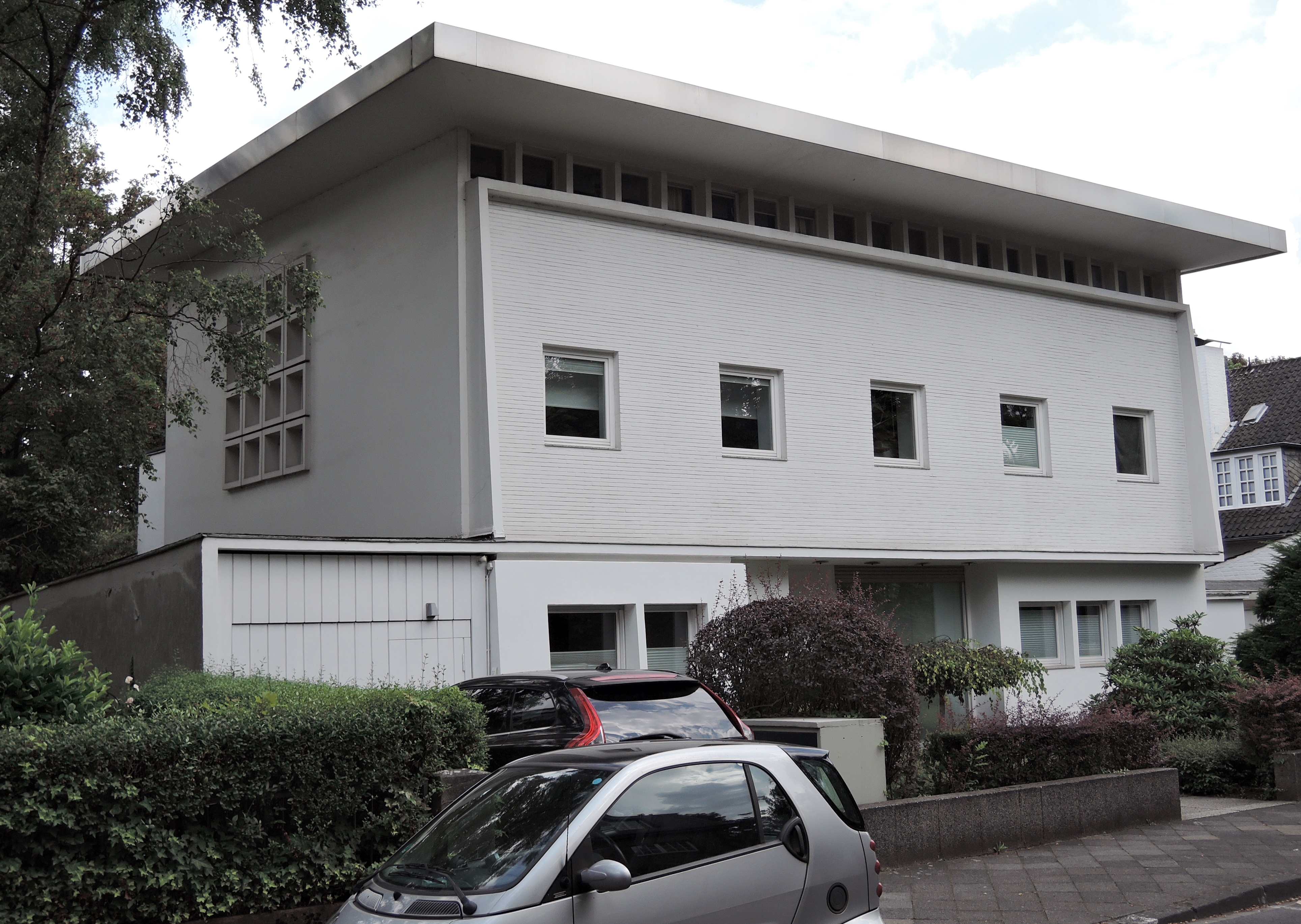
Freytagstraße 4

- Freytagstraße 4 Freytagstraße 4, Düsseltal (1954, Walter Brune): Es zeichnet sich durch eine plastische Gliederung der Fassade aus. Bemerkenswert ist die mittlere gerahmte Fassadenzone. Diese entsteht durch eine Rahmung der Fassade durch überstehende Schmalseiten und Gesimse: „Wie beim Haus Heinrichstraße 12 fällt auch beim Gebäude Freytagstraße 4 (Düsseltal) von Walter Brune die Rahmung der Wandflächen durch überstehende Schmalseiten und Gesimse auf. Die hierdurch bewirkte großformatige Volumengliederung in Verbindung mit den unterschiedlichen Helligkeitswerten in der Fassade lassen die Gliederung des 1954 fertiggestellten Gebäudes betont plastisch erscheinen. Durch das Zurücktreten des Fensterbandes am zweiten Obergeschoß und das Zurückspringen des Einganges erhält die mittlere, gerahmte Fassadenzone erhebliches Gewicht: Farb- und Materialverschiedenheit tun ein übriges.“[14]
- Am Bauenhaus 49, Rath (1954, Walter Brune)[15]: Das denkmalgeschützte Haus zeigt eine Verbindung von Innenarchitektur und Gartenanlage: „Brunes großzügiges Wohnhaus Am Bauenhaus 49 zeichnet sich durch eine große Leichtigkeit und Transparenz aus. Das Haus wurde 1954 in eine Parksituation hinein entworfen. Qualitätvoll gestalteter Innenraum und Parkanlage stehen in Wechselbeziehung zueinander.“[14]
- Leo-Statz-Straße 14 (Hans Schwippert)
- Kaiser-Friedrich-Ring 94 (Bernhard Pfau)
- An der alten Mühle 5 (Helmut Hentrich)
- Stephanienstraße 26 (Bernhard Pfau)

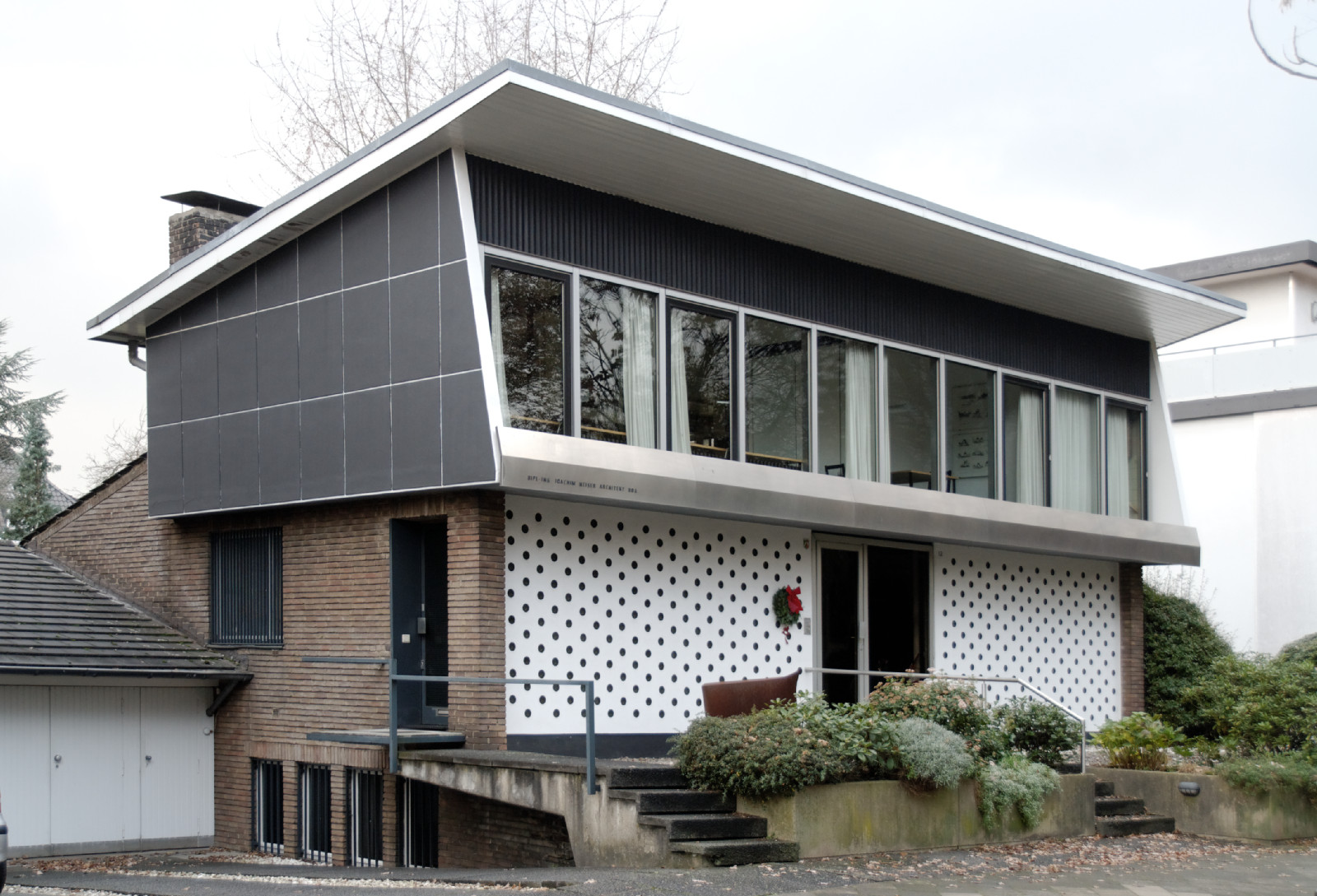
Haus Neiser
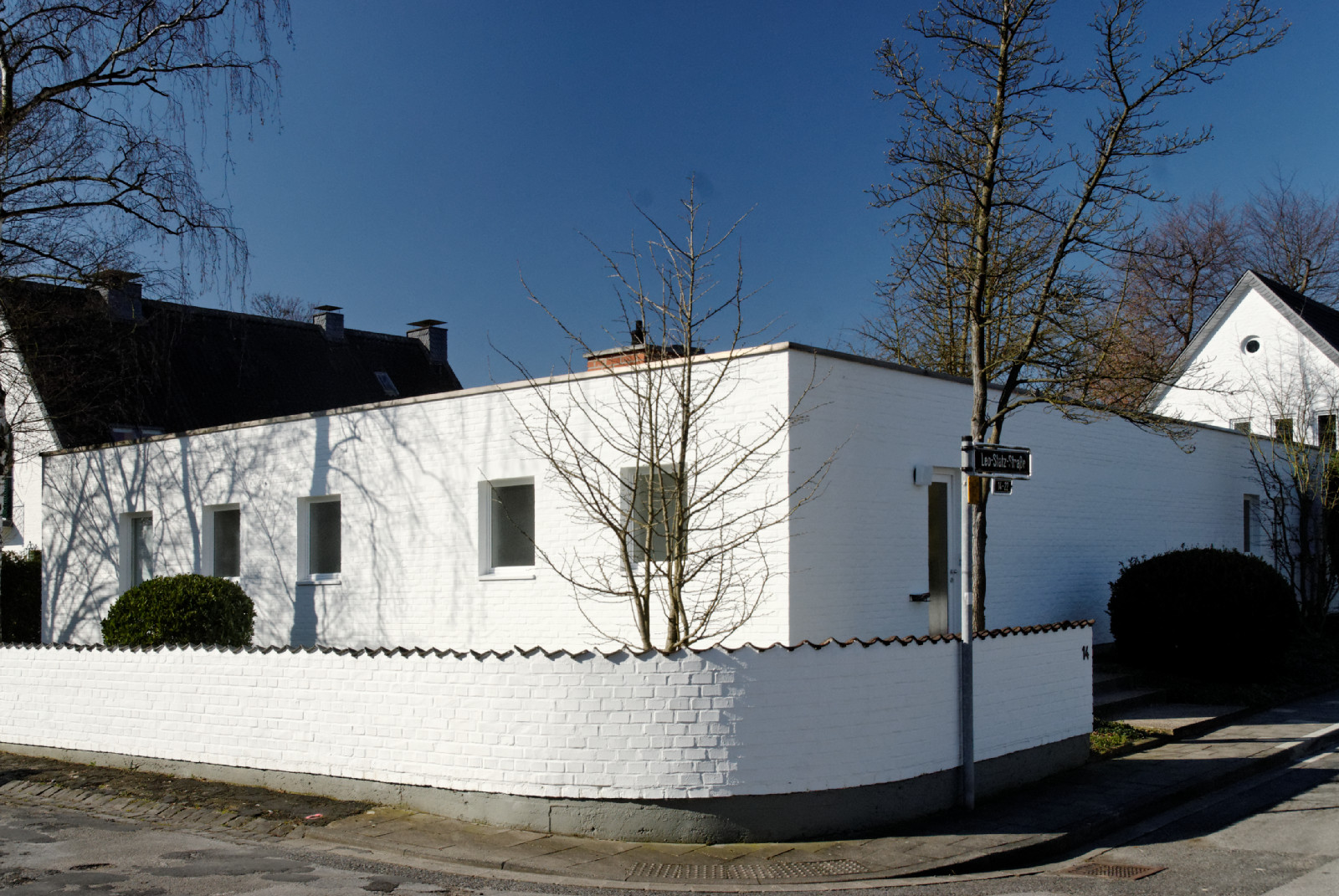
Haus Schwippert
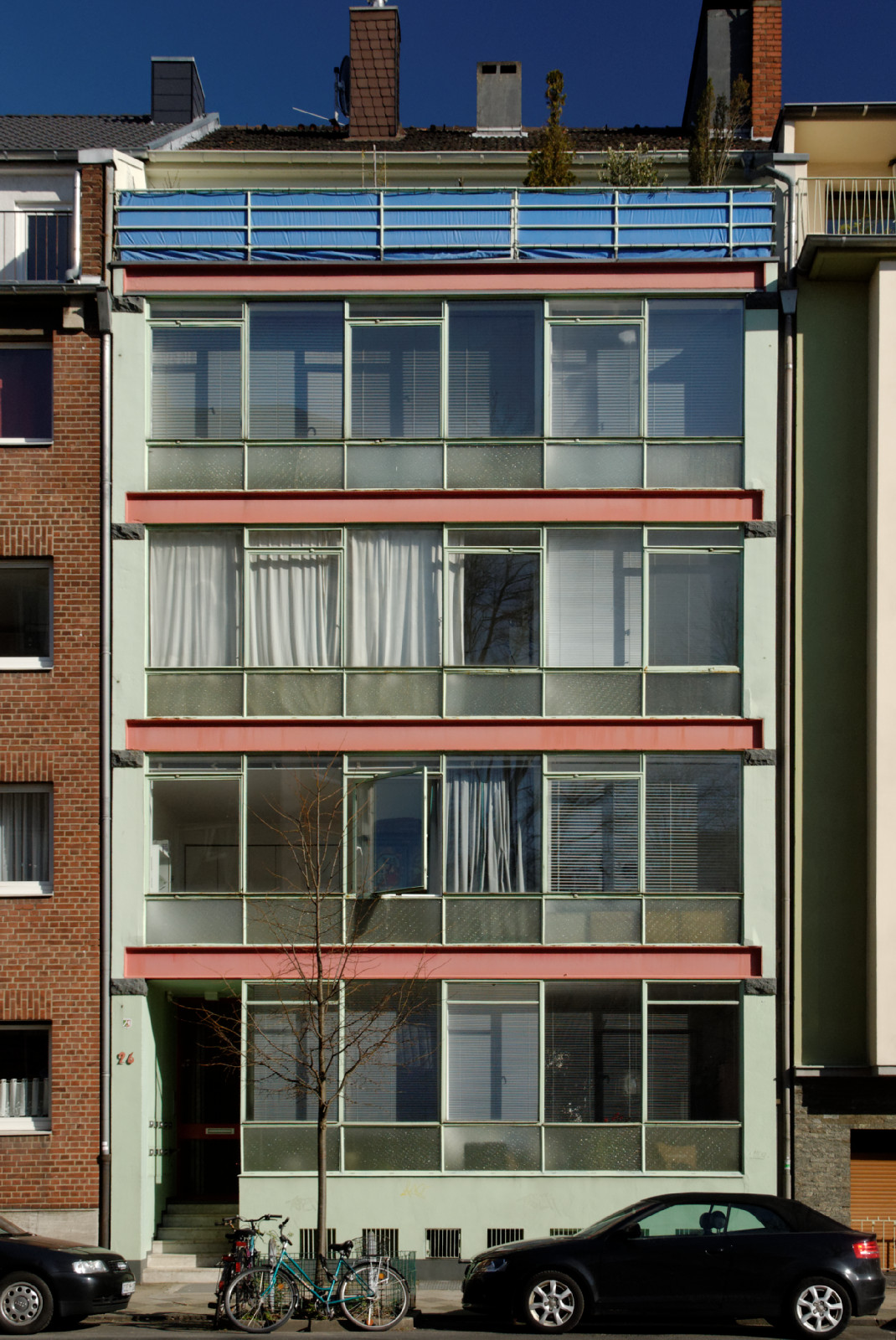
Atelierhaus Pfau (Fassade)
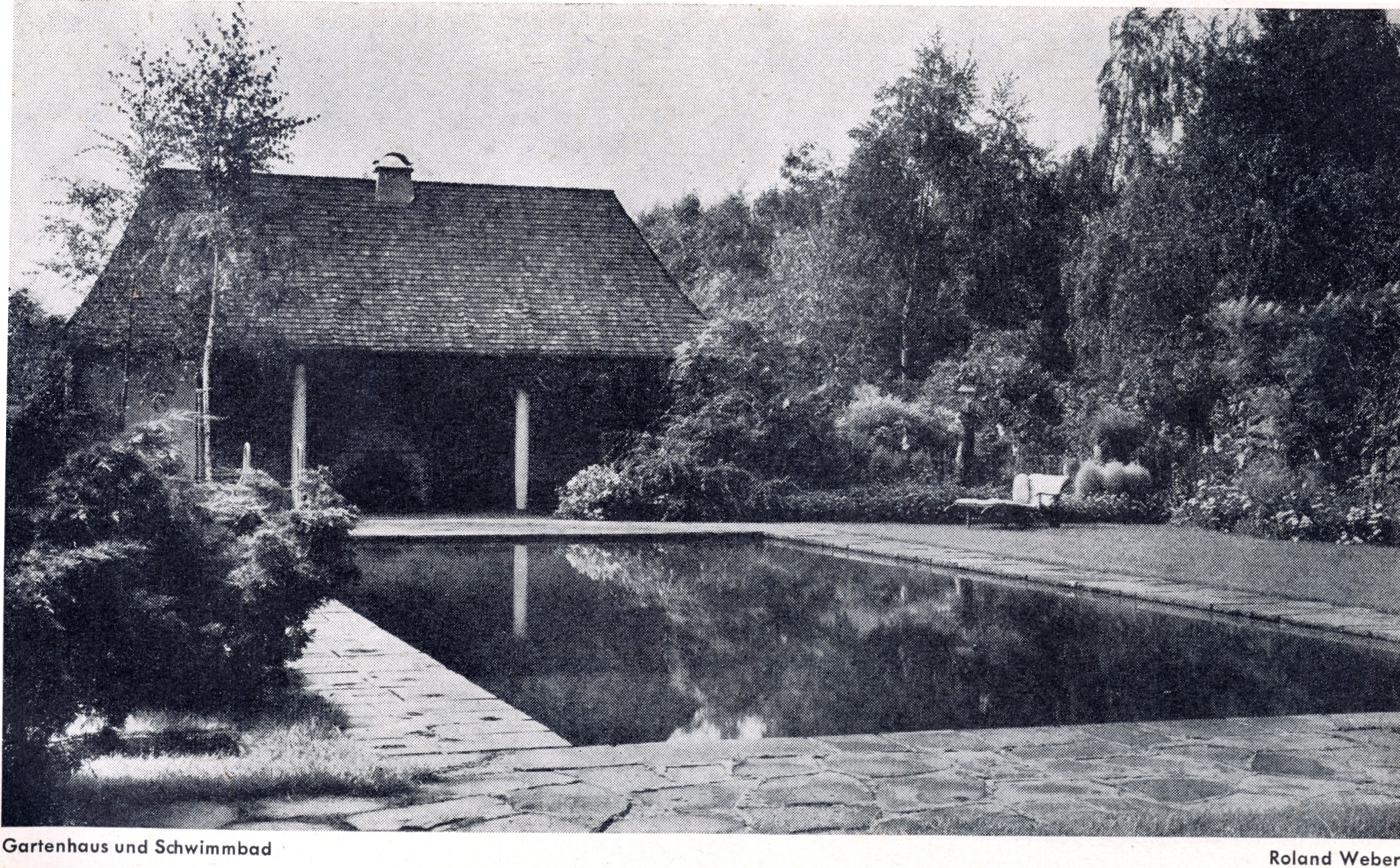
Haus Weber

### Der Geschosswohnungsbau
Aus den 1930er Jahren blieb kaum etwas vom Wohnungsbau übrig, aus den 1920er Jahren waren jedoch viele Wohnungen erhalten geblieben, die auf genossenschaftliche oder städtische Bautätigkeit zurückführten. So wurde wieder an Organisationsformen der 1920er Jahre angeknüpft, indem Gemeinschaftswaschküchen im Haus oder Waschhäuser geplant wurden. Der Wohnungsbau der Nachkriegszeit war für die Millionen von Flüchtlingen und als Ersatz für das Drittel des Wohnungsbestandes gedacht, das im Zweiten Weltkrieg zerstört wurde. Die Gebäude haben verschiedene Gestaltungsmerkmale, wie Raster, Farbe, Lichtführung, Grundrissgestaltung und Erschließung.

#### Raster

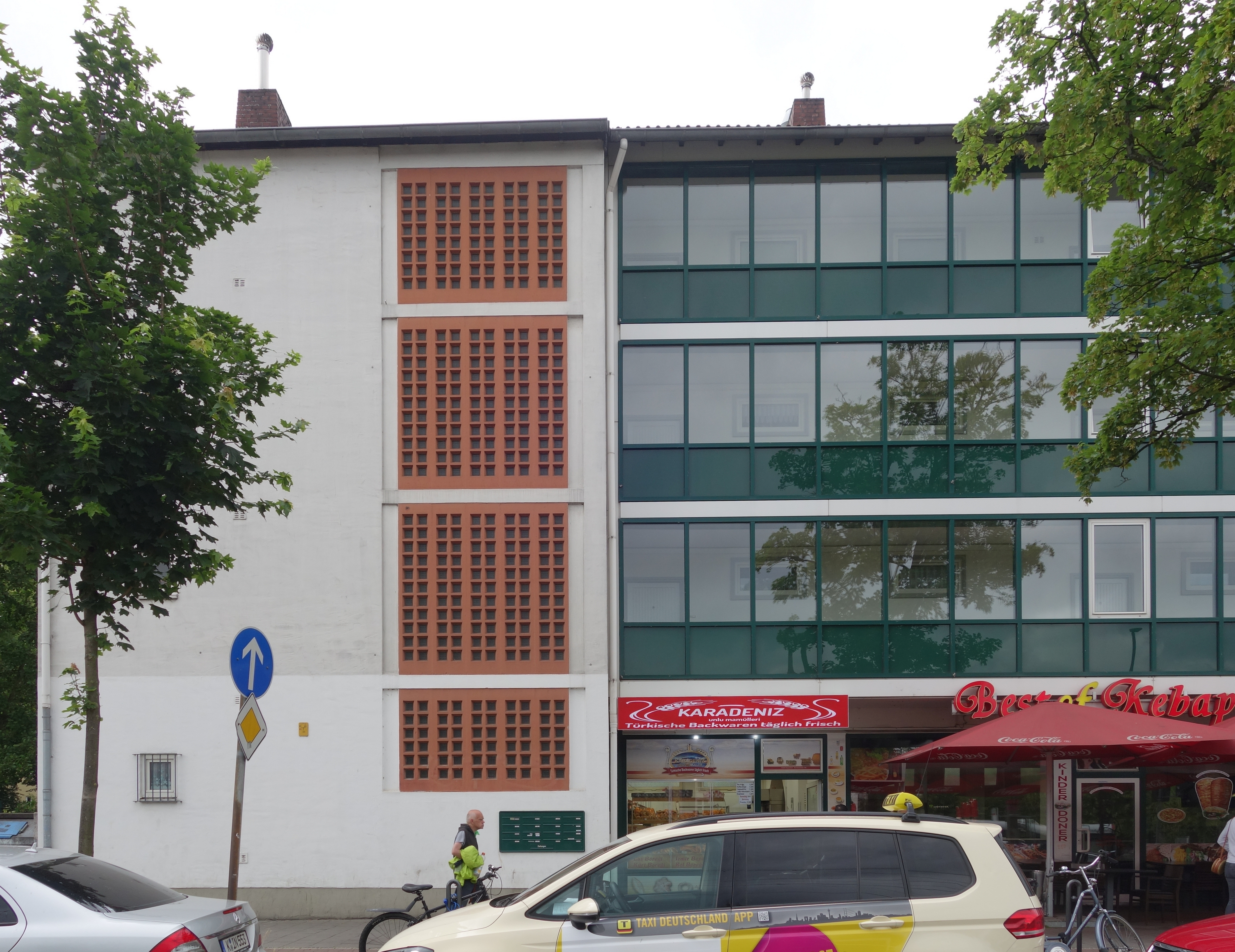
Bonner Straße 18a bis 18b
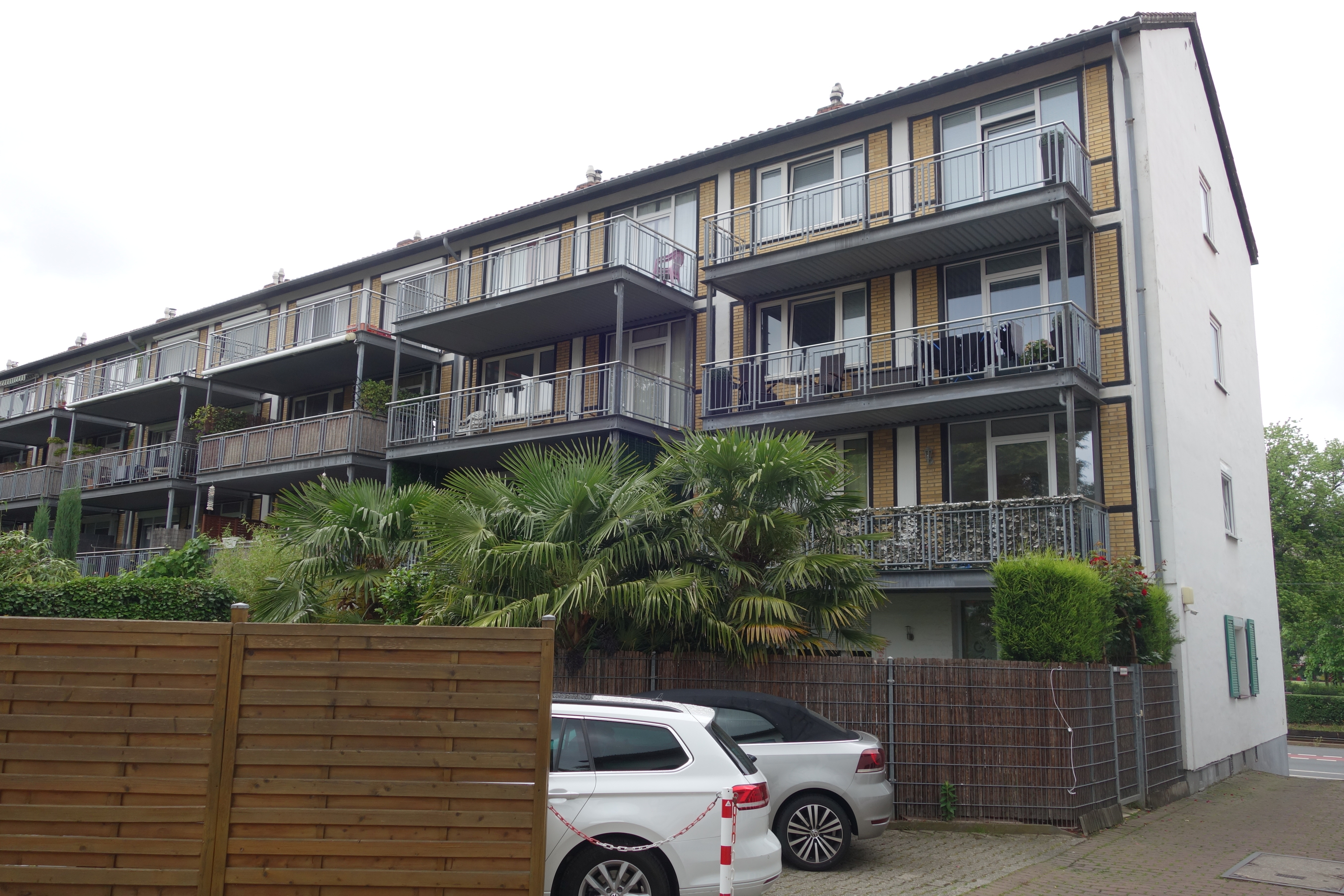
Bonner Straße 20a bis 20b (Rückfront)
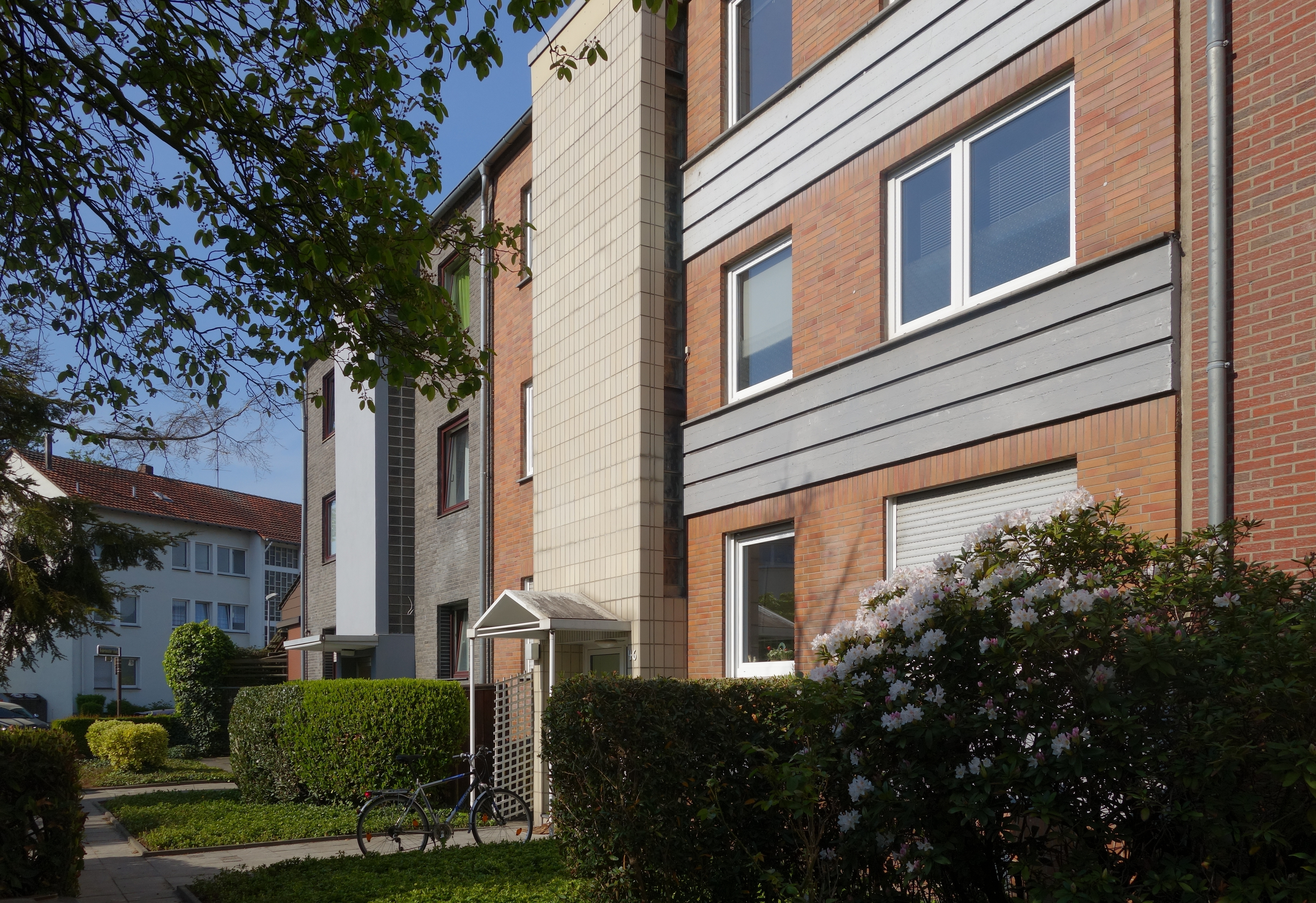
Niederkasseler Lohweg 46

- Bonner Straße 18 und 20 (1952, Walter Köngeter/E. Petersen):
Die beiden Häuser zeichnen sich durch ihre rasterhafte, traditionelle Fassadengestaltung auf der Rückseite aus, die an Fachwerkarchitektur erinnern soll: „Die Rückseite der Gebäude sind schlicht gerastert. Leben erhält die Struktur durch Farbwechsel, Klappläden und Reminiszenzen der Fachwerkarchitektur.“[17]
- Niederkasseler Lohweg Nr. 46 (1956, Kirchner / Rose):
Das Haus zeichnet sich durch seine rasterhafte, moderne Fassadengestaltung auf der Rückseite aus, die weit abgesetzte, loggiaartige Balkonkörper zeigt: „Die Gestaltung ist hier weniger traditionell als an der Bonner Straße. Zwischen geschrägten und verklinkerten Giebelwänden sind die Längsseiten betont horizontal in Putz- und Betonflächen gegliedert. Die Strukturierung der Rückseiten erfolgt im wesentlichen durch vorgebaute, in Gruppen zusammengefasste Loggien. Die Eingänge sind als Raster gestaltet, dem auf der Tür ein Dreieck aufgesetzt ist.“[17]

#### Farbe
- An der Thomaskirche Mörsenbroich (1957, Erich Reinl):
In der Straße „An der Thomaskirche“ befinden sich zwei- bis dreigeschossige Reihenhaussiedlung. Bemerkenswert ist, dass Farbe konkret als Gestaltungsmerkmal eingesetzt wurde: „Das Farbkonzept dieser Häuser war bereits Gegenstand des Bauantrages. Farbe diente hier nicht zur Unterstützung von Gliederungselementen, sondern sollte eigenständig Flächen strukturieren. Dieses Gestaltungsmerkmal findet sich häufig in der Architektur jener Zeit.“[17]
- Berliner Allee 54 (1956–1959, Herbert Schlösser):
Auch dieses Gebäude hat Farbe als Gestaltungsmerkmal und ist stilistisch mit dem Gebäude An der Thomaskirche verwandt: „Dieses Gestaltungsmerkmal [Farbe] findet sich häufig in der Architektur jener Zeit. Als Vergleich sei hier das Gebäude Berliner Allee 56 (Stadtmitte) von Herbert Schlösser (1956–1959) erwähnt.“[17]

#### Licht
- An der Thomaskirche, Mörsenbroich (1957, Erich Reinl):
Licht war ein Merkmal, woran sich der Architekt orientierte: „An der Thomaskirche konnten die Baukörper nicht optimal zur Sonne ausgerichtet werden. So wurden die Gartenseiten diagonal gestellt, um eine möglichst optimale Lichtführung von Osten zu erhalten.“[17]
- Eller, Vennhauser Allee und Seitenstraßen (von-Krüger-Straße) (Neue Heimat):
Licht war ein Merkmal, woran sich der Architekt orientierte: „Die stark gegliederten Baukörper sind über gebogenem Grundriß nach Süden ausgerichtet. Die Balkone treten z. T. zur besseren Ausnutzung der Lage schräg aus den Fassaden hervor.“[18]

#### Grundriss

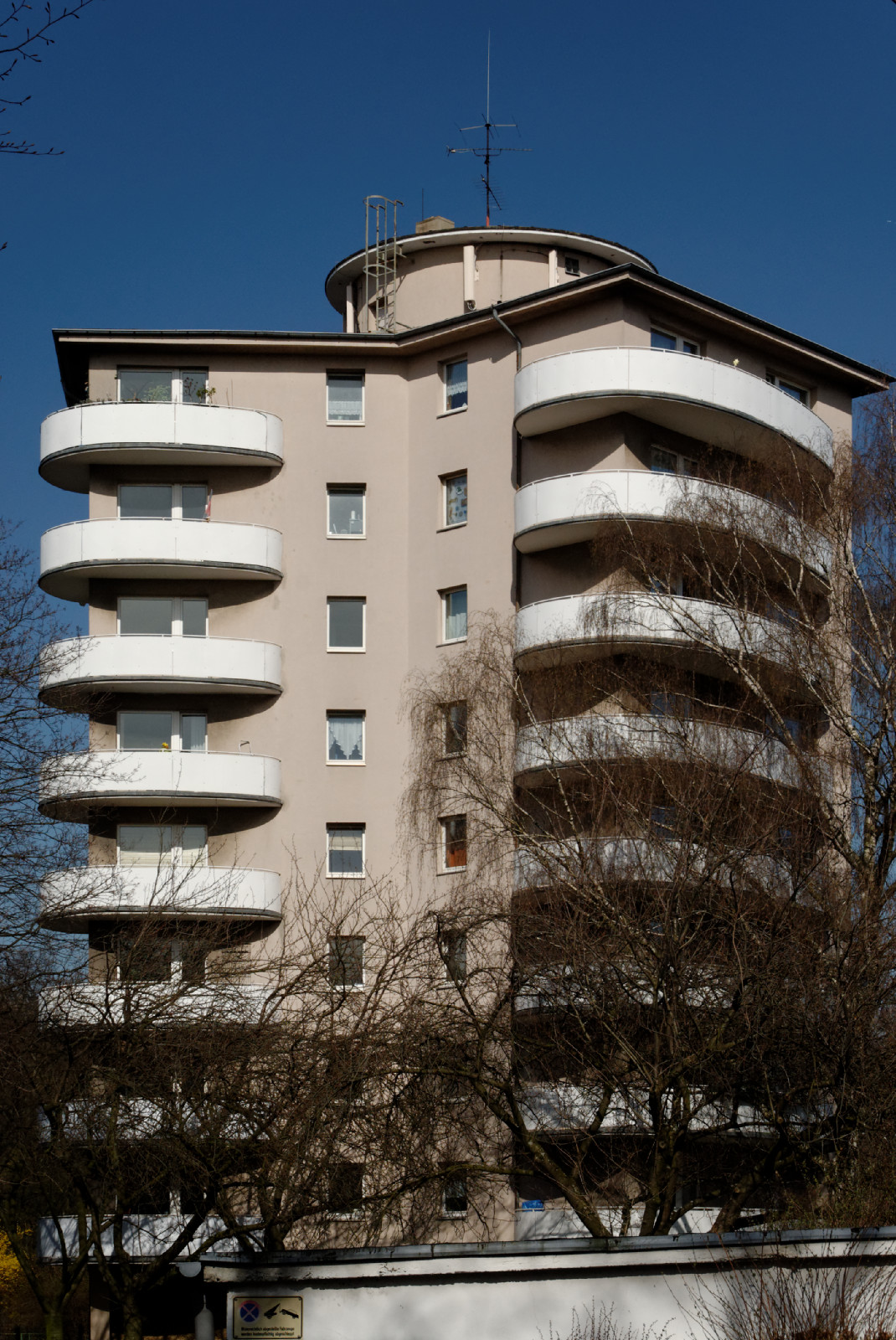
Hansaallee 65

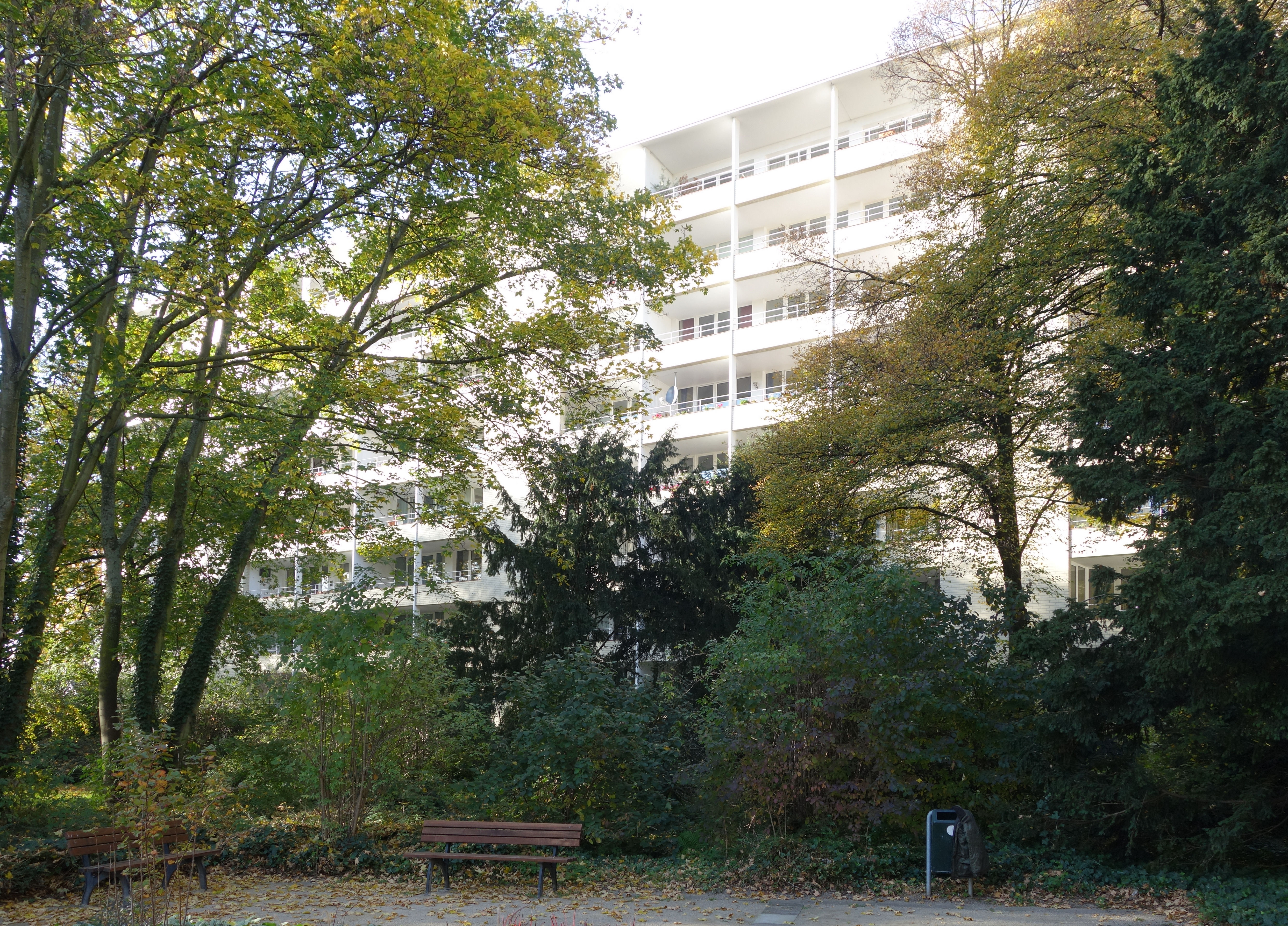
Friedrich-Lau-Straße 16–20 (Rückseite)

- Haus Hansaallee 65, Oberkassel (1959, Hubert Schlupp und F. J. Becker):
Das Gebäude zeigt mehrere Gestaltungsdetails, die für diese Zeit typisch waren, insbesondere die Grundrissgestaltung: So ist der Grundriss des Hauses sternförmig, der Grundriss der Sanitärräume ist minimal, die Sanitärräume sind zentral angeordnet, während die Wohnräume außen angeordnet sind. Besonders auch das vorkragende OG, die Form der Balkone, die Form des Treppenhauses: „Das Haus […] zeigt einen sternförmigen Grundriss. Mehrere Gestaltungsdetails sind typisch für die Bauzeit. Da ist das Erdgeschoss, über das die Obergeschosse vorkragen, die nach innen geschrägten Wandvorlagen, die ‚Nierentischbalkone‘, das mit Glasbausteinen vorgewölbte Treppenhaus usw. Auffällig ist auch hier zum einen der Minimalgrundriss der Küchen und zum anderen, daß sie – wie die Naßzellen – zentral im Gebäude angeordnet sind, um den Wohnräumen größere Belichtungsmöglichkeiten zu bieten.“[19]
- Haus Brehmstraße 9–11, Düsseltal (1957–1959, Nobert Demmel):
Die Individualität der Grundrissgestaltung ist bemerkenswert: „Für die Wohngeschosse waren zwei Grundrißtypen geplant worden. Sie wurden jedoch bereits z. T. beim Bau den Wünschen der Nutzer entsprechend geändert.“[20]
- Haus Friedrich-Lau-Straße 16–20, Golzheim (1953–1954, Friedrich Ernst Blume[21]):
Es stellt ein frühes Beispiel für den Bau von großen Wohnhäusern mit Eigentumswohnungen dar. Individualität der Grundrisse für Ein- und Fünfraumwohnungen: „Wie beim Haus Brehmstraße 9/11 wurden auch hier die Grundrisse individuell den Anforderungen der Erwerber angepaßt. Dieser Bautyp war damals noch relativ jung. Seine Entwicklung basiert auf dem Wohnungseigentumsgesetz von 1951. Die Wohnungsgröße schwankt zwischen Einraumwohnungen und Fünfzimmerwohnungen. In einer Würdigung wurde diese Zusammensetzung 1956 als soziologisch interessant und richtungweisend bezeichnet.“[20]

#### Erschließung
- Bonner Straße 18 und 20 (1952, Walter Köngeter/E. Petersen):
Das Gebäude ist ein Beispiel für dessen Erschließung, so sind die Bauten mit Laubengängen ausgestattet: „Vollkommen unüblich für die hiesige Bautradition ist dabei die Laubengangerschließung an den Gebäuden Bonner Straße 18 und 20. Beim Haus Nr. 18 sind die Laubengänge verglast und bilden somit einen zusätzlichen Puffer gegen den Verkehrslärm. Die Laubengänge an Nr. 20 waren auf spätere Verglasung hin konzipiert, doch wurde diese nicht ausgeführt.“[17]
- Haus Brehmstraße 9–11, Düsseltal (1957–1959, Nobert Demmel):
Das Gebäude ist weiter ein Beispiel für die offene Erschließung desselben – Zeichen dafür sind die Laubengänge und außenliegende Treppenhäuser sowie Loggien: „Die offene Erschließung kann als Variante der in den fünfziger Jahren beliebten Laubengangerschließung gewertet werden […] Von den außenliegenden Treppenhäusern sind Loggien zugänglich, von denen je eine Ein- und Drei-Raumwohnung erschlossen werden sollen.“[20]
- Haus Friedrich-Lau-Straße 16–20, Golzheim (1953–1954, Friedrich Ernst Blume):
Das Gebäude ist ein Beispiel für die Erschließung – so ist dem Bauwerk auf der Nordseite eine Tiefgarage mit 46 Stellplätzen vorgelagert, wobei in dem Rampenbauwerk Ladenlokale eingebaut wurden: „Die Verbindung von Wohnhaus und Tiefgarage ist für die damalige Zeit durchaus fortschrittlich.“[20]
- Haus Rochusstraße 49–51, Düsseltal (1954, Wilhelm Kreis):
Das Gebäude ein Beispiel für offene Erschließung: „Das Wohnhaus wurde 1954 als einziges Gebäude einer Baugruppe fertiggestellt, die den Bereich zwischen der Rochuskirche und der Duisburger Straße neu gliedern sollte. Mehrere Bauten, die in großzügige Grünanlagen eingebettet und durch ebenso großzügige Verkehrsflächen erschlossen werden sollten, waren als selbstständiges Wohnquartier vorgesehen.“[20]

### Die Baulücke
In der Nachkriegszeit entstanden Geschosswohnungsbauten als Lückenschluss in einer Zeile. Gestaltung und Bauweise musste sich der historischen Umgebung anpassen. Gestaltungsmerkmale sind die rasterhafte Gestaltung, Einsatz von Vorbauten (Schaufensteranlagen im 1. OG) und von Bogenformen.

#### Raster
Diese Liste soll Wohnhäuser mit abgesetztem oder versetztem Fenster/Balkonraster bzw. -körper vorstellen:
- Leostraße 72, Niederkassel (1953, Helmut Rohde):
 Das Motiv des abgesetzten Fensterrasters kommt bei dem Gebäude besonders zum Ausdruck: „[Es] zeigt an der Fassade sehr deutlich ein in jener Zeit häufig auftretendes Motiv: Das Fensterraster wird in Material und Farbe von der Fläche abgesetzt. Das Raster bekommt somit gegenüber dem Baukörper eine prägende Eigenwertigkeit.“[22]
- Maxplatz 1, Carlstadt (Kurt Hesse):
 Das Gebäude zeigt ein Fensterraster, das in sich unterschiedlich gegliedert ist. So durch verschobene Achsen im 2. OG und umgekehrter Binnengliederung; es zeigt ein „anderes Verständnis von Raster […] Die Gliederung ist durch das Verschieben der Achsen im zweiten Obergeschoss und die Umkehrung der Binnengliederung in eine innere Spannung versetzt.“[22]
- Immermannstraße / Oststraße 65 (Herbert Frank und Hanns Baumgartinger)
 Das Gebäude ist zum Haus Maxplatz 1 stilistisch verwandt: „Erinnert sei hier an das Haus Maxplatz 1.“ Auch dieses Gebäude zeigt ein Raster, das in sich versetzt ist. So sind die Balkone versetzt angeordnet: „Das Raster des Appartementhauses erhält durch die versetzt angeordneten Balkone eine belebte Reliefwirkung; die Geschosse wirken wie horizontal gegeneinander versetzt [und es] gehört zu eines der besseren Architekturbeispiele dieser Straße.“[23] Das Eckgebäude in der Stadtmitte ist ein Stahlbetonskelettbau, der früher im Erdgeschoss eine Tankstelle hatte.
- Hüttenstraße 19, Ecke Corneliusstraße (1955/1956, Leopold de Waal und Lutz Spreyer):
Das Gebäude zeigt ein besonderes Fensterraster: „Dunkles Raster auf hellem Grund – und aus diesem als eigener Fensterkörper hervortretend.“[24] Das 1987 durch eine Modernisierung entstellte Gebäude wurde 1955/58 als Wohnhaus mit Laubengangerschließung erbaut. Das kräftige Kranzgesims war ein wichtiges Motiv dieser Zeit: „Ein häufig auftretendes Motiv der Architektur dieser Epoche ist sein weit vorgekehltes Hauptgesims.“[24]
- Lindemannstraße 4/6 (1955, Rainer Maria Schlitter):
 Das Fensterraster ist dynamisch: „Das Fensterraster wird in Material und Farbe von der Fläche abgesetzt. Das Raster bekommt somit gegenüber dem Baukörper eine prägende Eigenwertigkeit. Das kann […] wie an den Gebäuden in der Lindemannstraße – ausgesprochen dynamisch [geschehen].“[22] Dazu kommt eine außergewöhnliche Balkongestaltung: „Recht ausgefallen ist die Balkongestaltung, deren Linienführung bis in die Gaupen bestimmend ist.“[25] Beide Häuser sind ähnlich aber nicht identisch. Gemeinsam ist ihnen die gleiche Gebäude- und Geschosshöhe. Beide haben fünf Geschosse und ein Dachgeschoss. Sie unterscheiden sich jedoch in der Ausgestaltung der Balkonformen und des auskragenden Traufgesimses. Während im Haus Nr. 4 die Balkone als langes, horizontales Band gezogen sind, schwingen die Balkone beim Haus Nr. 6 konkav nach innen. Gleiches gilt für das weit auskragende Traufgesims und die Form der Dachgauben. Während beim Haus Nr. 6 diese gerade sind, sind sie beim Haus Nr. 4 konkav gekrümmt.[26]
- Mozartstraße 7, Rückseite (1952, Josef Lehmbrock)
Das Haus zeichnet sich durch seine Rückseite aus, die weit abgesetzte, loggiaartige Balkonkörper zeigt, die „sehr leicht und lichtbezogen [sind.] Eigenschaften der qualitätvollen Architektur der fünfziger Jahre..“Der lichtbezogene Ausbau des Hofes zeigt eine Weiterentwicklung des Wohnhauses an sich: Er „zeigt letztlich die Weiterentwicklung des typischen Wohnhauses mit Hofflügel des 19. Jh., gleichzeitig aber auch das völlig andere Verständnis vom Leben in solchen Bauten.“[27]

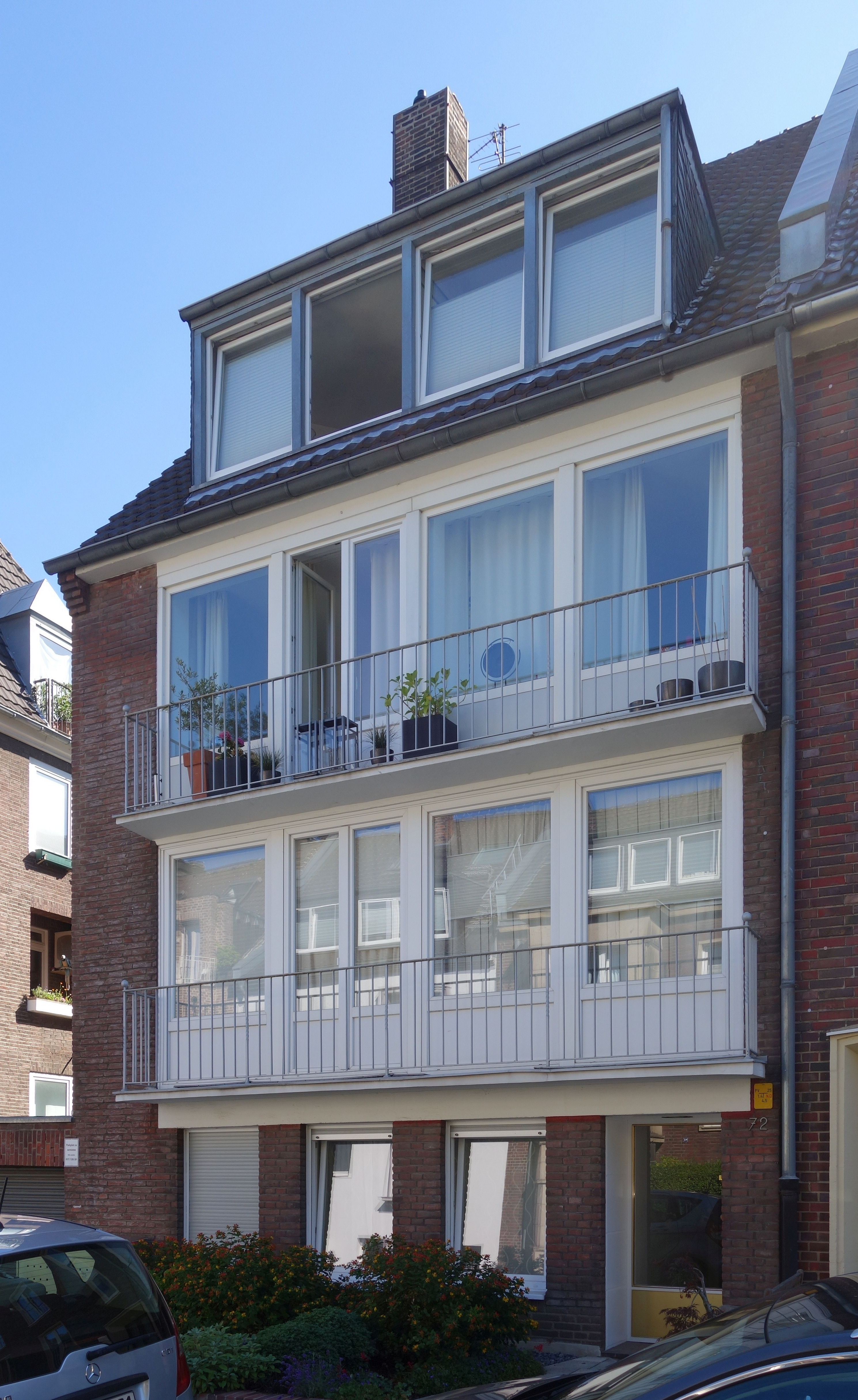
Leostraße 72
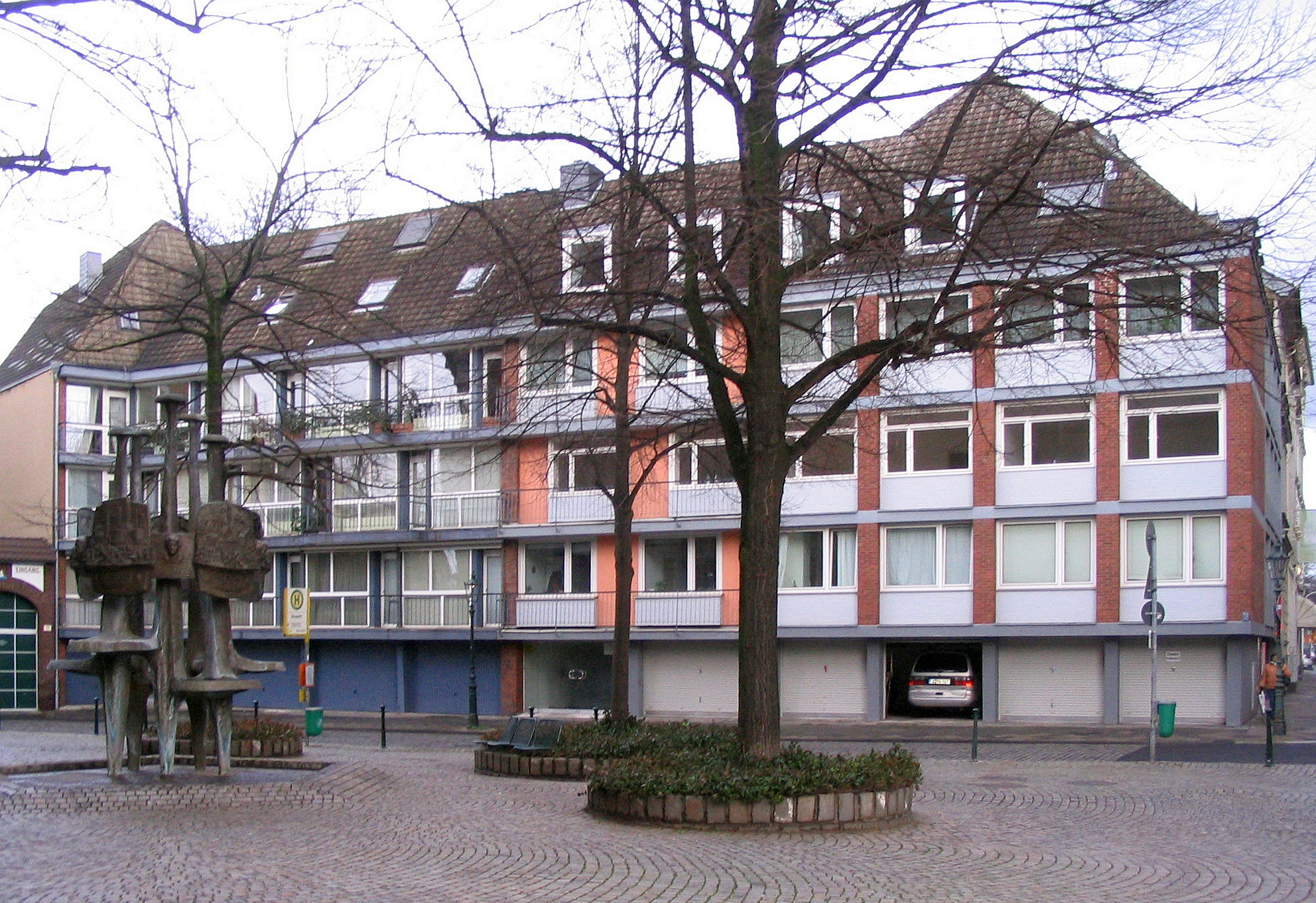
Maxplatz 1
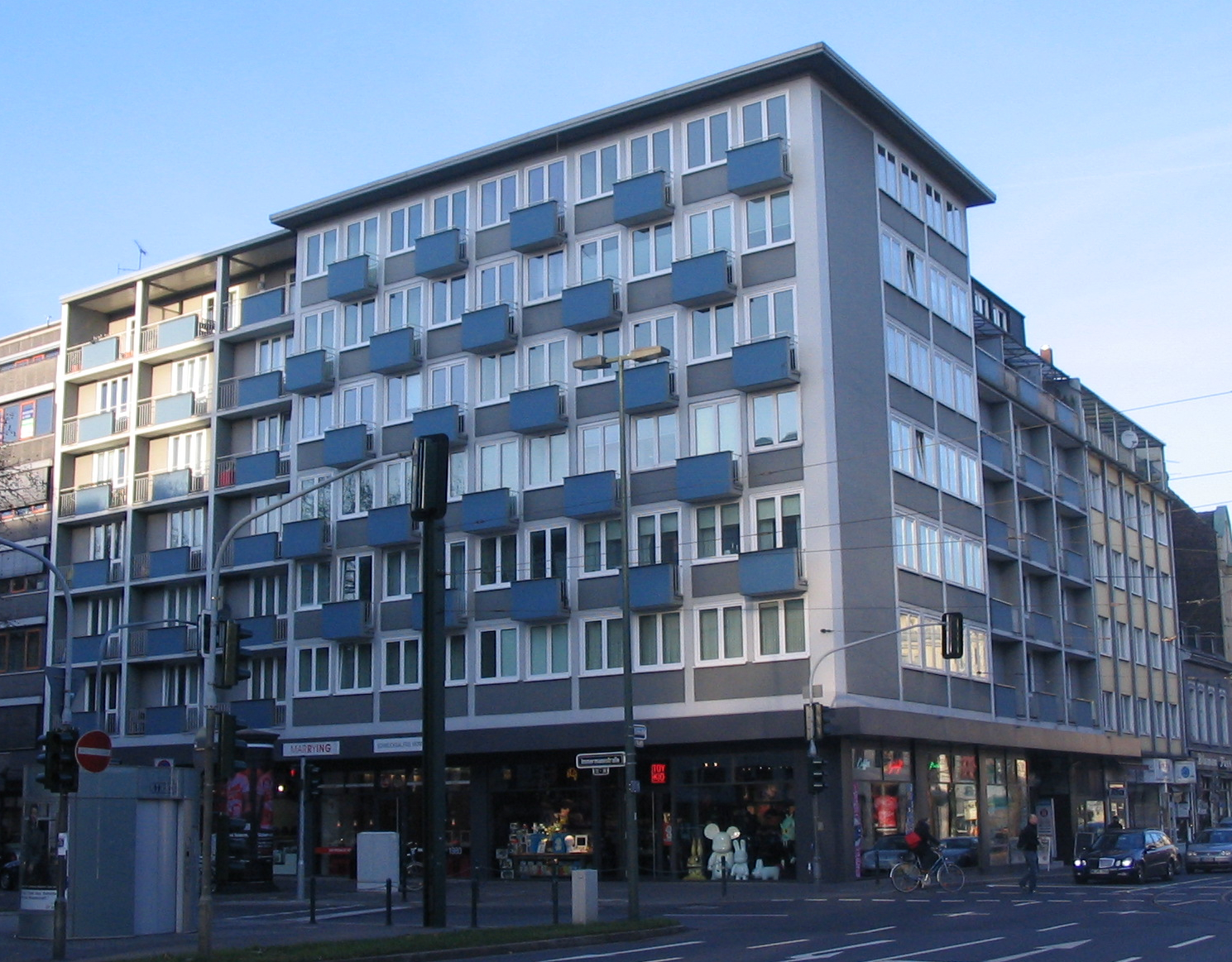
Oststraße 65
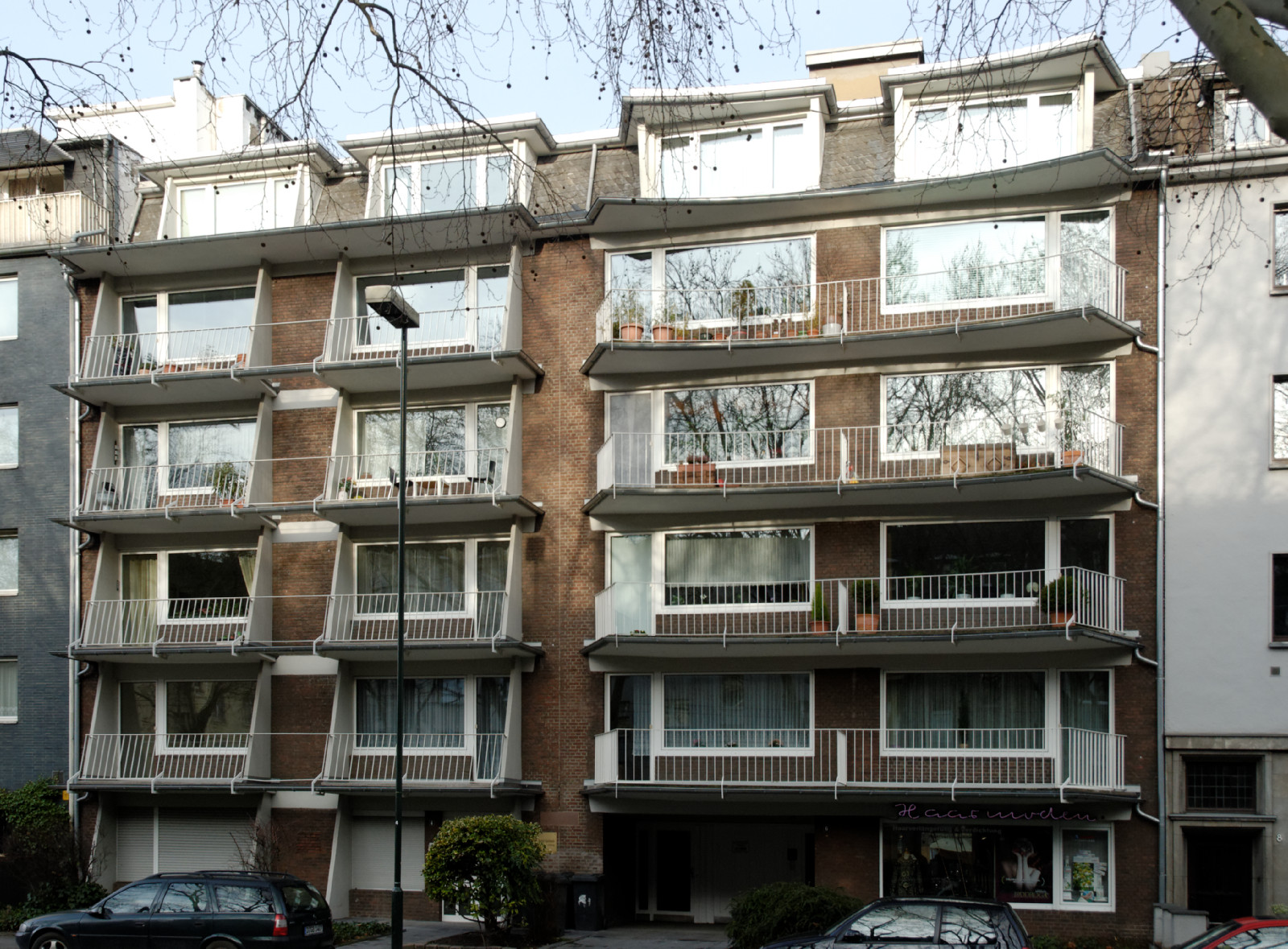
Lindemannstraße 4 und 6

#### Bogenformen
Diese Liste soll Wohn- und Geschäftshäuser mit Bogenformen vorstellen:
Die Form des Bogens war zu Anfang der BRD in Mode gekommen: „Bogenformen spielen in der Baugestaltung der ersten fünfzehn Jahre der Bundesrepublik immer wieder eine schmückende, belebende Rolle.“
- Tonhallenstraße 10 (R. Hahne und E. Folten):
Das Gebäude ist ein Stahlbetonstützenbau. Die bogenförmige Fassade hebt das Gebäude aus der Masse der Häuser heraus: „[Es] würde kaum weiter auffallen, wäre nicht dem Architekten die Idee gekommen, das Raster der Obergeschosse in Schwung zu versetzen und somit eine Eigenwertigkeit zu erreichen, die es, wenn auch bescheiden, aus der umgebenden Bebauung hervorhebt.“[24]
- Am Wehrhahn 10 (H. Wüst):
Zwei verschiedene Formen werden miteinander kombiniert. So zeigt der Bau die „Durchdringung von Bogenform und Diagonale“:[24] Die Balkone zeigen runde und die Fensterachsen diagonale Formen: „Abgerundete Balkone mit gelochten Sichtblenden treffen auf die bekannte, diagonal gestellte Fensterachse zur Optimierung der Lichtführung.“[24]

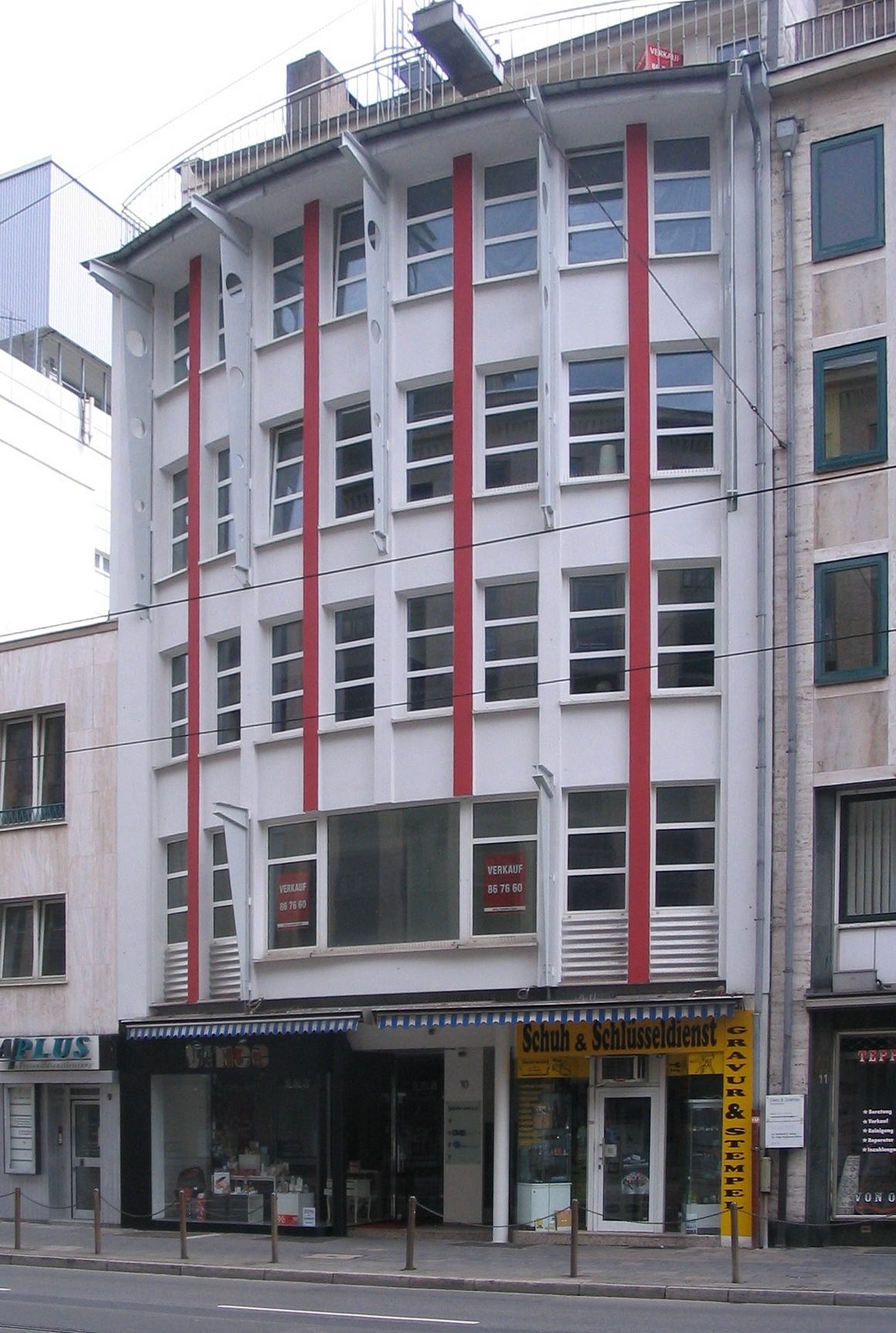
Tonhallenstraße 10
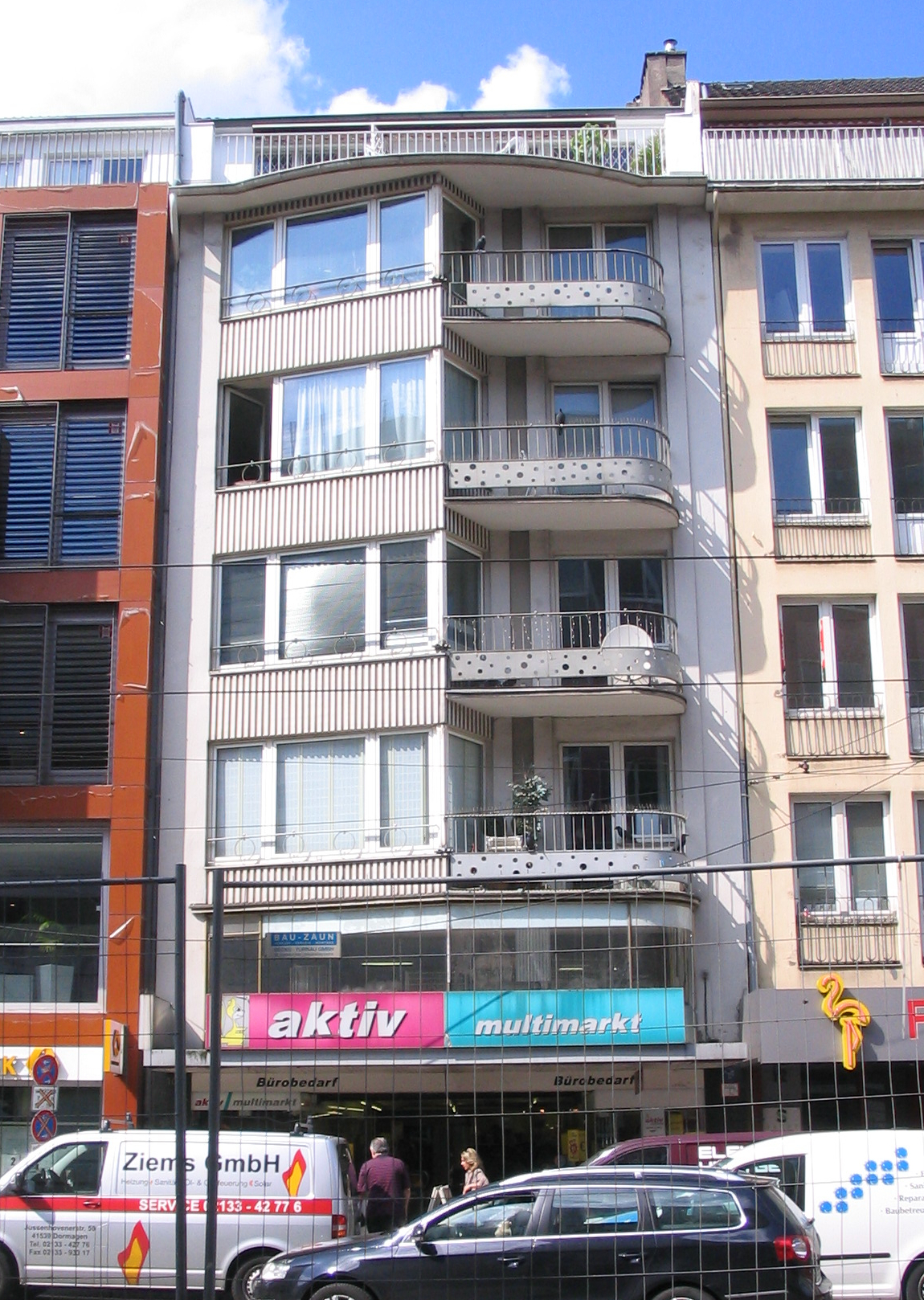
Am Wehrhahn 10 (2011)

#### Vorbau
Diese Liste soll Wohn- und Geschäftshäuser der fünfziger Jahre mit Vorbau (Schaufensteranlage am ersten Obergeschoss) vorstellen:
- Am Wehrhahn 10 (H. Wüst):
Weiter ist das Gebäude ein Beispiel für ein „charakteristisches Wohn- und Geschäftshaus der fünfziger Jahre mit Schaufensteranlage am ersten Obergeschoss.“[24]
- „Hotel Cristallo“, Schadowplatz 7 (1958; Hanns Derichs):
Das Gebäude zeichnet sich insbesondere durch seinen Vorbau mit besonderen Details und Fensterelementen aus: „Einen der bemerkenswertesten Vorbauten dieser Art findet man am Haus Schadowplatz 7 […] Die auffällige Detailfreudigkeit sowie die separat vorschwingenden Fensterelemente sind eine Besonderheit in der Düsseldorfer Architektur jener Zeit.“[24] Der erkerartige Vorbau im 1. Obergeschoss mit den fünf separat in Bogenform vorschwingenden Fensterelementen ist inzwischen (2011) verschwunden. Früher waren an der Mittelachse der Fassade (vom 2. bis zum 5. OG) Laternen befestigt. Es beherbergte das „Hotel Cristallo“.
- Haroldstraße 34 (1954; Raimund Zieseniss):
Das Gebäude wurde 1954 fertiggestellt. Der Vorbau ist typischer für diese Zeit. Bei der Fensteranlage gab es bereits einen Materialaustausch.[24] Die aufwändige Natursteinfassade ist inzwischen (2011) verschwunden. So wurde die Fassade vollständig mit weißer Farbe angestrichen.

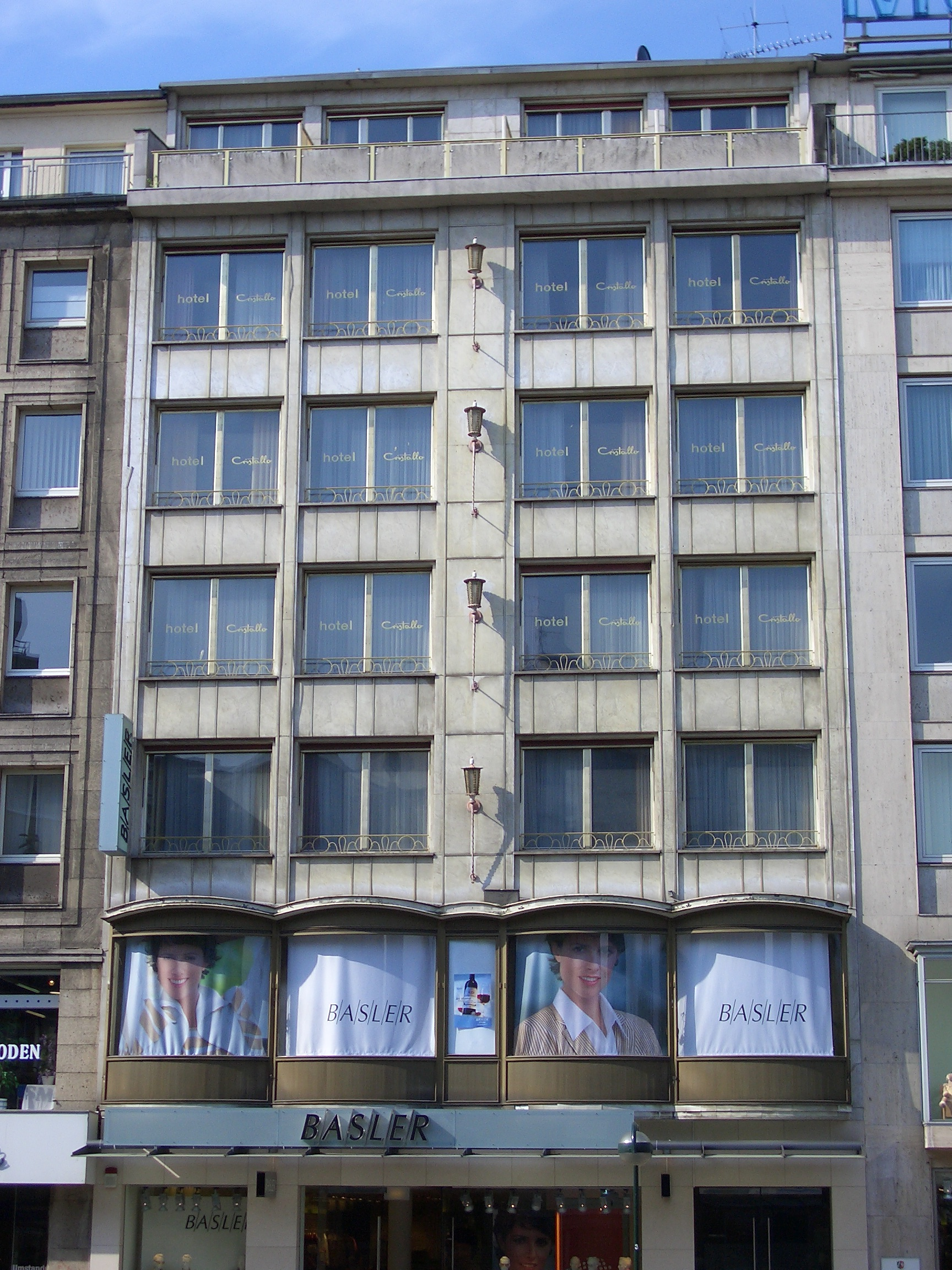
Schadowplatz 7 (2004)
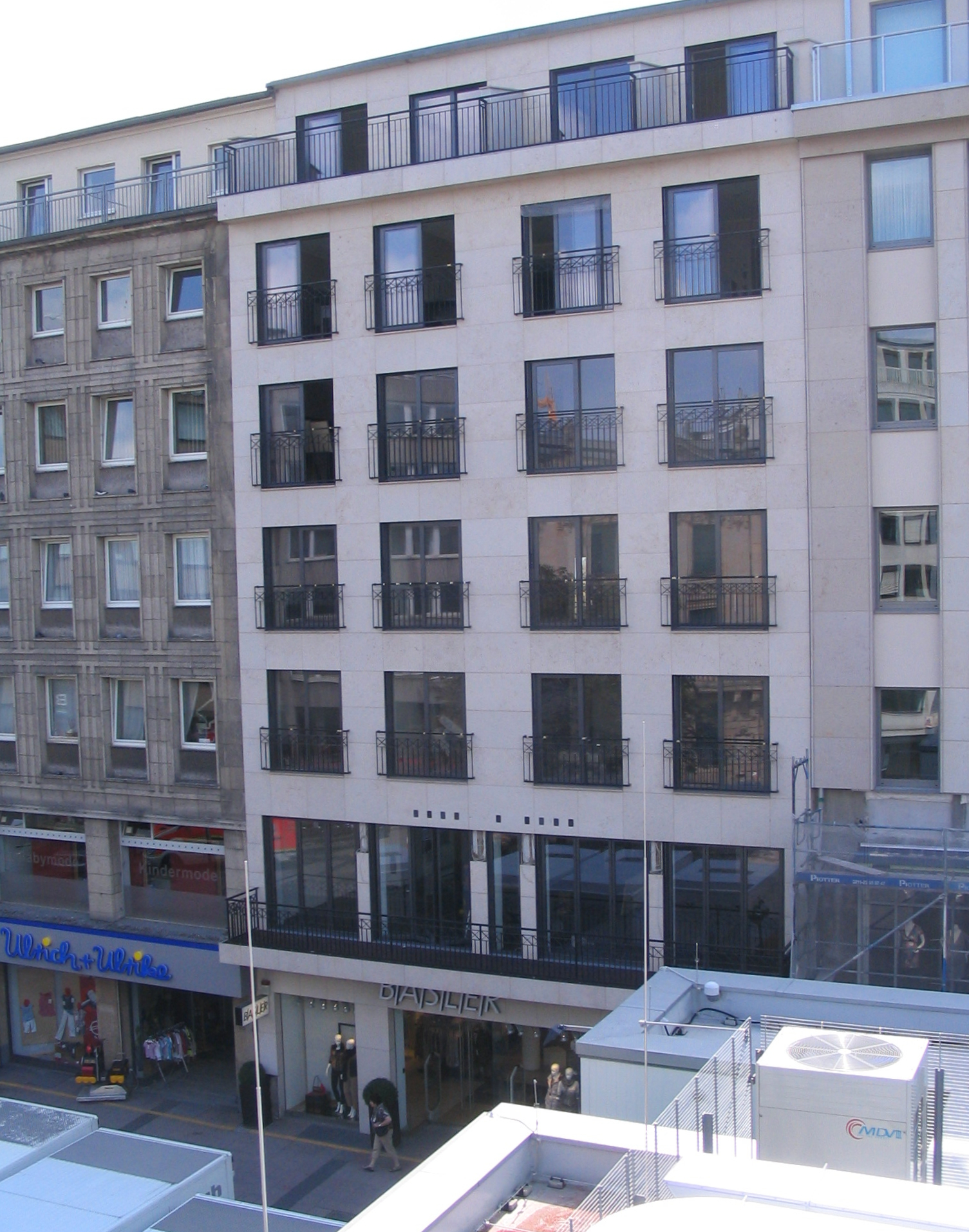
Schadowplatz 7 (2011)
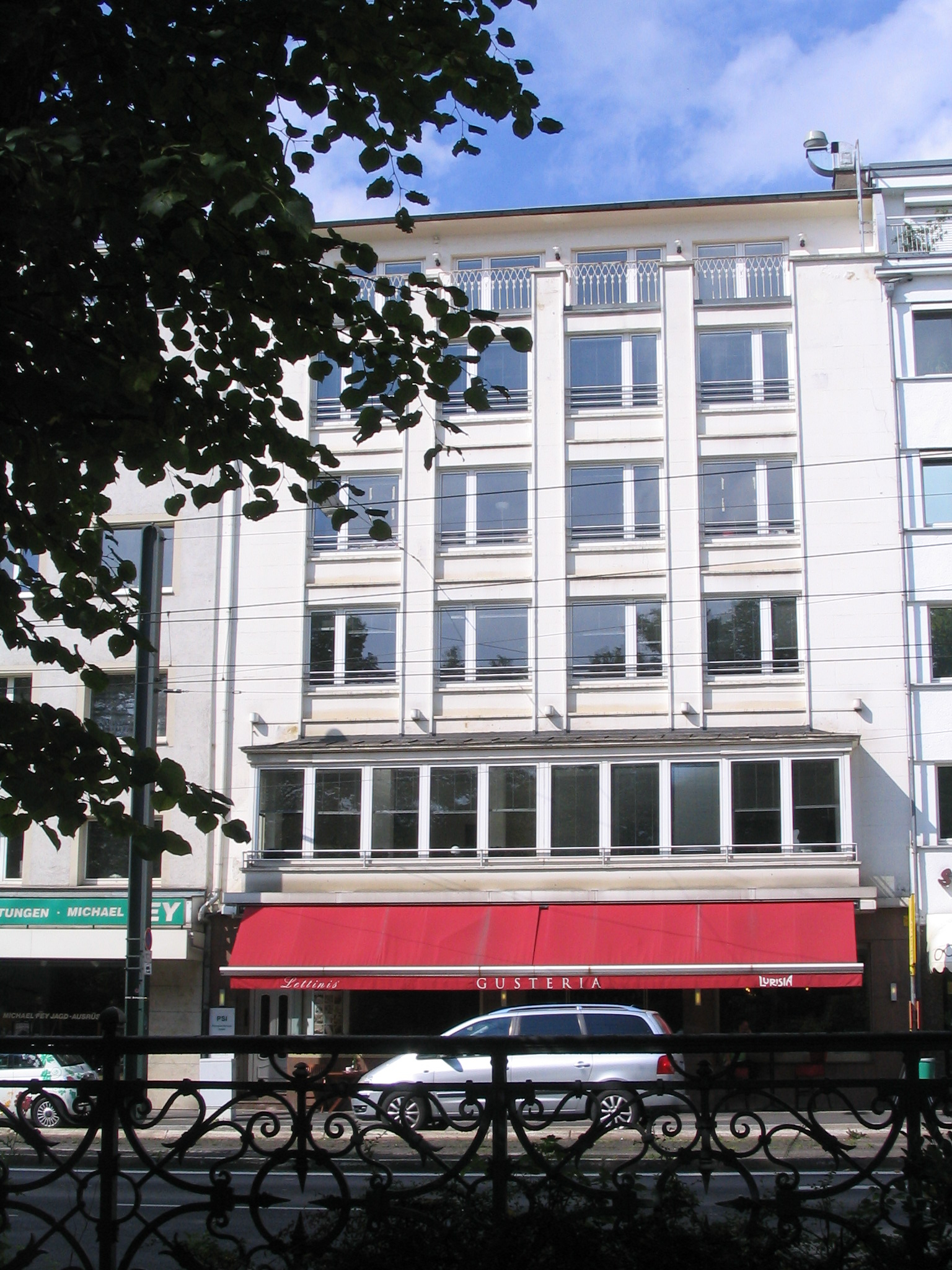
Haroldstraße 34 (2011)

### Verwaltungs- und Geschäftshäuser

#### Beispiele für Traditionelle Architektur
Jörg Heimeshoff befasst sich ausführlich mit der Architektur der 1950er Jahre in Düsseldorf:

##### Fassade
- Marktplatz 6 (1952/1956; Julius Schulte-Frohlinde):
Das als Beispiel für „Düsseldorfer Klassizismus“[28] geltende Verwaltungsgebäude Marktplatz 6 zeige eine „konservative, heimattümelnde Grundhaltung, wie sie auch beim Wohnhausbau der fünfziger Jahre verbreitet war“.[29] Der denkmalgeschützte Bau wurde von 1952 bis 1956 vom Hochbauamt der Stadt von dem Düsseldorfer Architekten Julius Schulte-Frohlinde am Marktplatz erbaut.
- Trinkaus-Bank, Königsallee 17 (1950; Helmut Hentrich und Hans Heuser):
 Ein „weiterer wichtiger konservativer Bau“[29] ist das im Jahre 1950 nach Plänen von Helmut Hentrich und Hans Heuser fertiggestellte Gebäude der Trinkaus-Bank an der Königsallee 17.„Die Haltung, die sich hier offenbart, ist noch in der Architektur der Vorkriegszeit begründet: monumentale Gliederung der unteren Geschosse, gekoppelte Pfeilerstellungen usw.[29]“
- Kaufhaus Karstadt, Schadowstraße (1952; Philipp Schaefer):
 Das Kaufhaus Karstadt auf dem Areal der alten Tonhalle in der Schadowstraße wurde 1952 nach Plänen des Architekten Philipp Schaefer fertiggestellt. Der Bau greift sogar die Formensprache der Architektur aus der Zeit vor dem Ersten Weltkrieg auf, als Joseph Maria Olbrich das Warenhaus Tietz erbaute. So nimmt der Bau einen „zeitlich noch weiter zurückliegenden Bezug“[30] als die Trinkausbank an der Königsallee 17 auf. „Beziehungen zur monumentalen Kaufhausarchitektur der Jahre vor dem Ersten Weltkrieg sind offensichtlich (der Architekt war Bürochef bei Joseph Maria Olbrich, der u. a. das Warenhaus Tietz – heute Kaufhaus – am Corneliusplatz erbaut hat.)“[31]
- Gerling-Konzern, Jägerhofstraße 21 (1957/1958; Arno Breker):
Ein Beispiel „konservativer Baugesinnung“ ist das von Arno Breker 1957/1958 erbaute Haus in der Jägerhofstraße 21 für den Gerling-Konzern mit einer „geschlossenen Natursteinfassade“[32] Breker macht die „tragendenen Elemente als solche kenntlich, indem er das schwere, bedeutungsmäßig gebundenere Material verwendet“.[33] Die Straßenfront ist fünfgeschossig, deren Fassade ist in 13 Achsen gegliedert. Das Gebäude schließt nach oben mit einem flach vorspringenden Dach ab; auf diesem befindet sich zurückversetzt ein weiteres Geschoss. Zwischen den Fenstern befinden sich jeweils breite, rechteckige Pfosten. Vor diesen wurden jeweils zwei freistehende schlanke Säulen angebracht. Die Fassade ist mit hellem Naturstein verkleidet.
- Verwaltungsgebäude Kaiserwerther Straße 135 (1956; Hans Rompelberg):
 Das nach Plänen von Hans Rompelberg im Jahre 1956 fertiggestellte viergeschossige Verwaltungsgebäude an der Kaiserwerther Straße 135 wollte man „betont konservativ gestalten“[33]: „Stilisierte Kapitelle und Brüstungsblenden entstammen einem überholten Formenkanon“[33]
- Ex-IKB Düsseldorf (1955; Rudolf Wolters und Karl Berlitz):
 Zur konservativen Baurichtung zählt auch das Gebäude der ehem. IKB Düsseldorf: „Interessant ist das […] Gebäude aus dem Jahre 1955 […] wegen einigen historisierender Details.“[33] Die Architekten Rudolf Wolters und Karl Berlitz hatten bereits in der Organisation Todt zusammengearbeitet.
- Haus des Einzelhandelsverbandes, Kaiserstraße 42 (1952, Helmut Hentrich und Hubert Petschnigg):
 Das Gebäude zeigt eine werksteinverkleideten Rasterfassade. Es gehörte noch zu den neuklassischen Entwürfen Hentrichs, der „nach seinen neuklassischen Entwürfen und einer kurzen Phase des Übergangs [auf] die von Schneider-Esleben und Pfau vorgezeichnete Linie einschwenkte“.[34][35]
- Geschäftshaus Steinstraße 21 / Berliner Allee (1955; Hanns Dustmann):
Das Gebäude Steinstraße 21 ist typisch für die Geschäftshausarchitektur Mitte der 1950er Jahre. Der Architekt Hanns Dustmann vertrat dabei bei Verwaltungsbauten und Banken den Stil der gemäßigten Moderne mit „vereinzelte[m] Wiederaufgreifen von NS-Repräsentationsformen“.[4] So zeigt das Gebäude Merkmale „die für die Geschäftshausarchitektur jener Zeit charakteristisch sind“.[36] Auch hier besonders, die aufwändige, dekorative Verkleidung mit Naturstein: „Die mit Naturstein verkleideten Wandflächen treten zugunsten größerer Fensterflächen zurück. Die Horizontale wird betont. Die Gestaltung der Schaufensteranlage und die Dekoration der Fassaden haben sich erhalten“.[37]

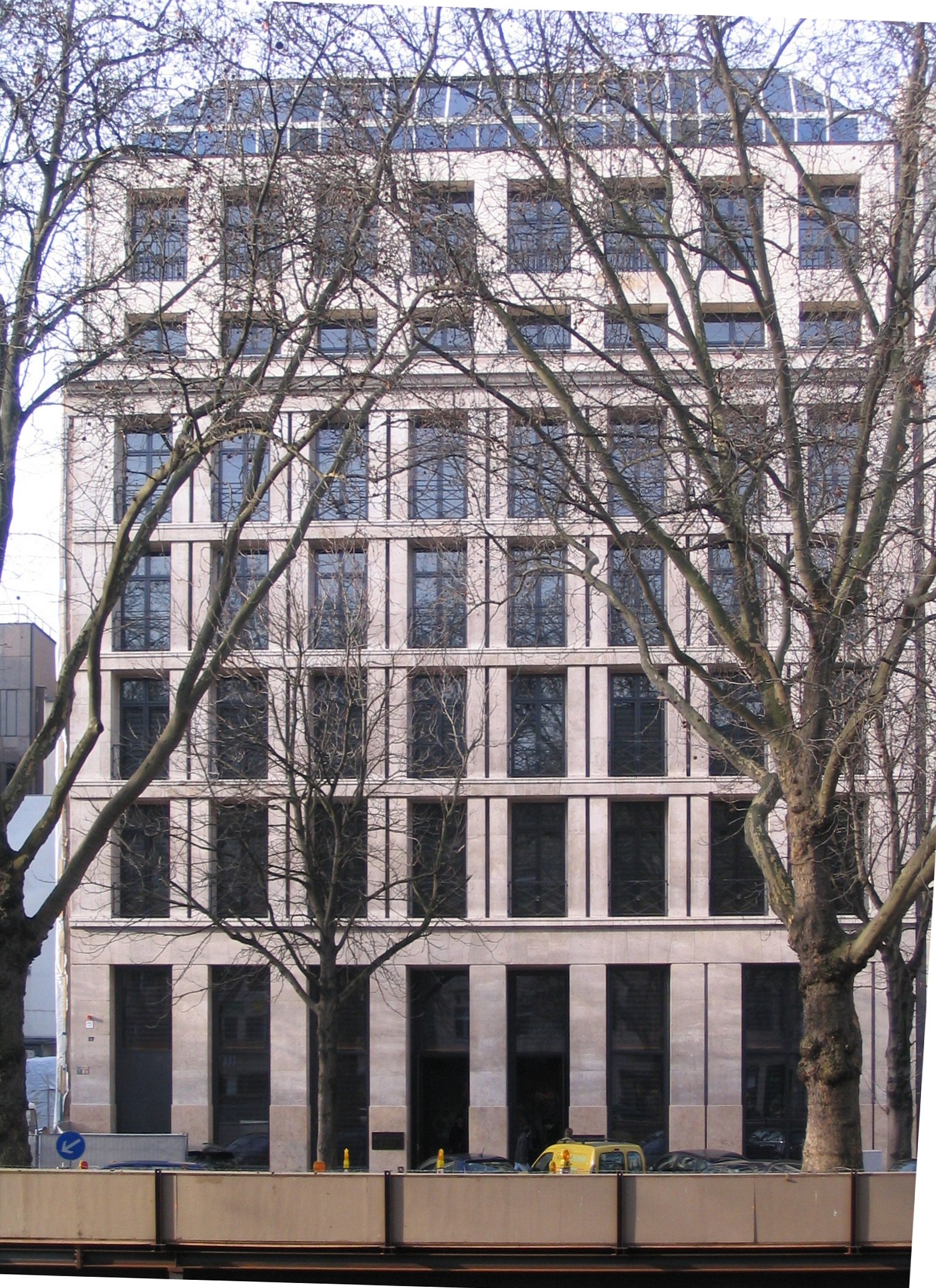
Königsallee 17. Seit Dezember 2011 Filiale des Modeunternehmens Abercrombie & Fitch
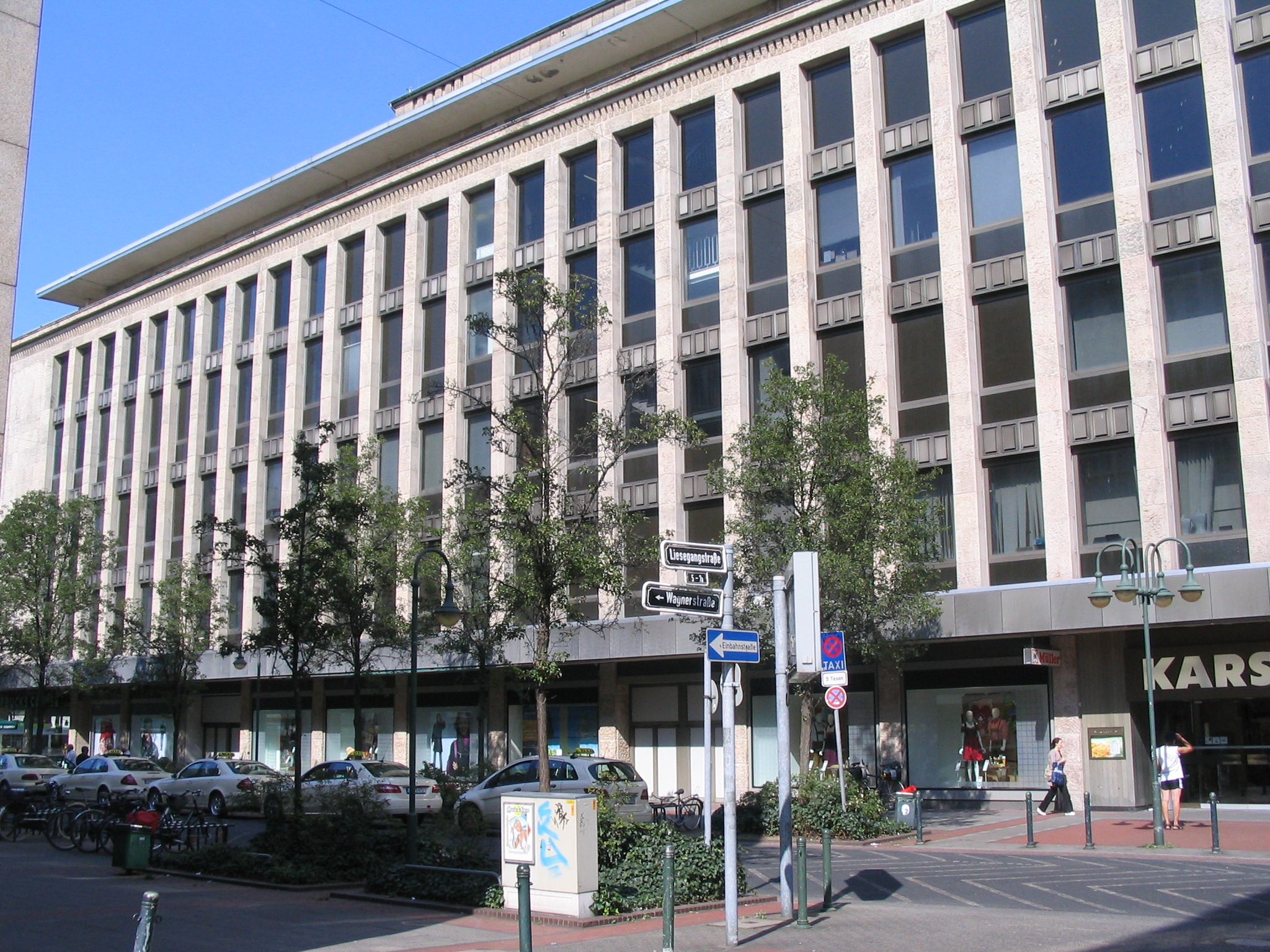
Karstadt, Düsseldorf
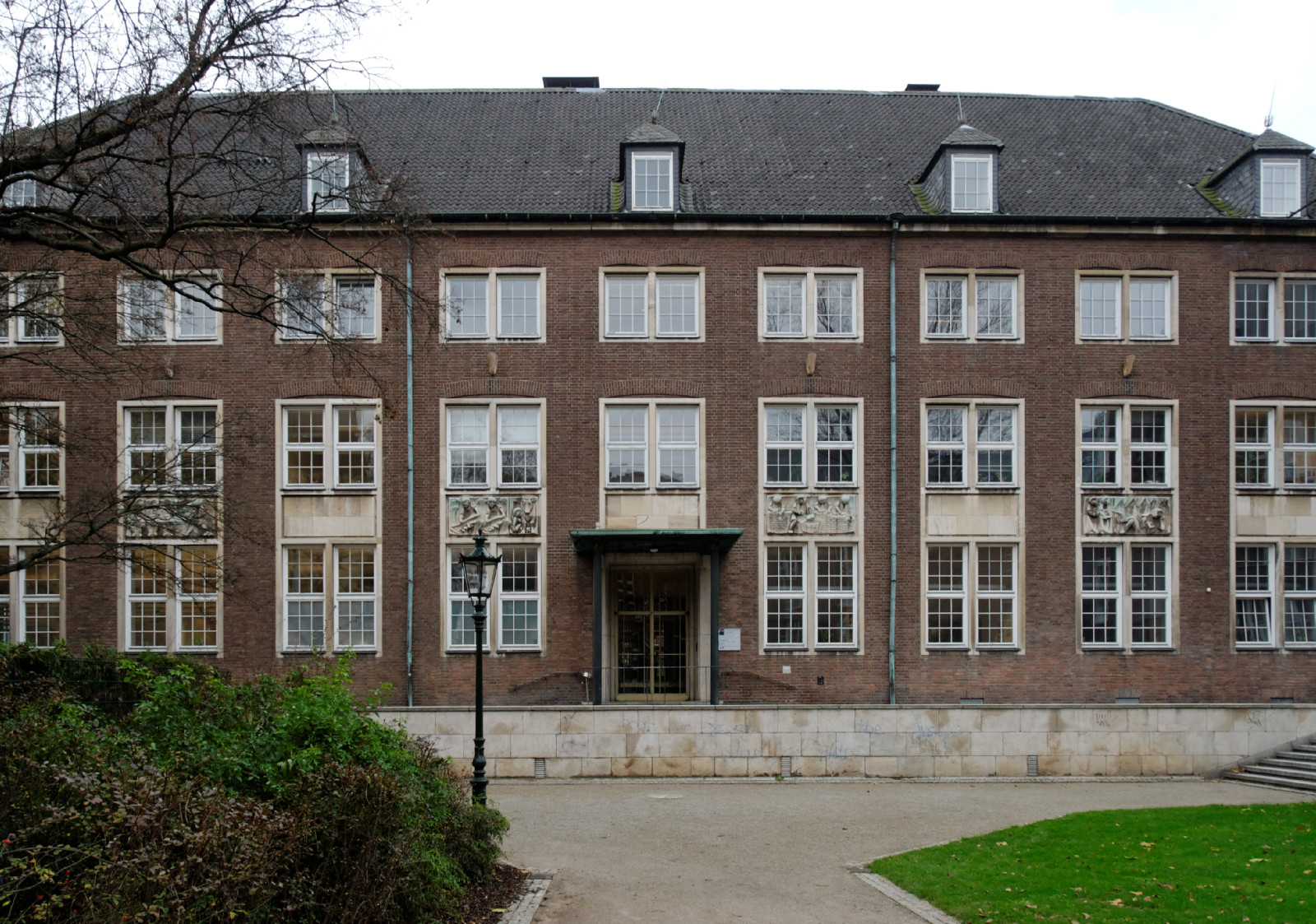
Verwaltungsgebäude Marktplatz 6
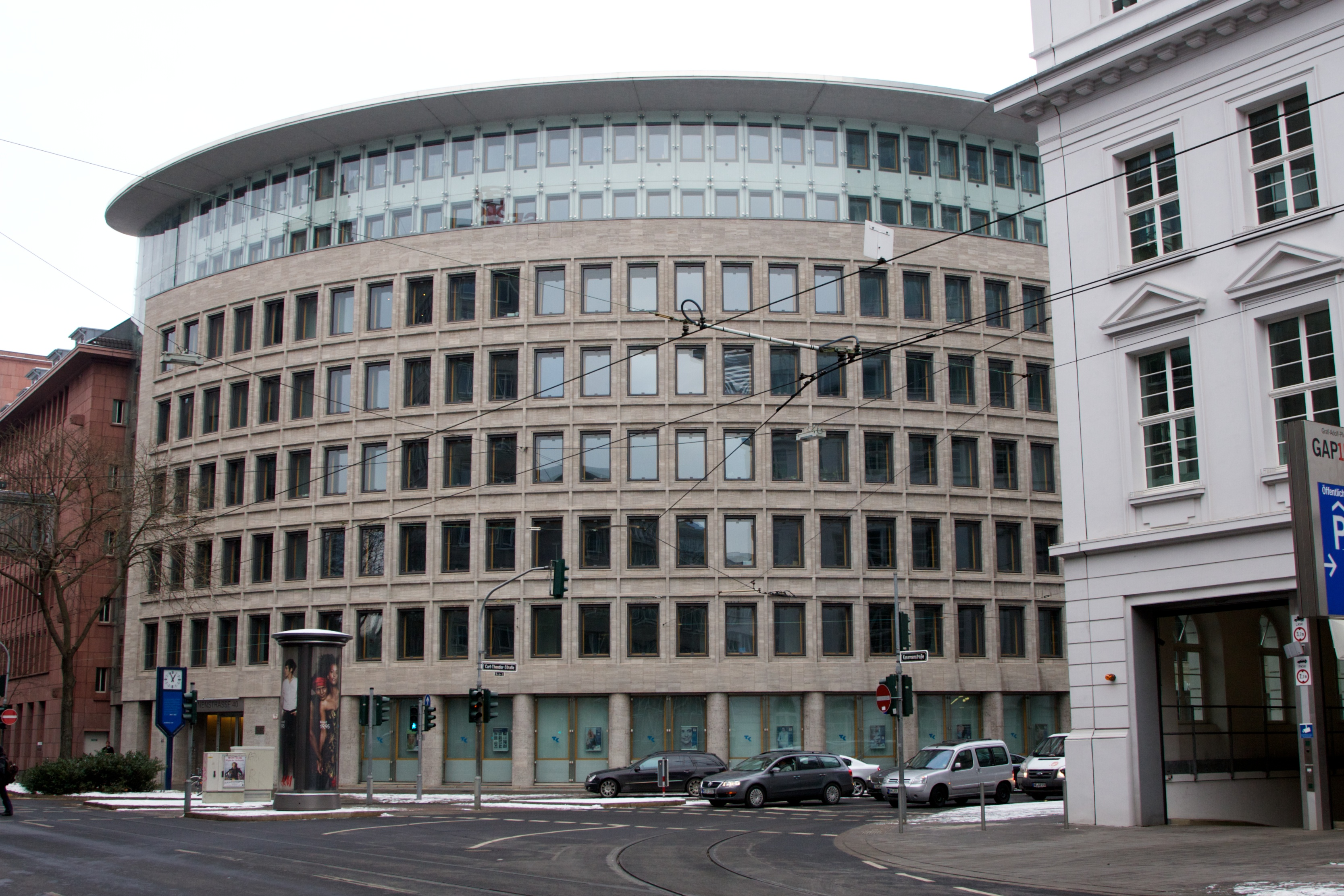
Ex-IKB, Düsseldorf
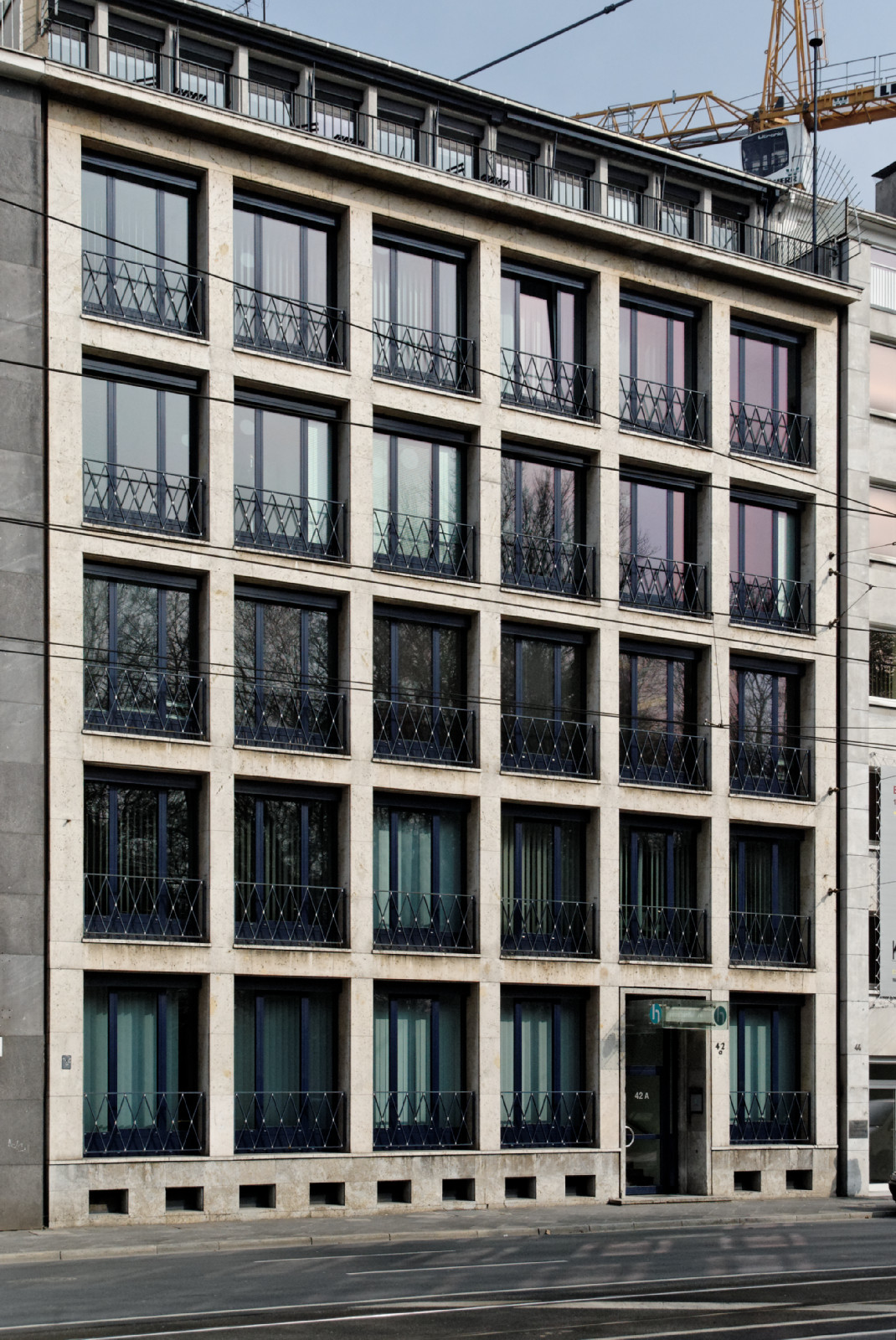
Haus des Einzelhandelsverbandes
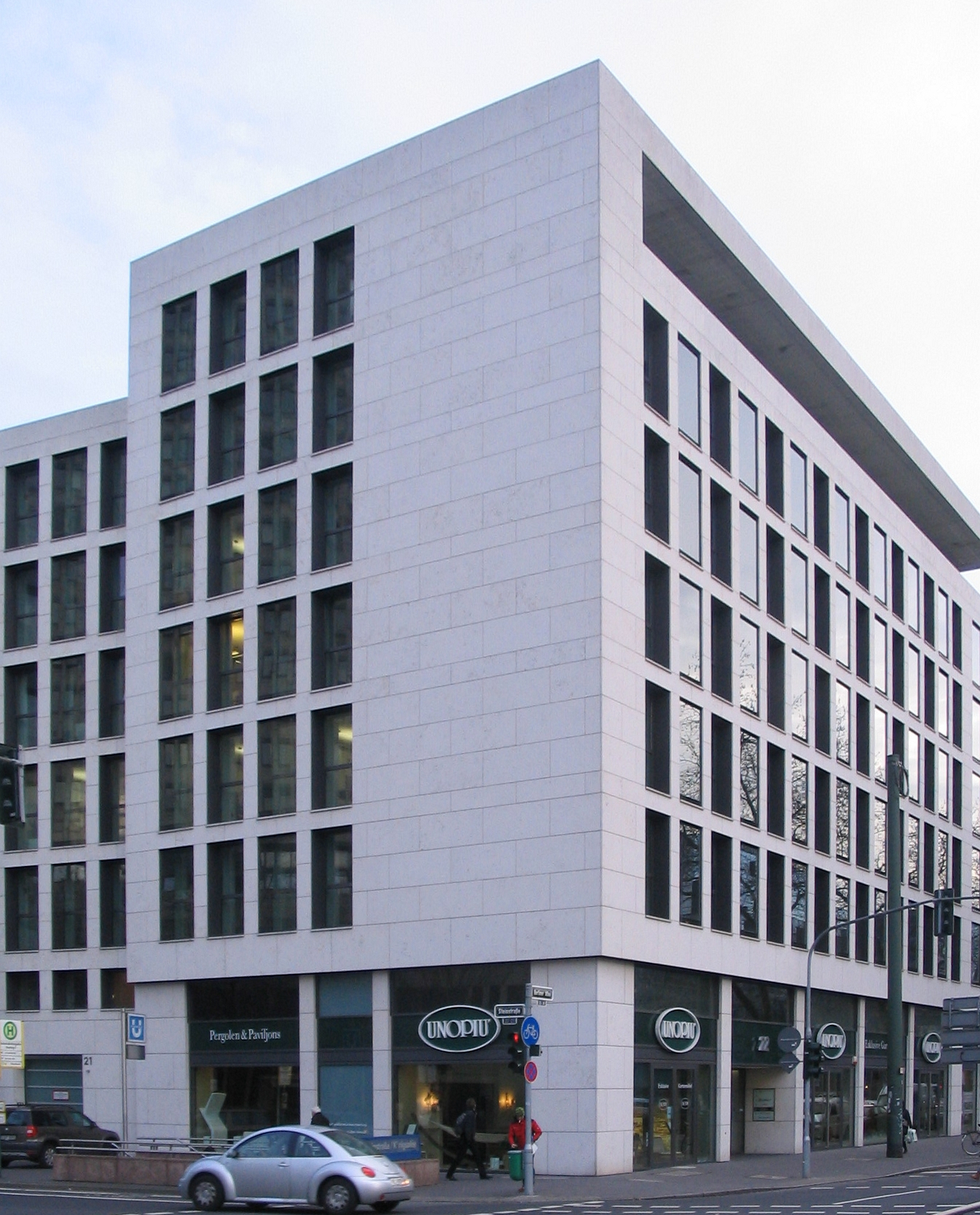
Steinstraße 21

##### Verluste
- Dommelhaus (1954–1956; Wilhelm Dommel):
Das in den Jahren 1954 bis 1956 nach Plänen des Bauherrn und Architekten Wilhelm Dommel erbaute Dommelhaus war Teil einer ursprünglich „geschlossen wirkende[n] Bebauung zwischen der Oststraße und der Charlottenstraße. Materialien und Formen nahmen aufeinander Bezug. Das Hochhaus von Will Dommel bildete einen Eckpunkt an der Charlottenstraße, der sich aus einer Zeile entwickelte und einen eigenen Akzent setzte“.[28] Nachdem die aufwändige, traditionell gestaltete Natursteinfassade des Dommelhauses bei der Umgestaltung zum Immermann-Tower einer Glasfassade gewichen war, zerfiel der ehemals einheitliche Gesamteindruck und die stadtgestalterische Einbindung ging teilweise verloren.
- Versicherungsgebäude am Kirchplatz, Friedrichstadt (Hans Schwippert, Wilhelm Riphahn, Eugen Blanck):
Das Hochhaus hatte ursprünglich eine aufwändig, traditionell gestaltete Fassade aus Naturstein und Putz. Bei einem Umbau erhielt das Gebäude eine moderne Glasfassade. Heimeshoff verurteilt den Umbau:[38]

„Auch das Versicherungsgebäude von Hans Schwippert, Wilhelm Riphahn und Eugen Blanck am Kirchplatz (Friedrichstadt) hat eine neue Fassadengestaltung bekommen. Die Aussage des ausgeführten Entwurfs wurde rigoros umgedeutet. Die Vertikale wurde bei der Umgestaltung in den Vordergrund gestellt; sie erfährt keinen Abschluß. Durch das leichtere Material wird das Gebäude aus einem Ensemble, das überwiegend aus Naturstein und Putz besteht, gelöst.“

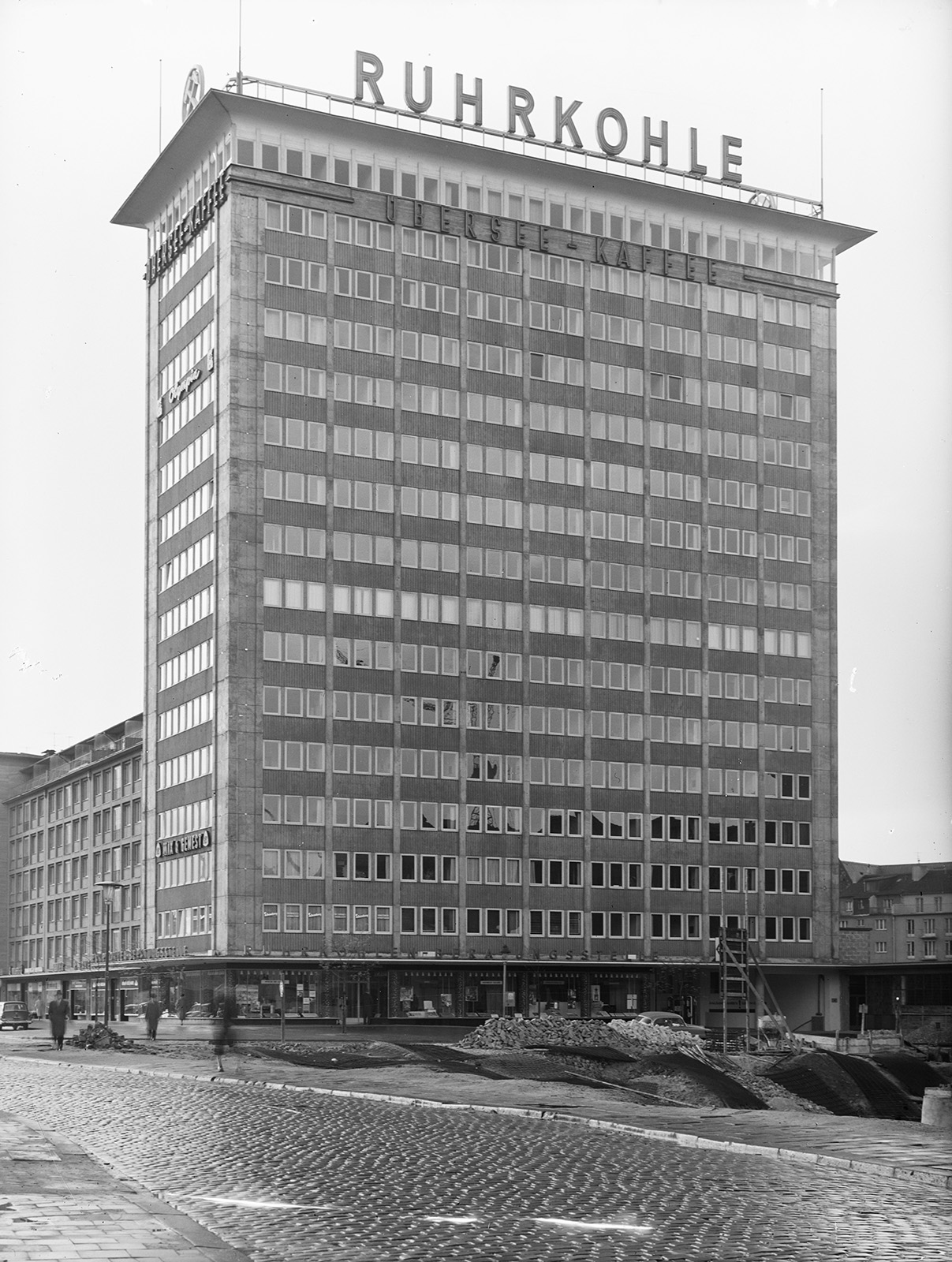
Dommel-Hochhaus (vor dem Umbau)
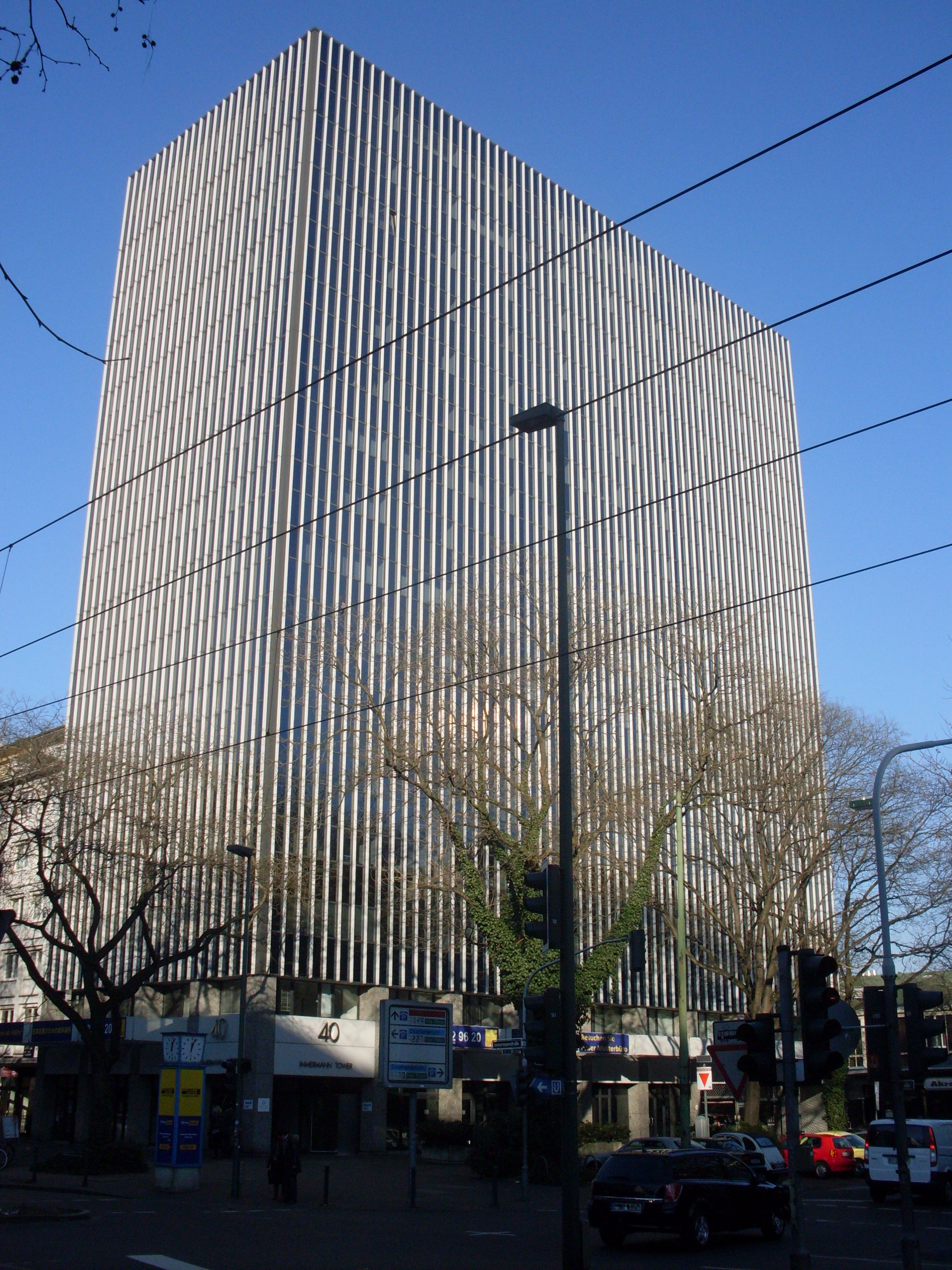
Dommel-Hochhaus (nach dem Umbau)
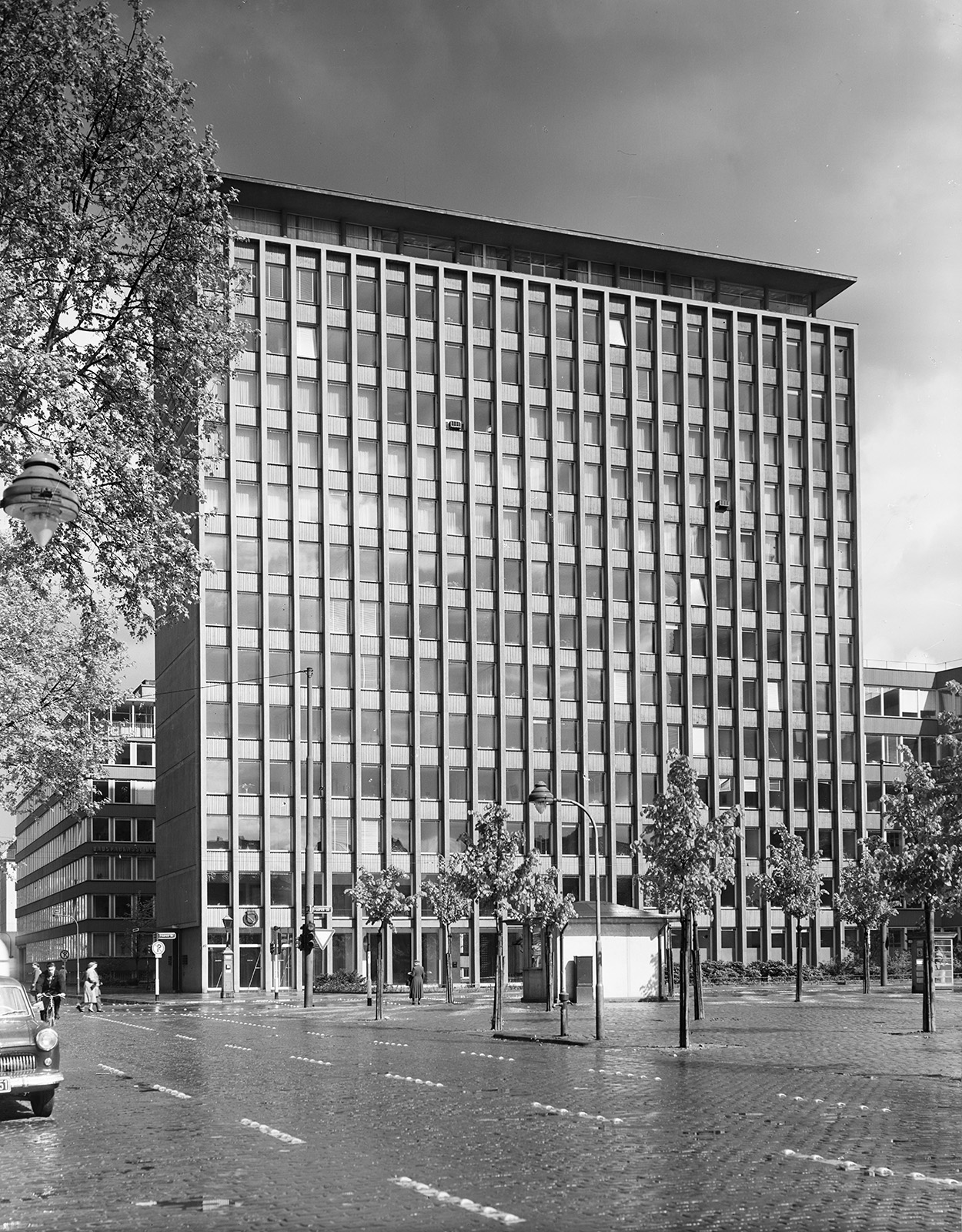
Versicherungsgebäude am Kirchplatz, Friedrichstadt (vor dem Umbau)
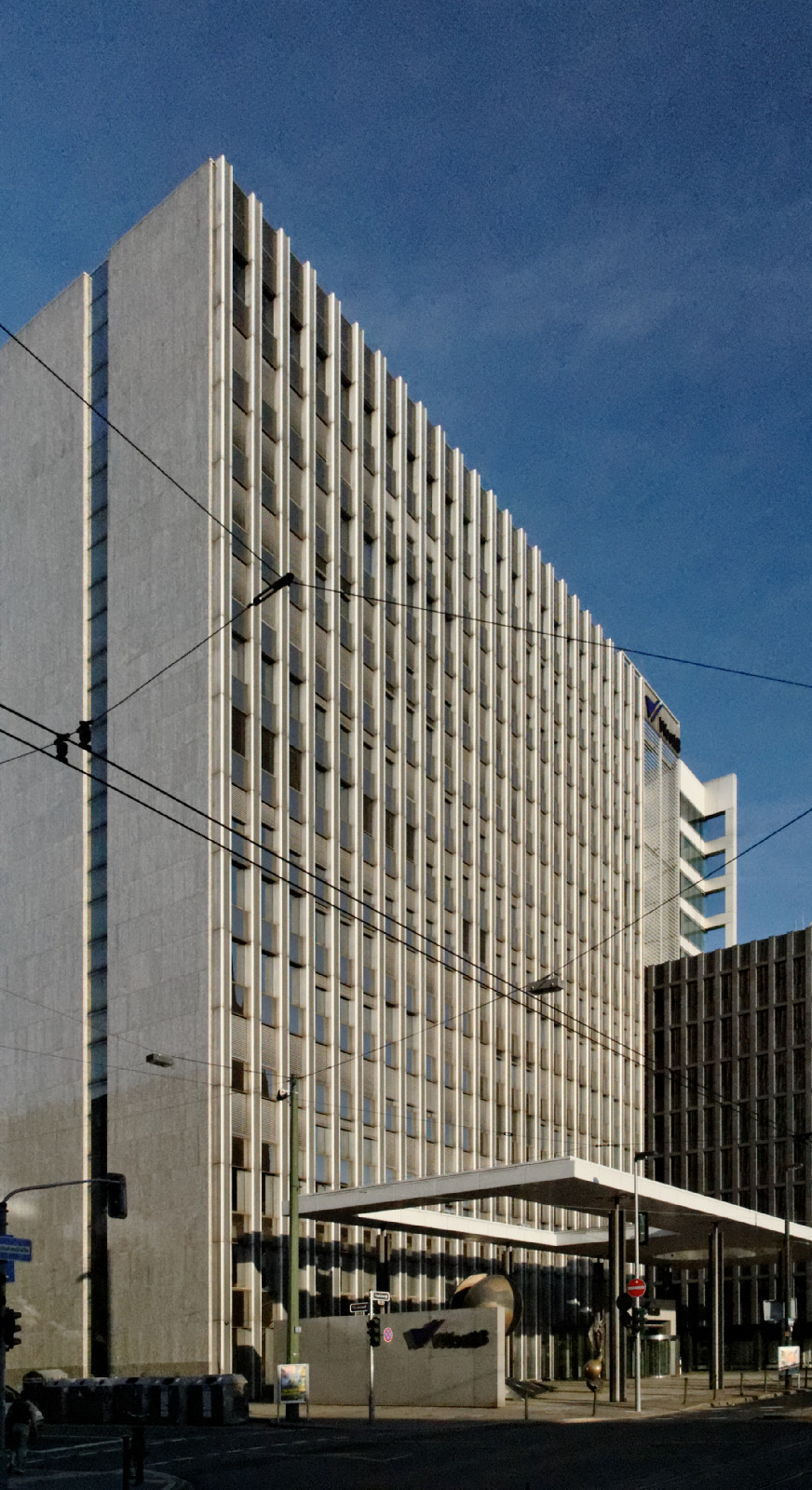
Versicherungsgebäude am Kirchplatz, Friedrichstadt (nach dem Umbau, heute WestLB)

#### Beispiele für moderne Architektur

##### Treppenhaus
- Vagedesstraße 1 (1955; Erich Mattern):
Das herausgeschobene Treppenhaus wurde Mitte der 1950er Jahre Gestaltungselement der Düsseldorfer Geschäftshausarchitektur. So zeigt das von Erich Mattern errichtete Haus Vagedesstraße 1 ein stadtbildprägendes, halbrundes Treppenhaus: „Die Rundung erhält eine Scharnierfunktion.“[39]
- Merowingerstraße 103 (1956; Paul Steinebach):
Ein herausgeschobenes, eckiges Treppenhaus zeigt das im Jahre 1956 von Paul Steinebach errichtete Hochhaus an der Merowingerstraße 103. Der Bau zeigt daneben Details, die „charakteristisch für eine Strömung in den fünfziger Jahren sind […] schräggestellte Fenster zur besseren Belichtung, schräge Stützen und das Material.“[39]

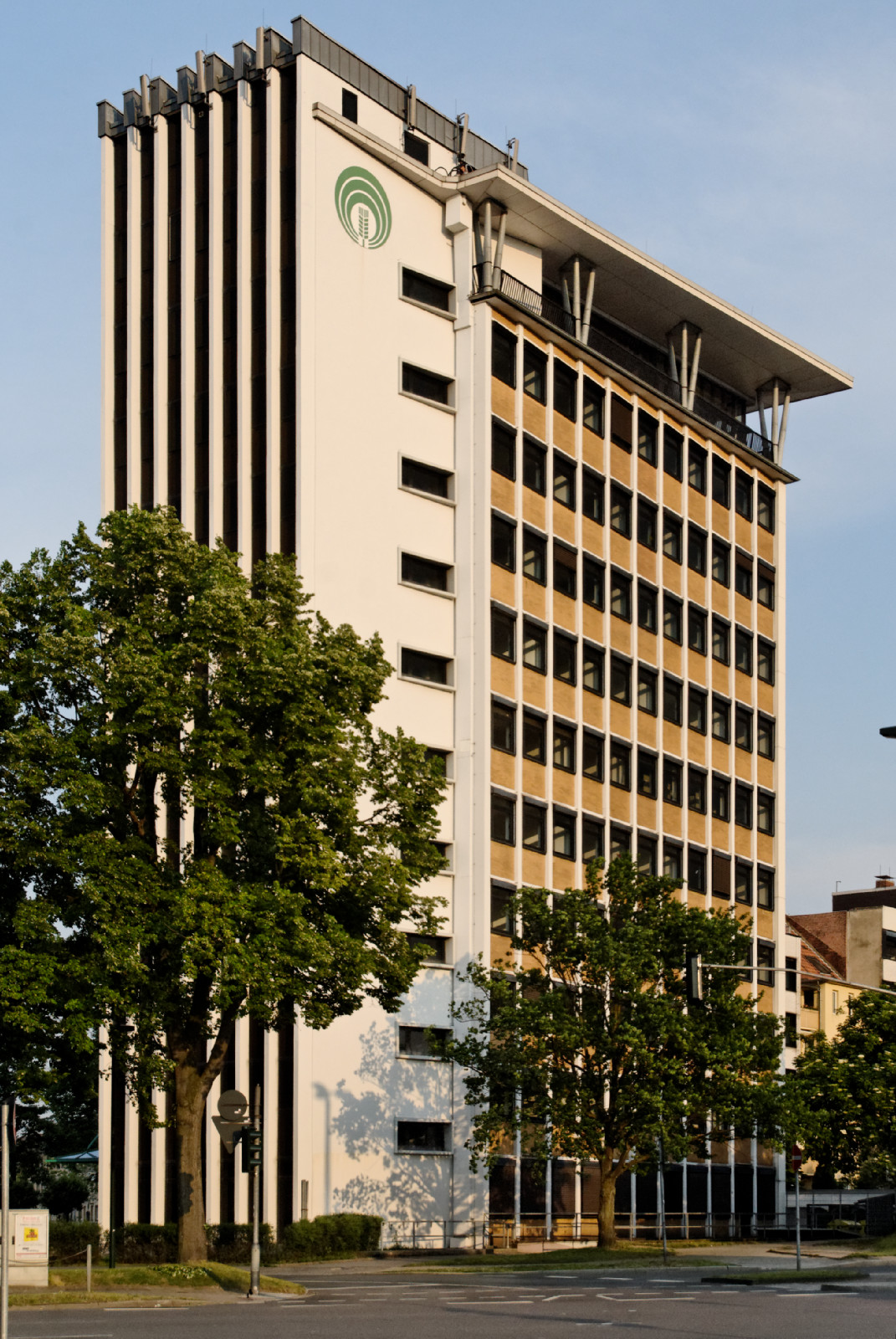
Merowingerstraße 103
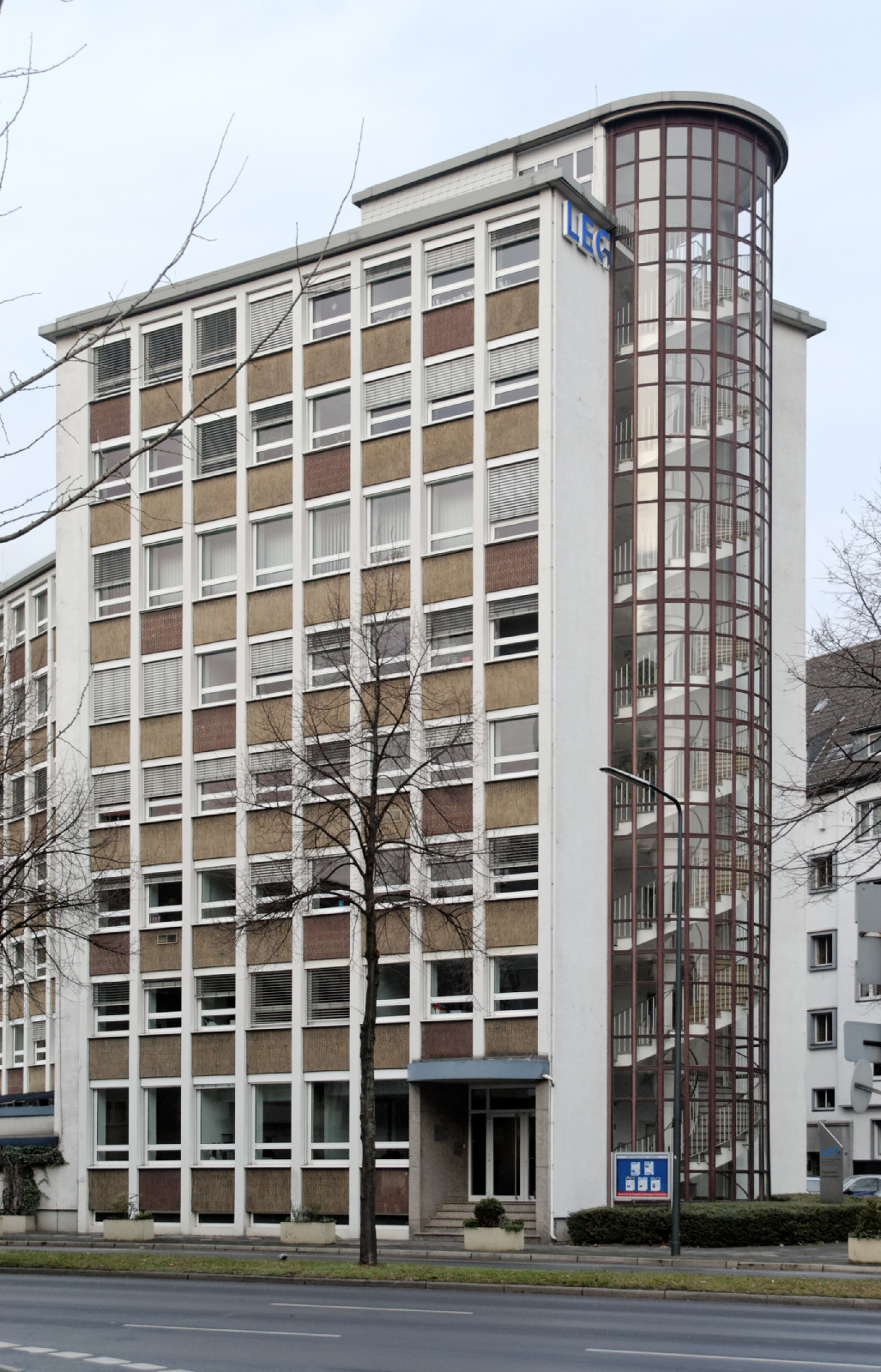
Vagedesstraße 1

##### Fassade

###### Glas- oder Vorhangfassade
- Geschäftshaus Grabenstraße 11 a (1956; Rudolf Wolters und Karl Berlitz):
1956 wurde „für die Bauzeit modern wirkende“[40] Geschäftshaus Grabenstraße 11 a (Carlstadt) von Rudolf Wolters und Karl Berlitz erbaut, wobei sie bei den Fassaden ganz auf Naturstein verzichteten. Die Glasfassaden sollten „für den Bauglasbetrieb des Bauherrn und das Fachgebiet einen werbenden und beispielhaften Eindruck hinterlassen.“[40]
- Amerikanische Generalkonsulat (1953; SOM):
1953 wurde das amerikanische Generalkonsulat nach Plänen von Skidmore Owings & Merrill (SOM) als Stahlskelettbau mit Stahlrahmenelementen errichtet: „Dieses Gebäude gehört sicherlich zu den am modernsten gestalteten Bauten jener Zeit in Düsseldorf.“[36] „Architekturgeschichtlich ist das Gebäude dem „Internationalen Stil“ nach dem Zweiten Weltkrieg zuzuordnen. Kennzeichen dieser Richtung, die sich vom traditionsbewussten Bauen und vom organischen Stil der 50er Jahre absetzt, ist ein strenger tektonischer Aufbau, der meist in Stahlskelettbauweise unter Verwendung von viel Glas und optisch leichten Materialien Transparenz und Leichtigkeit erzeugt.“[41]
- Verwaltungsgebäude der Rheinischen Girozentrale und Provinzialbank, Elisabethstraße 65 (1952/1956; Heinz Thoma):
Ein Beispiel für die „Entwicklung gegen Ende der fünfziger Jahre“[36] ist das zwischen 1959 und 1961 erbaute Verwaltungsgebäude der Rheinischen Girozentrale und Provinzialbank, Elisabethstraße 65 (Unterbilk) von Heinz Thoma. Die Stahlkonstruktion mit Aluminiumvorhangfassade verzichtet auf Dekoration. Die Technik bestimmt die architektonische Gestaltung: „Jedes zweite vertikale Gestaltungselement ist als Installationsstütze ausgebildet. Die technische Infrastruktur wurde zum Gestaltungselement.“[36]
- Mannesmann-Hochhaus (1956/1958; Egon Eiermann und Paul Schneider-Esleben):
Das Mannesmann-Hochhaus ist ein Stahlskelettbau aus Mannesmann-Rohren um einen massiven Kern. Leichtigkeit und Selbstständigkeit des Baukörpers bestimmen die Architektur: „Über der Halle kragen die Geschosse allseitig über Pendelstützen vor, eine Lösung, die dem Haus neben der starken Verglasung zu Leichtigkeit und zu mehr Selbstständigkeit gegenüber den Nachbarhäusern verhilft.“[42]
- Dreischeibenhaus (1957/1960; Helmut Hentrich und Hubert Petschnigg):
Das Dreischeibenhaus wurde von 1957 bis 1960 von den Düsseldorfer Architekten Helmut Hentrich und Hubert Petschnigg als eine Stahlskelettkonstruktion mit vorgehängter Aluminium- und Glasfassade errichtet und gilt als Beispiel für den modernen Funktionalismus. Das Gebäude hatte Vorbildfunktion: „Die klare Gliederung der drei gegeneinander versetzten schmalen Baukörper und die Grundrißdisposition mit zwei zentral belichteten Treppenhäusern wurde für viele nachfolgende Bauten vorbildlich.“[42]
- Horten-Hauptverwaltungsgebäude (1960/1961; Helmut Rhode):
Das Horten-Hauptverwaltungsgebäude wurde von 1960 bis 1961 nach Entwürfen des Architekten Helmut Rhode erbaut. Es hat eine Bedeutung für die Baugeschichte: „Dem […] entworfenen Gebäude kommt insofern baugeschichtliche Bedeutung zu, als es sich um das erste völlig als Großraumbüro konzipierte Gebäude in Westdeutschland handelt.“[42] Der Bau besteht aus einer Stahlbetonkonstruktion mit einem Rastermodul von 7,5 m × 7,5 m und einer vorgehängten Aluminium-Glas-Fassade mit Sprossenabstand von 3,5 m.

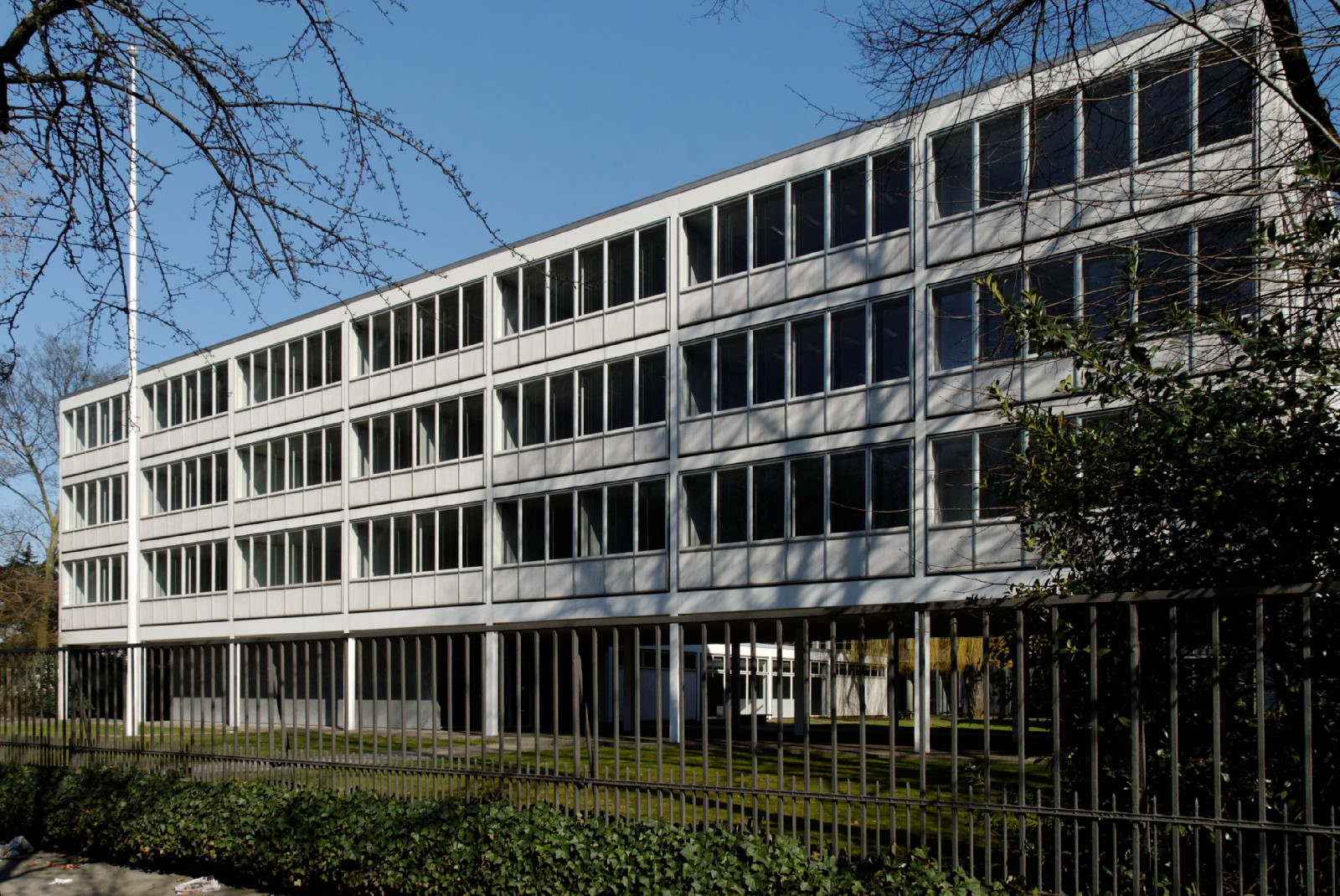
Amerikanisches Generalkonsulat
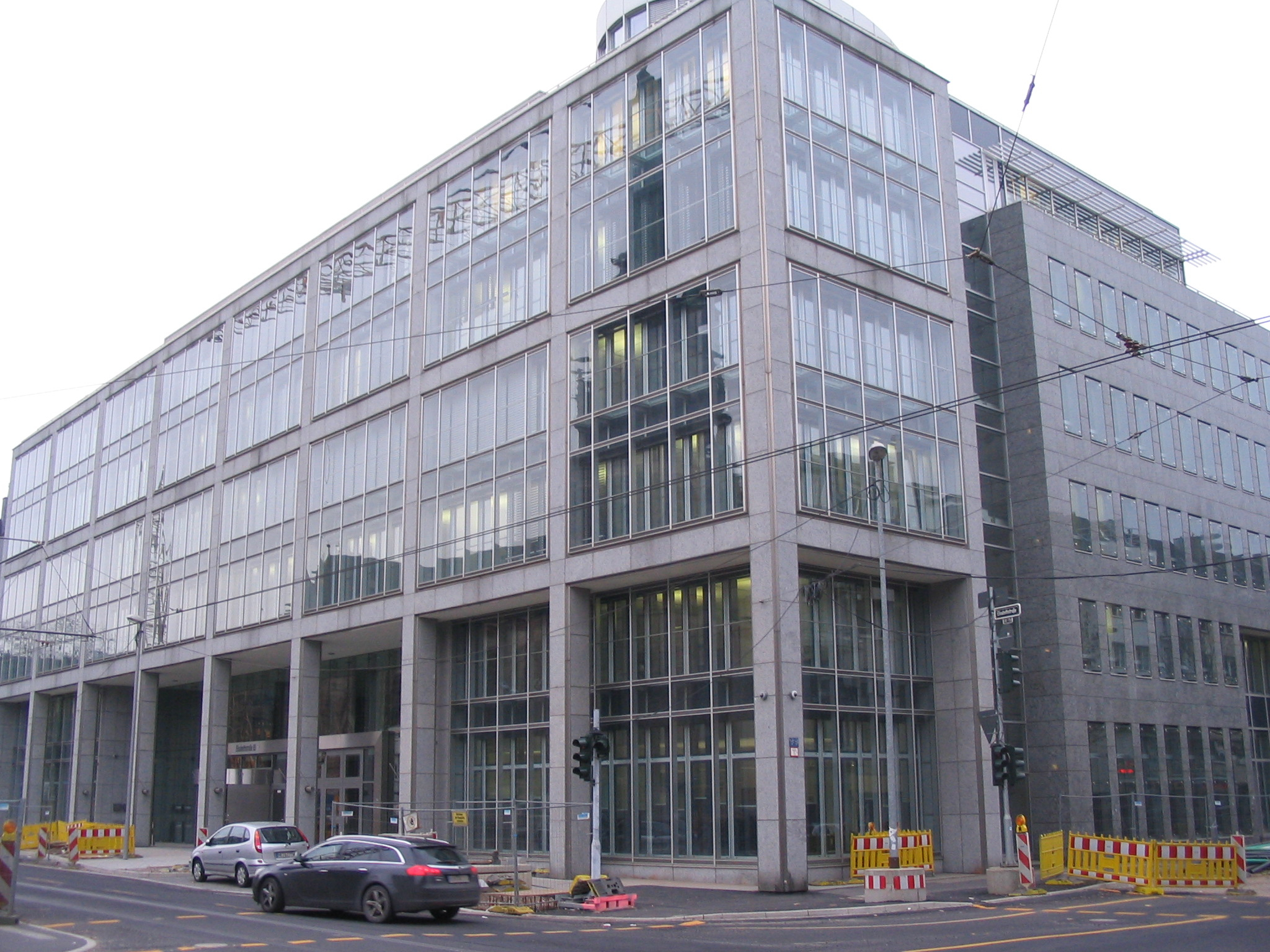
Verwaltungsgebäude der Rheinischen Girozentrale und Provinzialbank
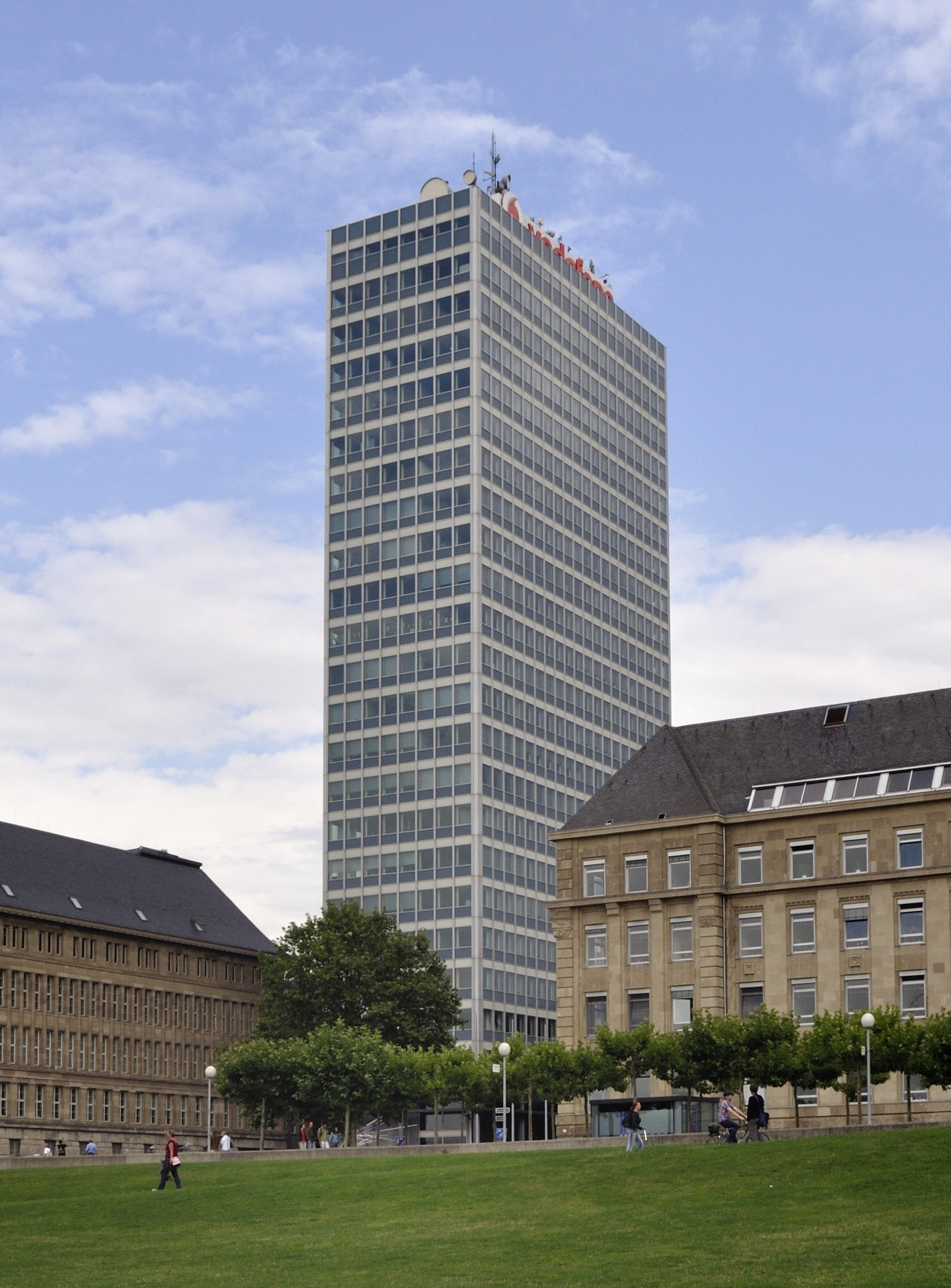
Mannesmann-Hochhaus
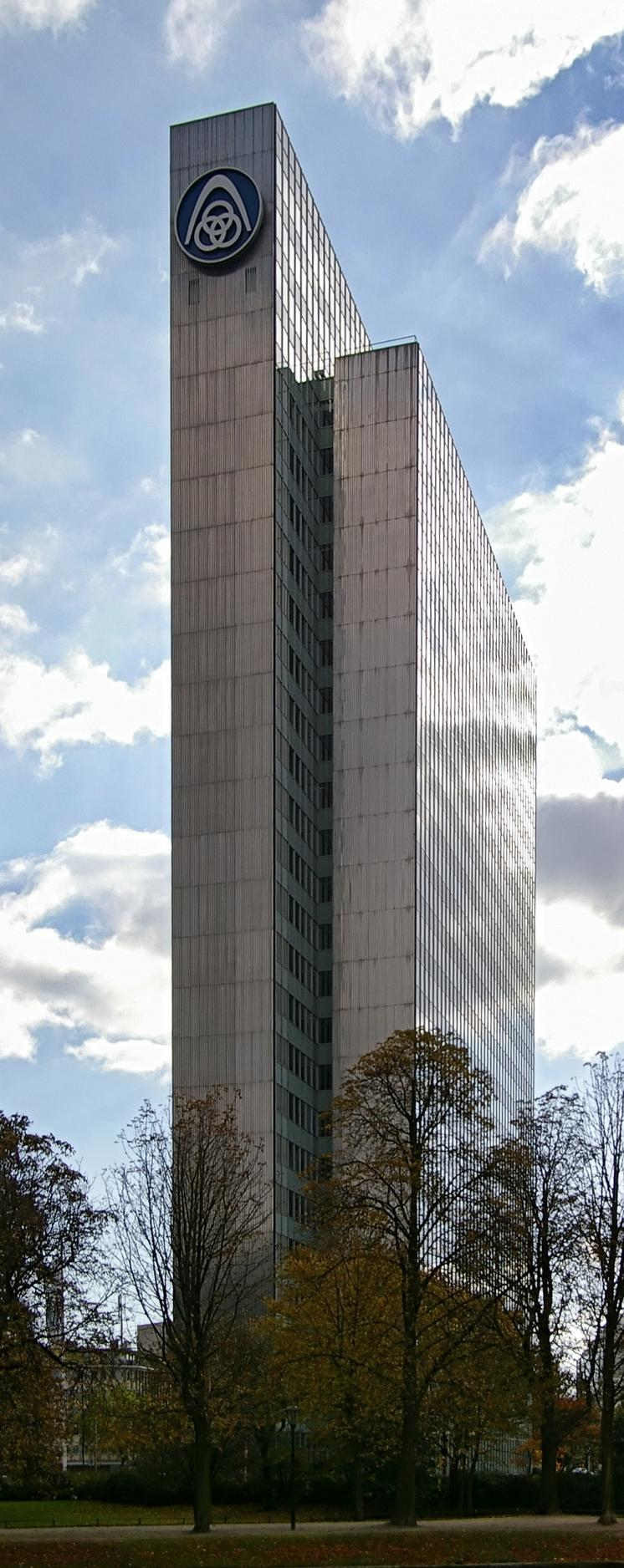
Dreischeibenhaus

###### Betonfassade

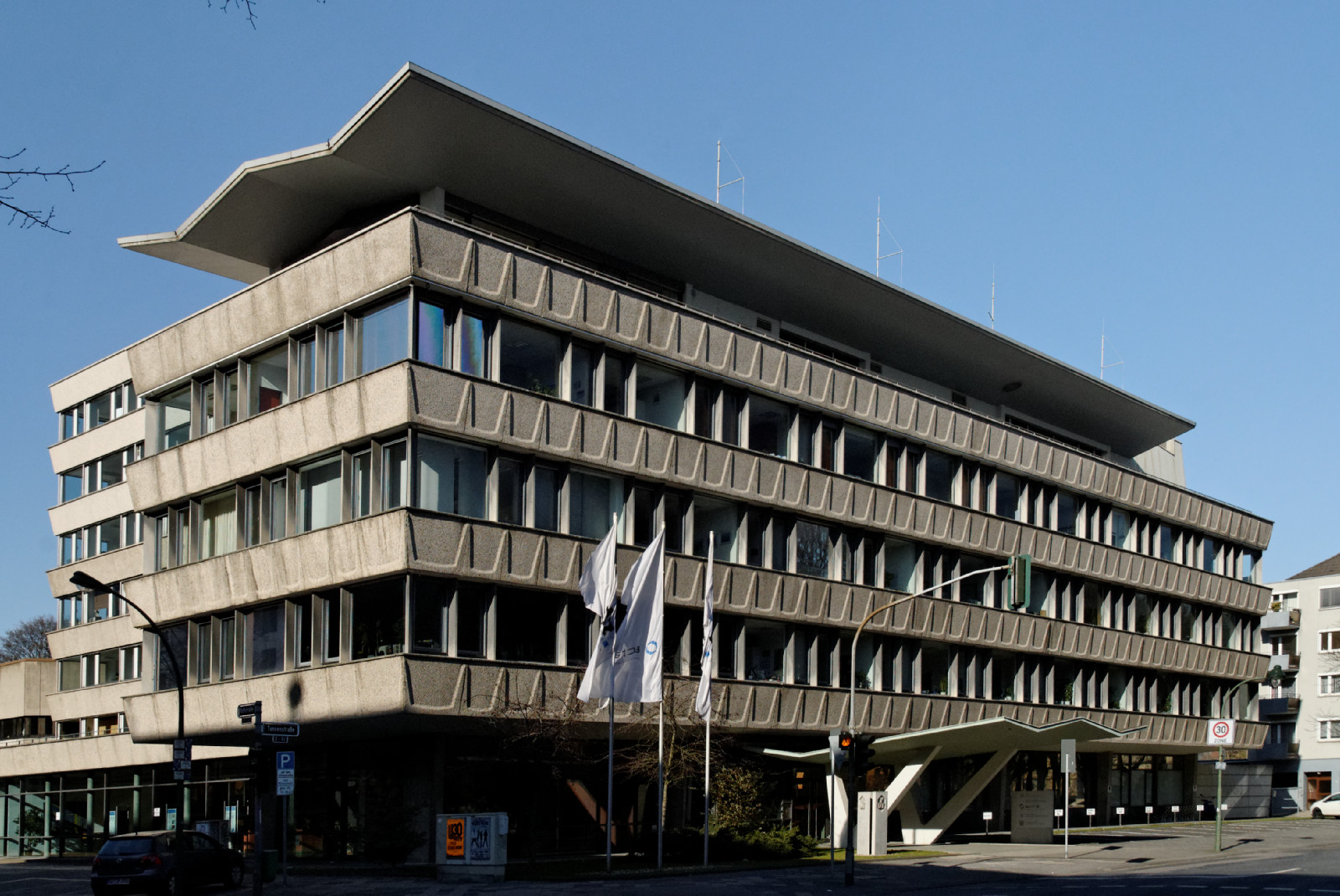
Tannenstraße 2

- Verwaltungsgebäude des Vereins deutscher Zementwerke e. V. in der Tannenstraße 2 / Roßstraße, (1954; Ernst und Peter Neufert):
Ernst und Peter Neufert entwarfen 1954 das Verwaltungsgebäude des Vereins deutscher Zementwerke e. V. in der Tannenstraße 2 / Roßstraße (Derendorf). Das Gebäude ist in mehrerer Hinsicht besonders: „Die dynamische Dachform und Eingangsgestaltung wecken Erinnerungen an ähnliche Bauformen Brasílias oder einige Entwürfe Le Corbusiers. Es ist ein sehr bemerkenswertes Beispiel für Architektur der fünfziger Jahre in Düsseldorf und unterscheidet sich nachdrücklich von der Vielzahl der Bauten durch eigenständige Gestaltung“.[36]

##### Verluste
- Freiherr-vom-Stein-Haus Büro- und Geschäftshaus an der Friedrichstraße / Kirchfeldstraße, Friedrichstadt (1952; Bernhard Pfau):
Das Gebäude fiel einem Umbau zum Opfer.[43][44][45][46][47]
- Zatra-Haus (Paul Schneider-Esleben u. Georg Meistermann):
Bei der Umgestaltung des 1951/1952 erbauten Hauses ging die Fassadengestaltung von Georg Meistermann[48] verloren.[49]

„ Weitere Verluste wichtiger Architektur der fünfziger Jahre seien hier kurz erwähnt: […] Der Umgestaltung des Zatrahauses an der Oststraße (Stadtmitte) von Paul Schneider-Esleben fiel ein Entwurf von Georg Meistermann zum Opfer.“

Heinrich Klotz beschreibt die Modernisierung des Zatra-Hauses als Zerstörung:

„Ecke Ost-/Alexanderstraße befand sich eine ausgebombte Bauruine mit einem Dutzend stockwerkshohen Stahl-Doppel-T-Stützen, auf denen das Haus auf einem sehr schmalen Grundstück längs der Alexanderstraße, das höchstens 7 bis 8 m tief war, gestanden hatte. Deshalb reichte es auch nur für eine einhüftige Büroaufteilung. Die vorhandenen Stahlstützen wurden über runden Ummantelung mit weißem Mosaik belegt. Die gesamte Glasfassade bestand aus Stahlprofilen mit Einfachverglasung, denn Doppelglas oder Aluprofile gab es damals noch nicht. Zur Oststraße hin verbreiterte sich das Grundstück. Die an dieser Stelle geschlossene Büroendseitenfläche erhielt ein großes Mosaik – von Meistermann entworfen –, das die Bürger leicht erregte. Inzwischen haben neue Besitzer die gesamte Fassade dieses Hauses und das Mosaik von Meistermann herausgerissen und das neue Haus ‚modernisiert‘.
 Diese Modernisierung hat die frühere Architektur des Gebäudes total zerstört und durch sehr grobe Fassadenteile deproportioniert, so daß an das ehemalige Erscheinungsbild nichts mehr erinnert.“

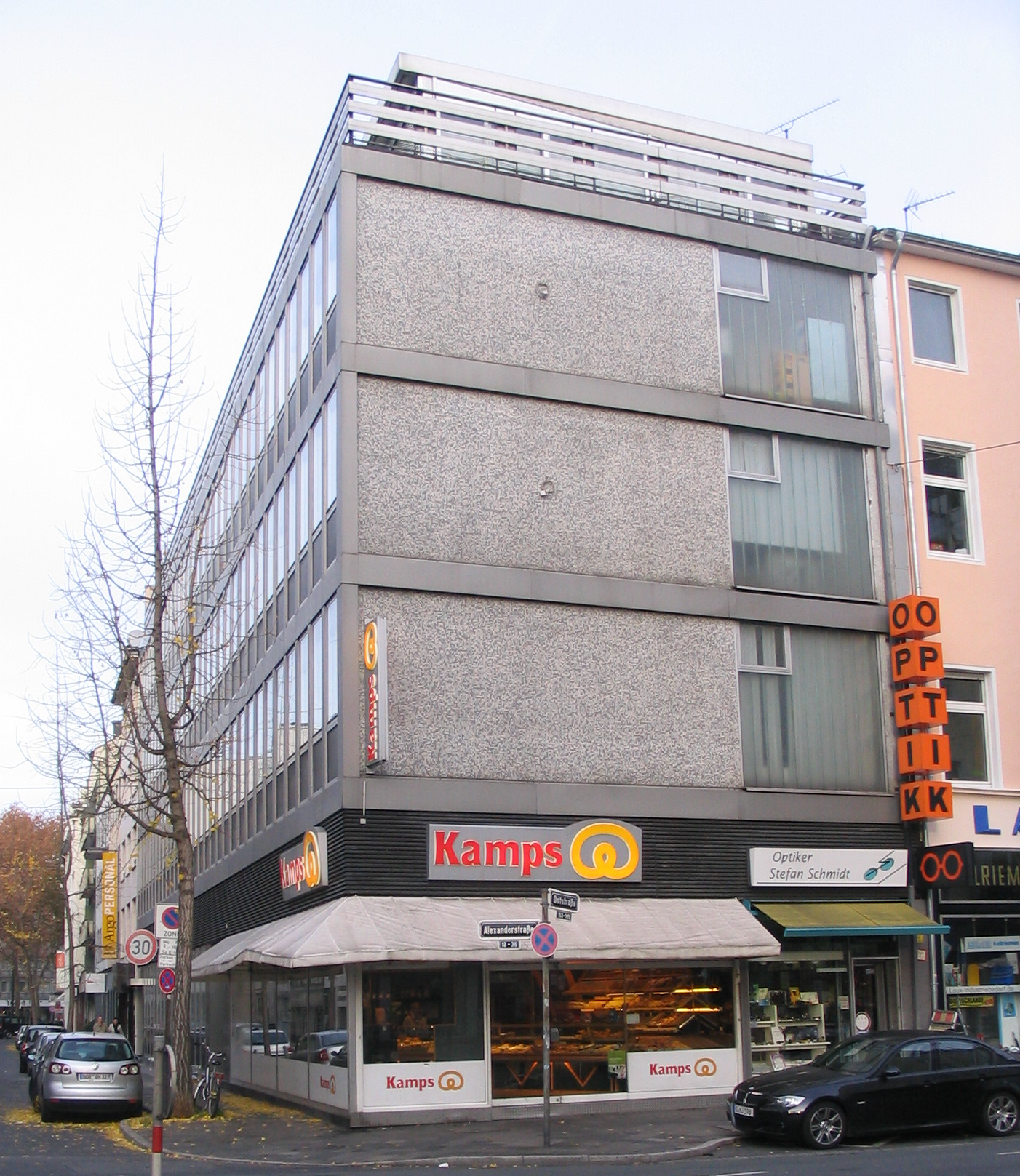
Das Zatra-Haus im Jahr 2011 ohne die Fassadengestaltung von G. Meistermann

### Beispiele nach Architekten
- Friedrich Tamms:
  - Kongresshalle Düsseldorf
  - Rheinstadion
- Rudolf Wolters:
  - Ehemalige IKB Düsseldorf (1956)
- Hanns Dustmann:
  - KSK Düsseldorf
- Julius Schulte-Frohlinde
  - Verwaltungsgebäude Marktplatz 6
  - Altstadtrathaus (1952/53)
  - Schneider Wibbel Restaurant, Düsseldorf
  - Salönkes Restaurant, Düsseldorf
  - Opernhaus Düsseldorf (1954/56)[51][52]
  - Annette-von-Droste-Hülshoff-Gymnasium (1957/1958)[53][54]
  - Volksschule Lacombletstraße Düsseldorf[55]
  - Volksschule Freiligrathplatz Düsseldorf[56]
  - Adolf-Klarenbach-Schule Walter-Rathenau-Straße Düsseldorf[57]
  - Altenheim »Haus Flehe« Düsseldorf-Flehe[58]
  - Europahalle Düsseldorf[59][60][61][62]
  - Viergeschossige Ausstellungshalle Düsseldorf[59]
  - Dreigeschossige Ausstellungshalle Düsseldorf[63][64]
  - Stadtbibliothek an der Berliner Allee, Düsseldorf (1956/1957)[65][66]
- Helmut Hentrich:
  - Haus Weber (1951, Helmut Hentrich)
  - Haus des Einzelhandelsverbandes (1952, Helmut Hentrich)
- Emil Fahrenkamp
  - Breidenbacher Hof[67]

Traditionelle Architektur
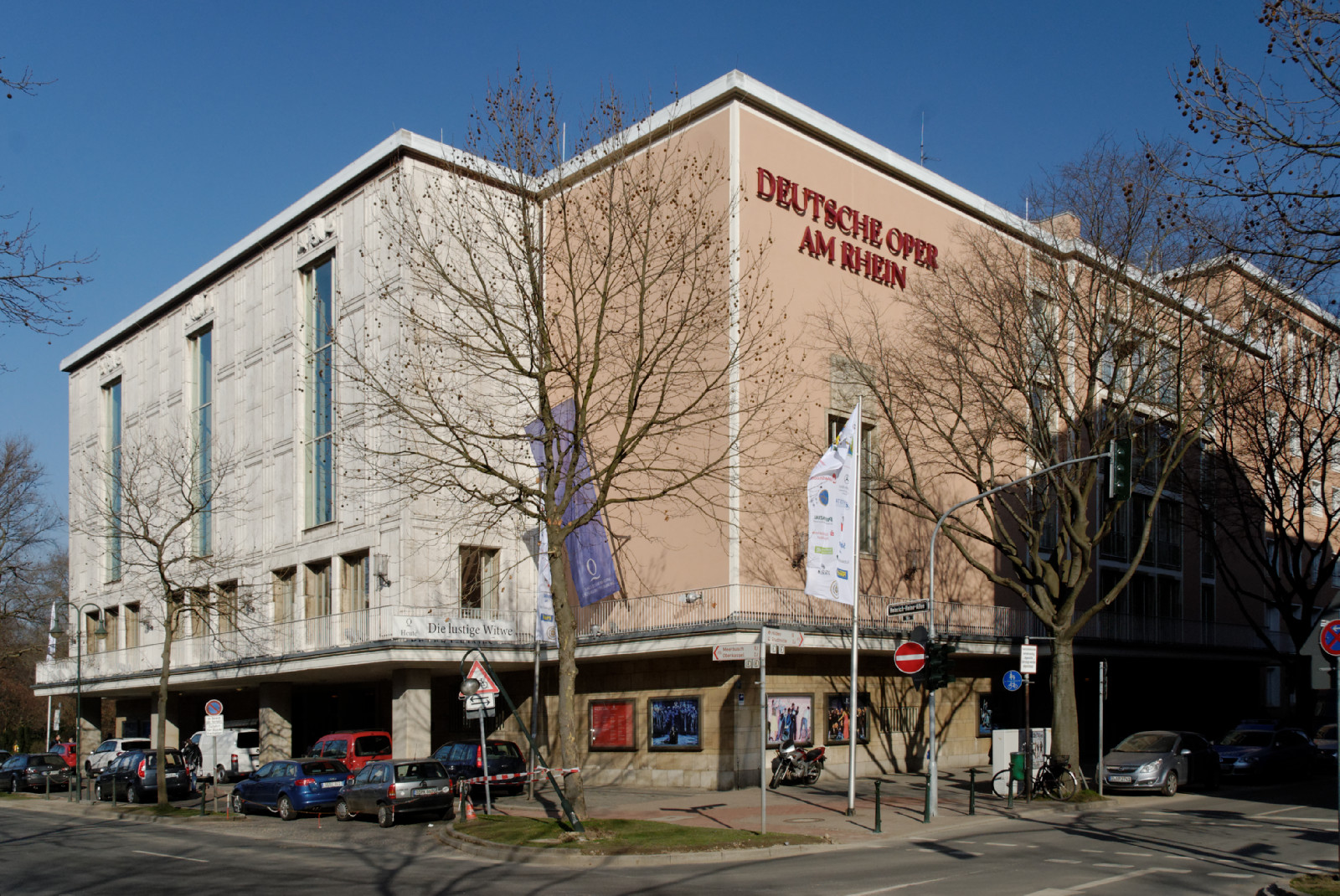
Das Düsseldorfer Opernhaus heute
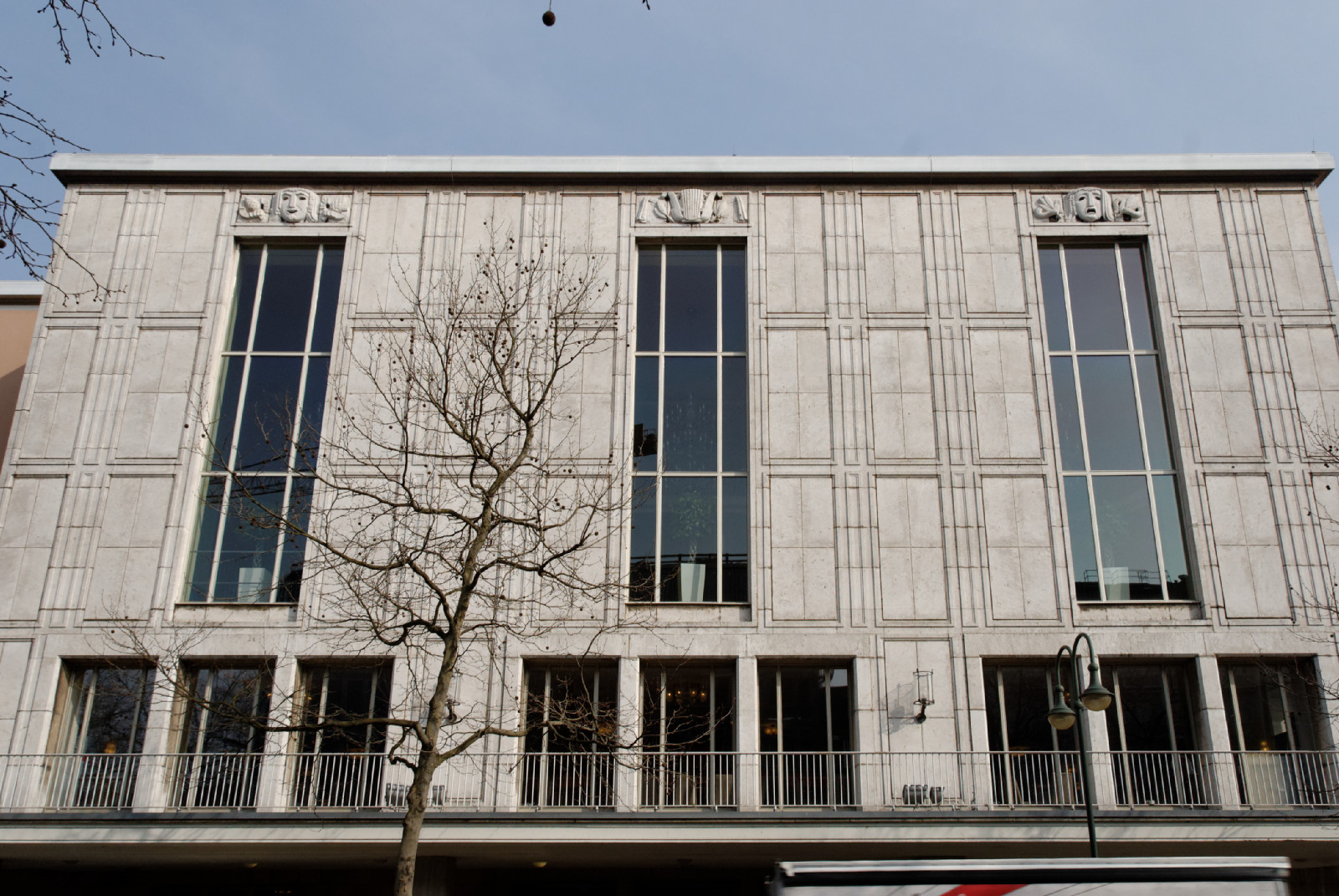
Westfassade
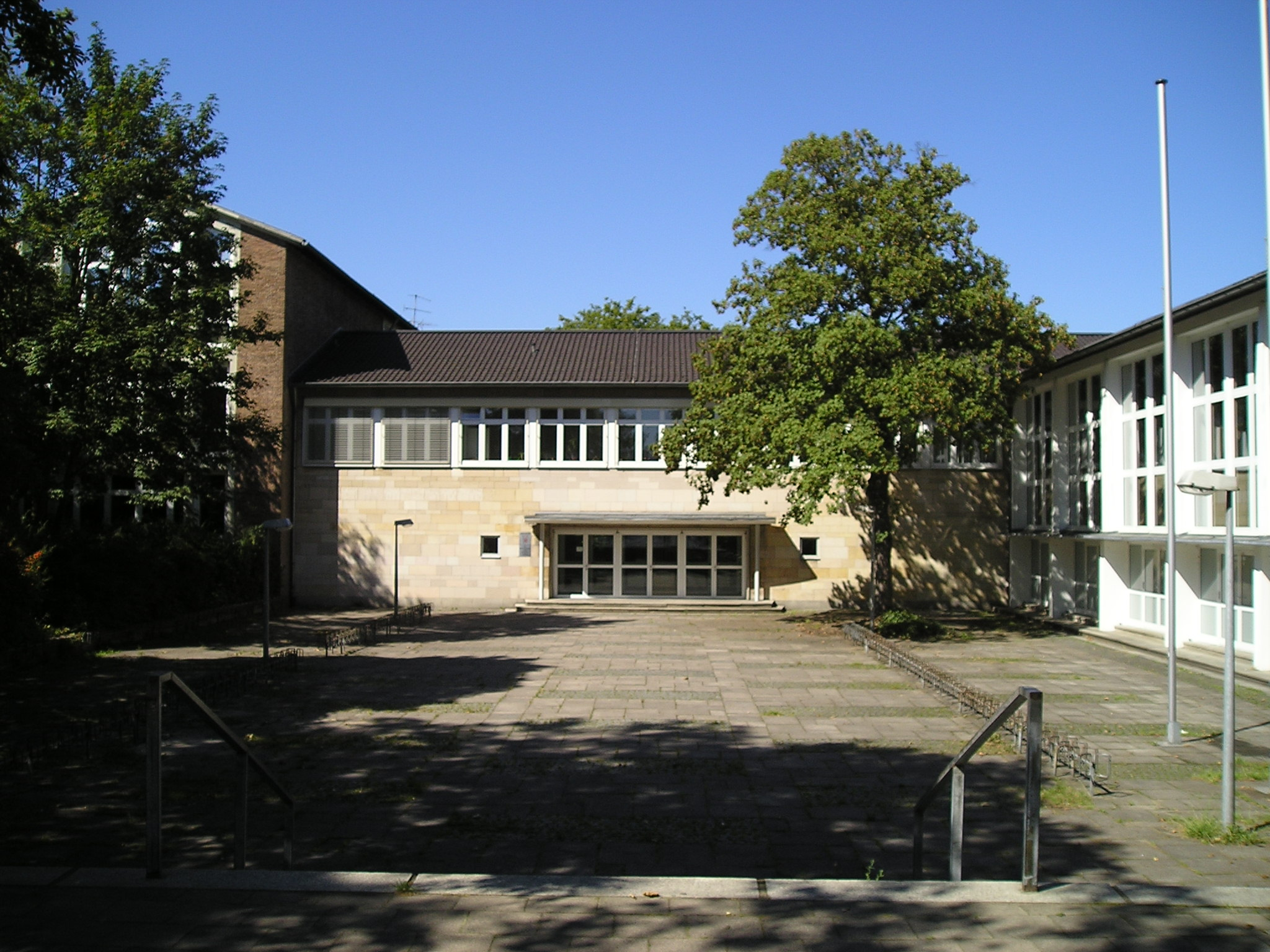
Annette-von-Droste-Hülshoff-Gymnasium
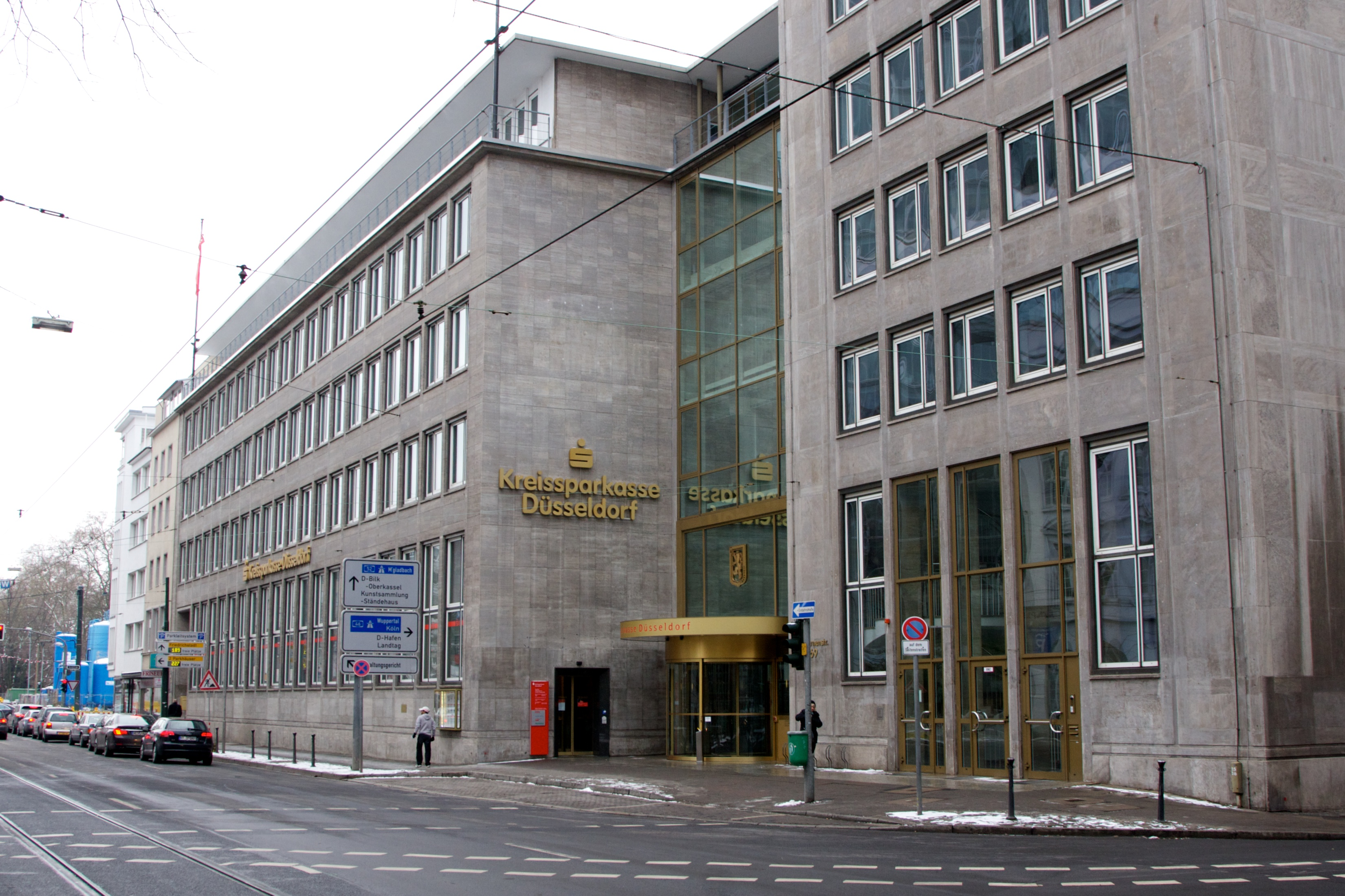
KSK
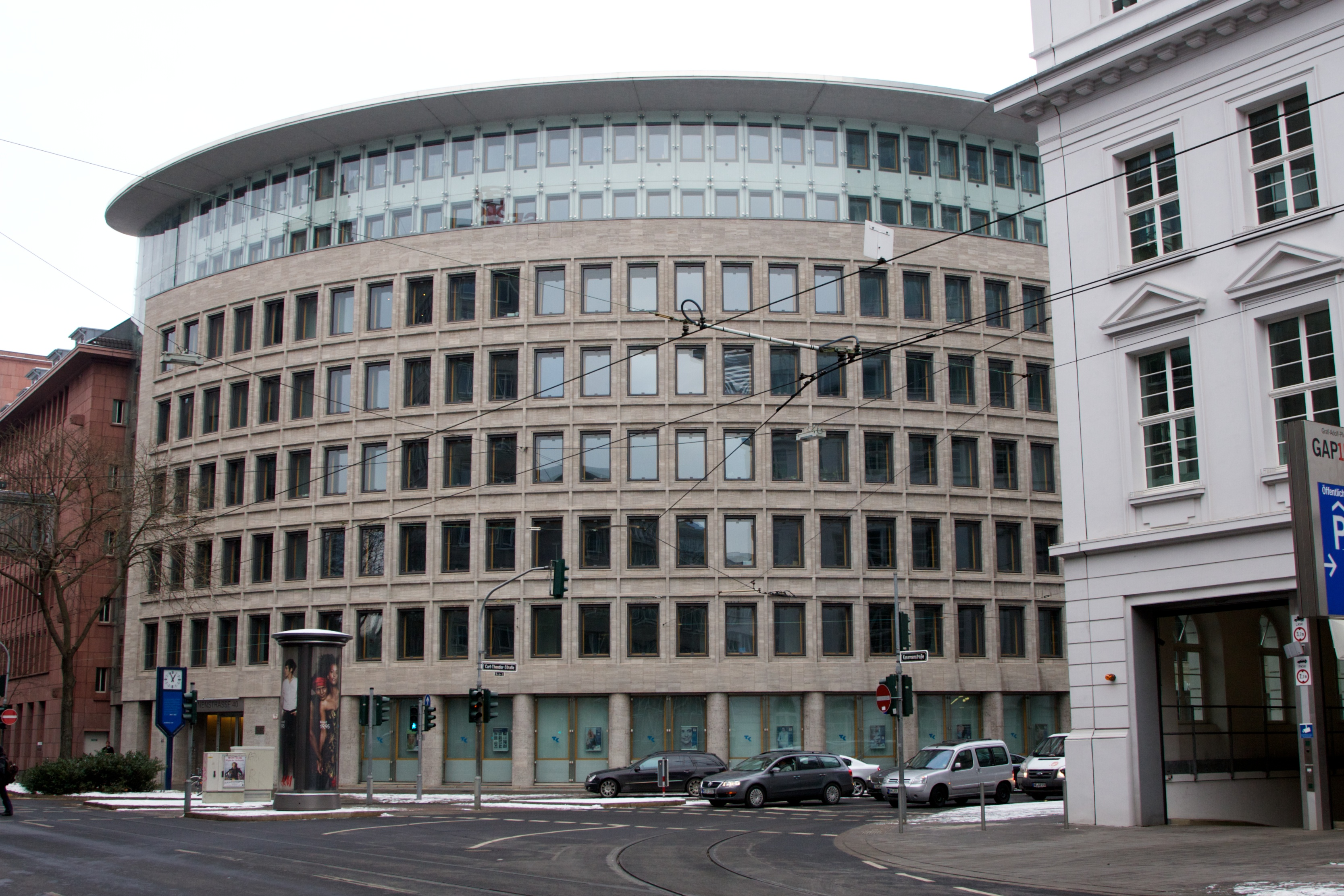
Ehemalige IKB
Ehemaliger „Breidenbacher Hof“
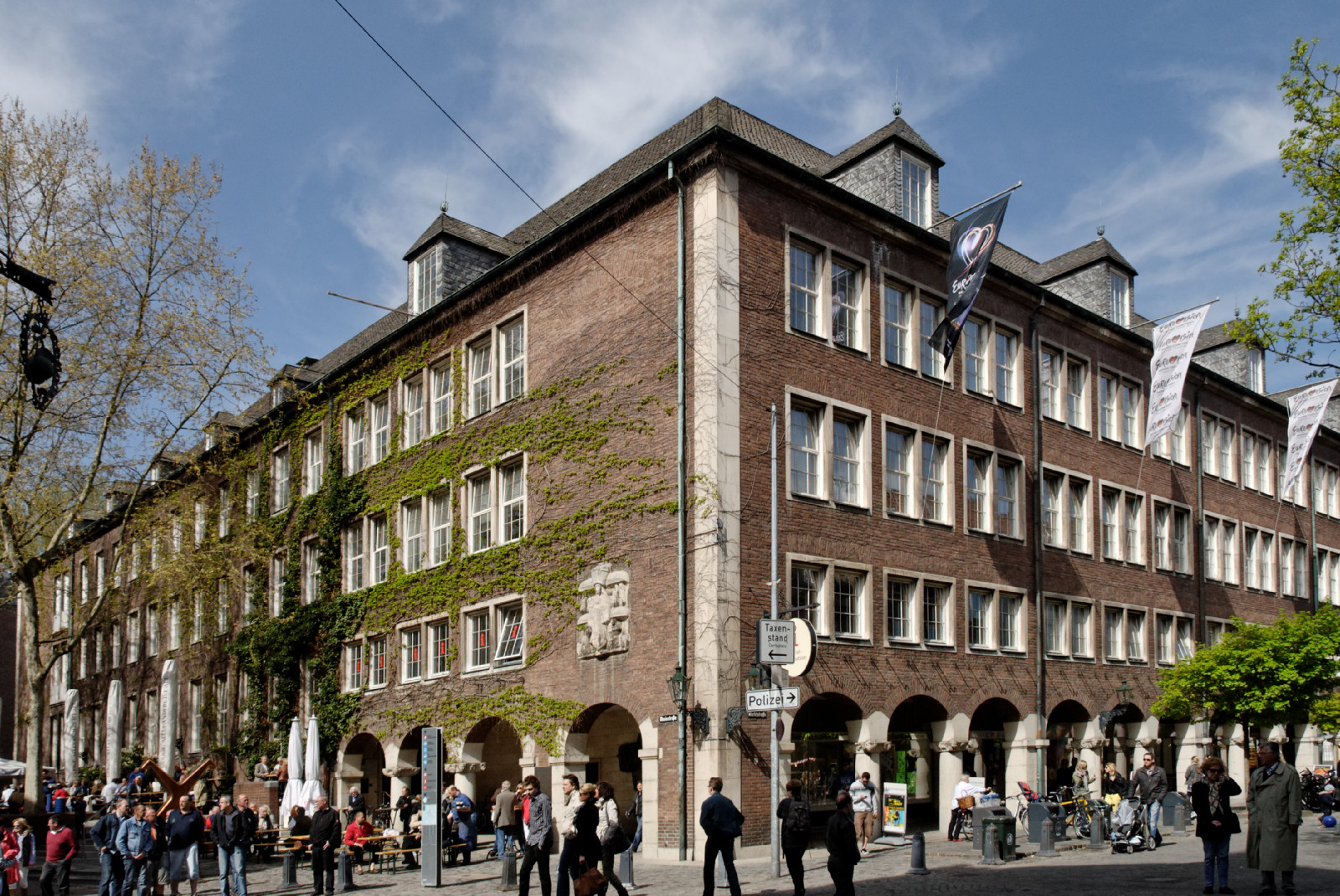
Rathausanbau, Süd- und Ostfassade
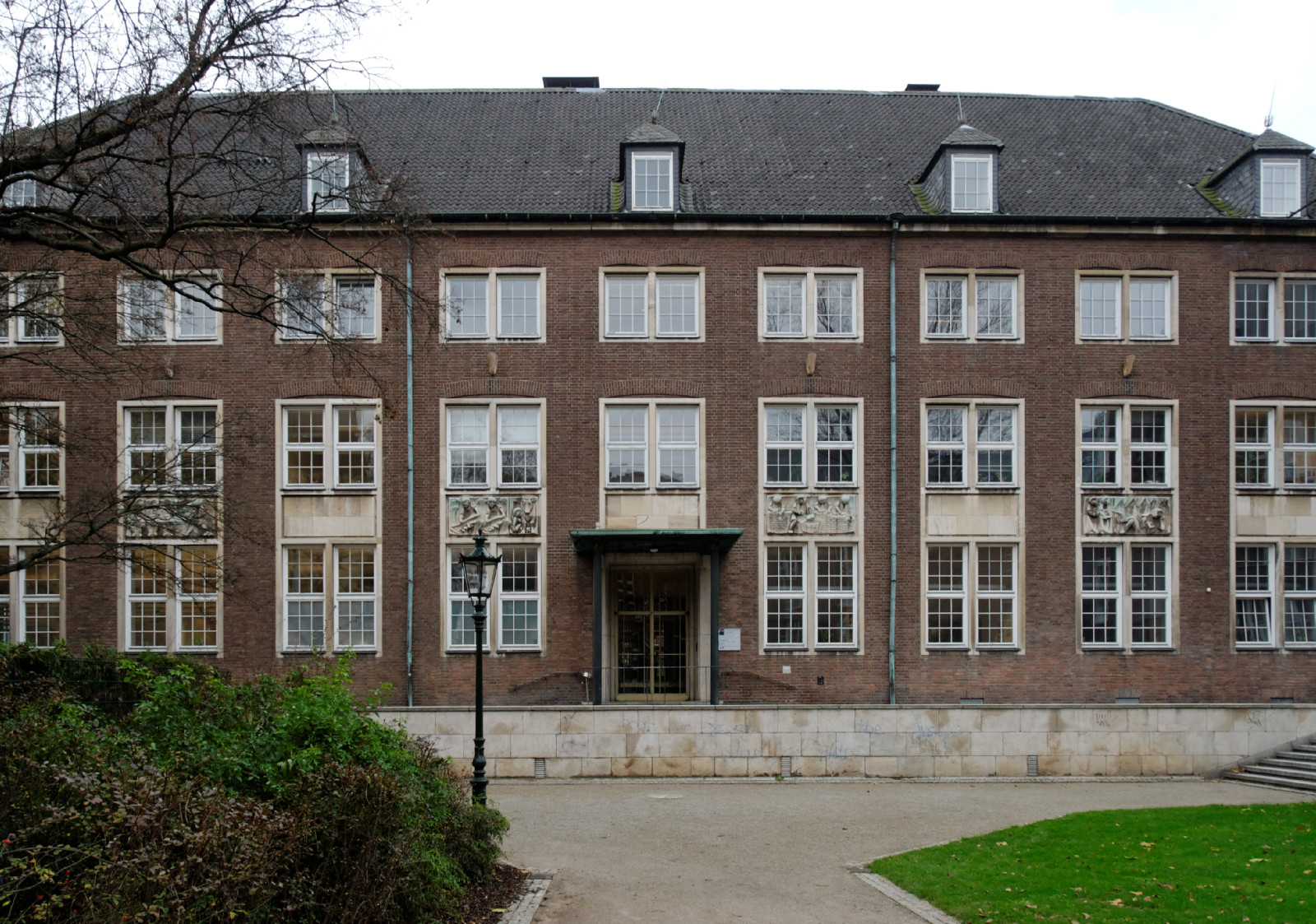
Rathausanbau, Westfassade

- Helmut Hentrich:
  - Drahthaus (1951–1952, Helmut Hentrich)
  - Aluminiumhaus (1952–1953, Helmut Hentrich)
  - Haus Weber (1951, Helmut Hentrich)
  - Dreischeibenhaus (1957–1960, Helmut Hentrich)[68]
  - Malkasten-Haus (1950/1952, Helmut Hentrich)
  - Petruskirche (1955/1956, Helmut Hentrich)
- Bernhard Pfau:
  - Haus der Glasindustrie (1951–1952, Bernhard Pfau)
  - Haus Nakatenus (1954–1955, Bernhard Pfau)
  - Atelierhaus Pfau (1956–1958, Bernhard Pfau)
  - Jugendhaus Düsseldorf (1952–1954, Bernhard Pfau)
- Joachim Neiser:
  - Haus Schulz (1958, Joachim Neiser)
  - Niederrheinstraße 327 (1957, Joachim Neiser)
  - Haus Neiser (1954/1955, Joachim Neiser)
- Paul Schneider-Esleben:
  - Hanielgarage (1950–1951, Paul Schneider-Esleben)
  - Mannesmann-Hochhaus (1956–1958, Paul Schneider-Esleben)
  - Rochuskirche, Kuppelbau (1953–1955, Paul Schneider-Esleben)
  - St. Bonifatius, Wiederaufbau (1955–1957, Paul Schneider-Esleben)
  - Grundschule, Rolandstr. 40 (1957, 1958 bis 1961, Paul Schneider-Esleben)
  - Arbeitersiedlung der Hein Lehmann AG (1952–1956, Paul Schneider-Esleben)
  - Mannesmann-Hochhaus (1954, Paul Schneider-Esleben)
- Hans Schwippert:
  - Wohn- und Atelierhaus Schwippert (1953/1954, Hans Schwippert)
  - Karl-Arnold-Haus (1958/1960, Hans Schwippert)
  - St. Paulus, Wiederaufbau (1952/1954, Hans Schwippert)
- Josef Lehmbrock:
  - Feldstraße 34–36 (1950/1985, Josef Lehmbrock)
  - Zum Heiligen Kreuz (1956/1958, Josef Lehmbrock)
  - St. Reinold (1956/1957, Josef Lehmbrock)
- Heinz Kalenborn:
  - Metallgewerbliche Berufsschule I (1956–1958, Heinz Kalenborn)
- Helmut Rhode:
  - Ehemaliges ARAG-Haus ? (1956, Helmut Rhode)
  - Horten Hauptverwaltung ? (1960/1961, Helmut Rhode)
- Walter Köngeter, Ernst Petersen:
  - Henkelsiedlung I und II (1953/1956, Walter Köngeter, Ernst Petersen)
  - Klarenbachkirche (1955, Walter Köngeter, Ernst Petersen)
  - Klarenbach-Kapelle (1957/1958, Walter Köngeter, Ernst Petersen)
- andere Architekten:
  - Henkel-Laboratorien
  - Ateliergebäude der Kunstakademie Düsseldorf (1956–1958, Rudolf Schwarz)
  - Lindemannstraße 4 und 6 (1955, Rainer Maria Schlitter)
  - Amerikanisches Generalkonsulat in Düsseldorf (1953, Skidmore Owings & Merril (SOM))
  - Johanneskirche, Wiederaufbau (1950–1951, Walter Kyllmann)
  - Industrie- und Handelskammer/Rheinisch-Westfälische Börse Düsseldorf (1956–1957, Konstanty Gutschow, Godber Nissen)
  - St. Maria Königin (1956–1958, Gottfried Böhm)
  - St. Benediktus, Wiederaufbau 1948
  - St. Sakrament (1948, Willy Weyres / Philipp W. Stang)
  - St. Maria in den Benden (1958/1959, Emil Steffen, Nikolaus Rosiny)
  - Stadtteil Garath (ab 1957, Max Gunther, Rudolf Hartog und Rudolf Stalling)

Moderne
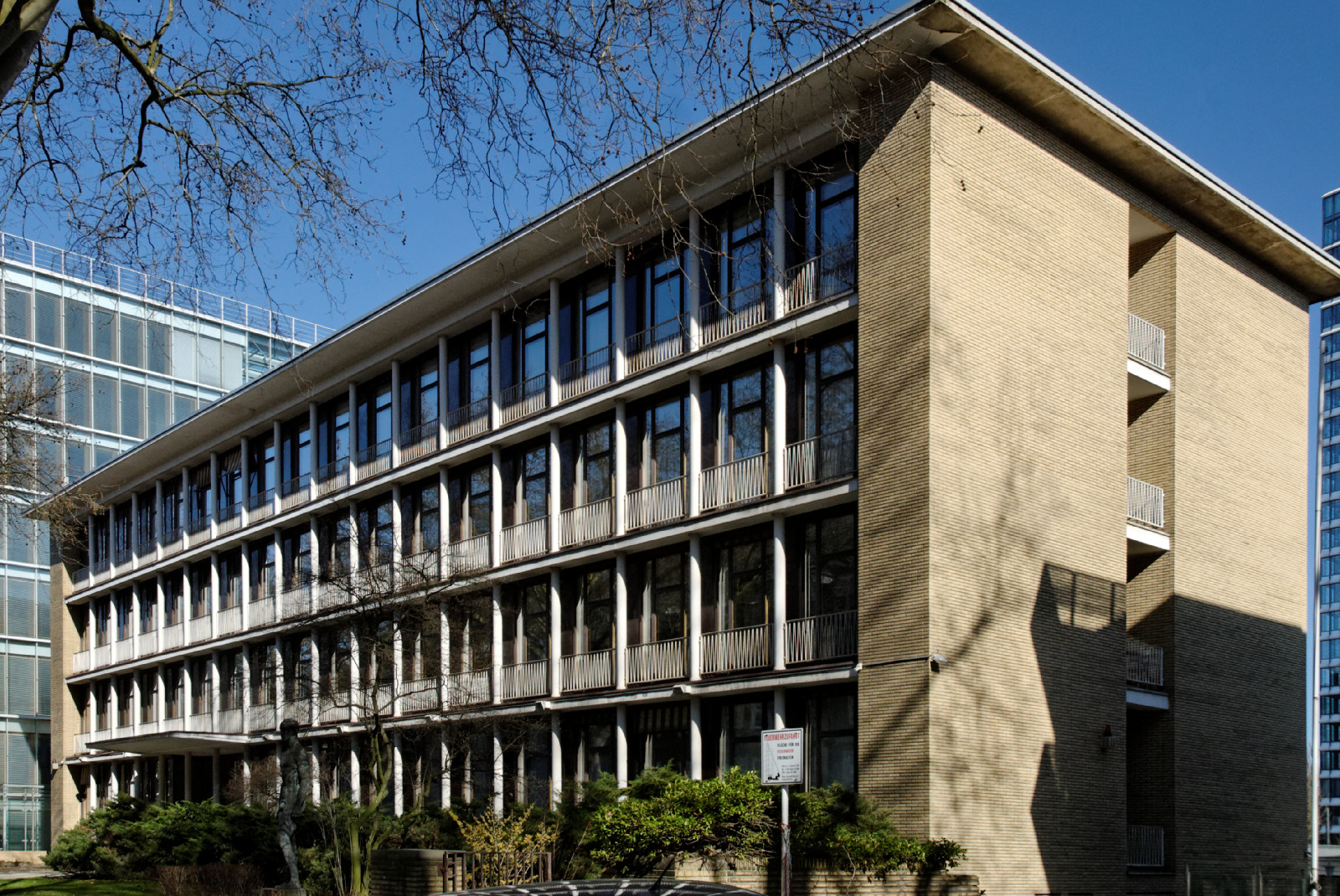
Drahthaus
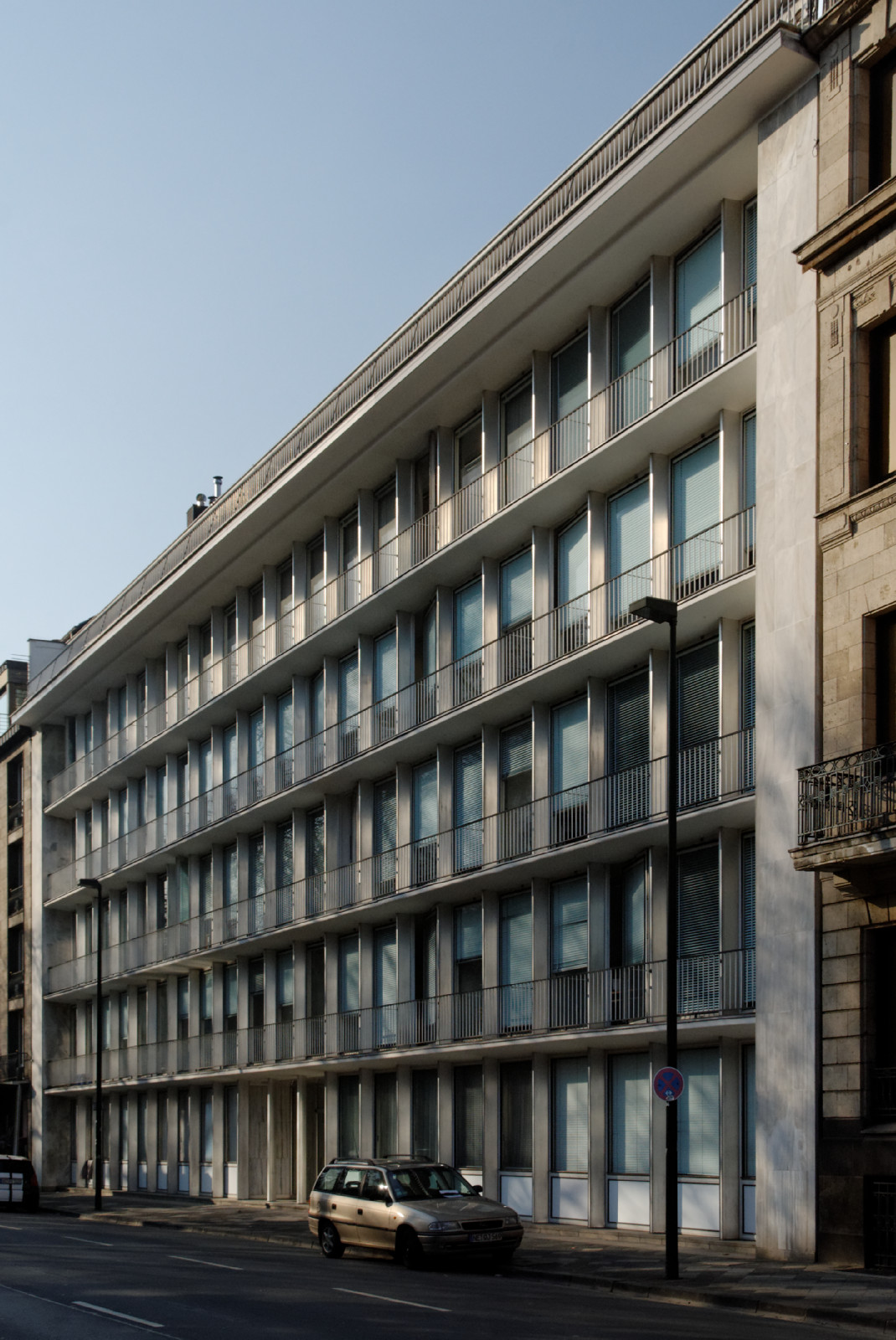
Aluminiumhaus
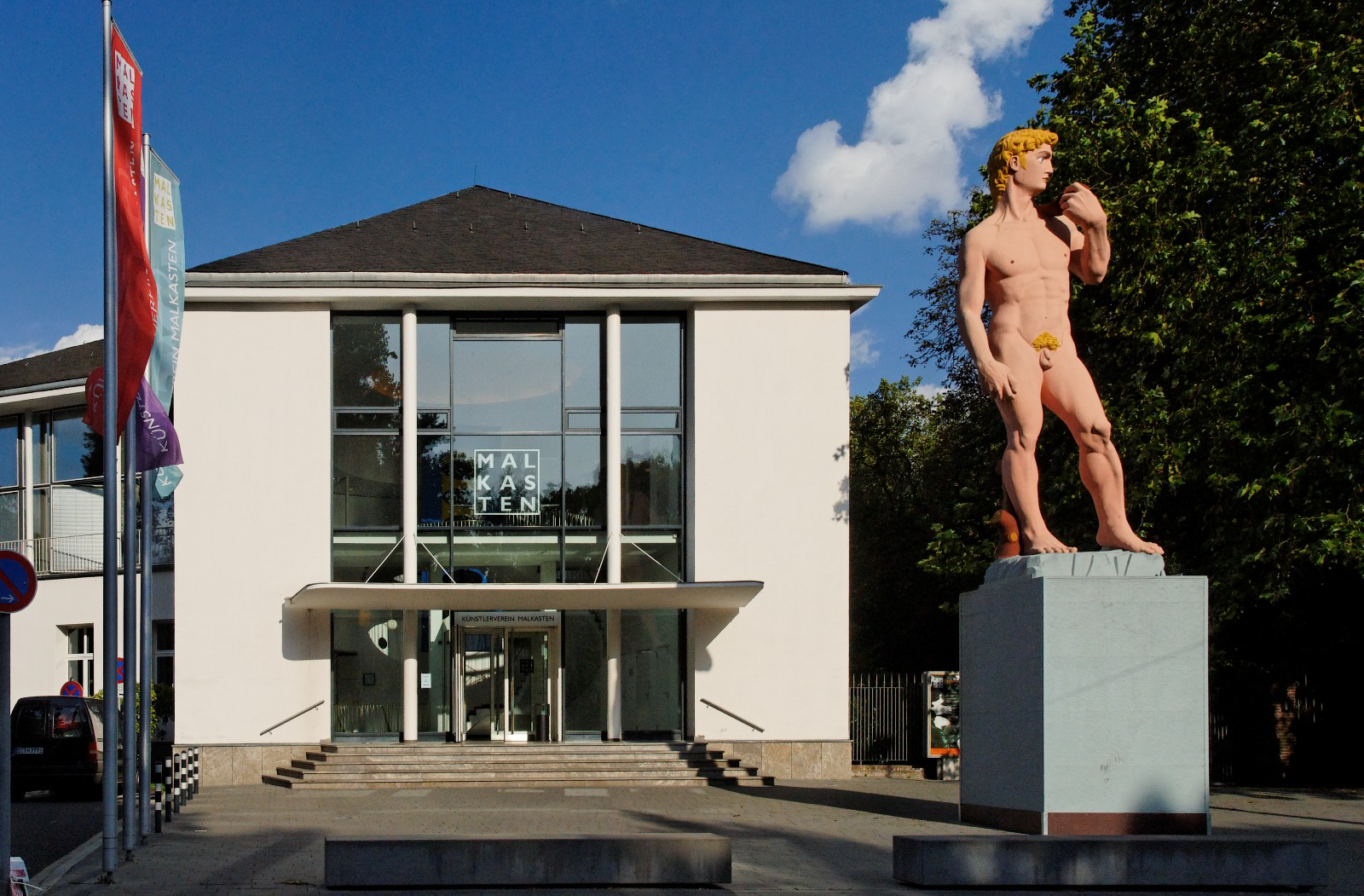
Malkasten-Haus
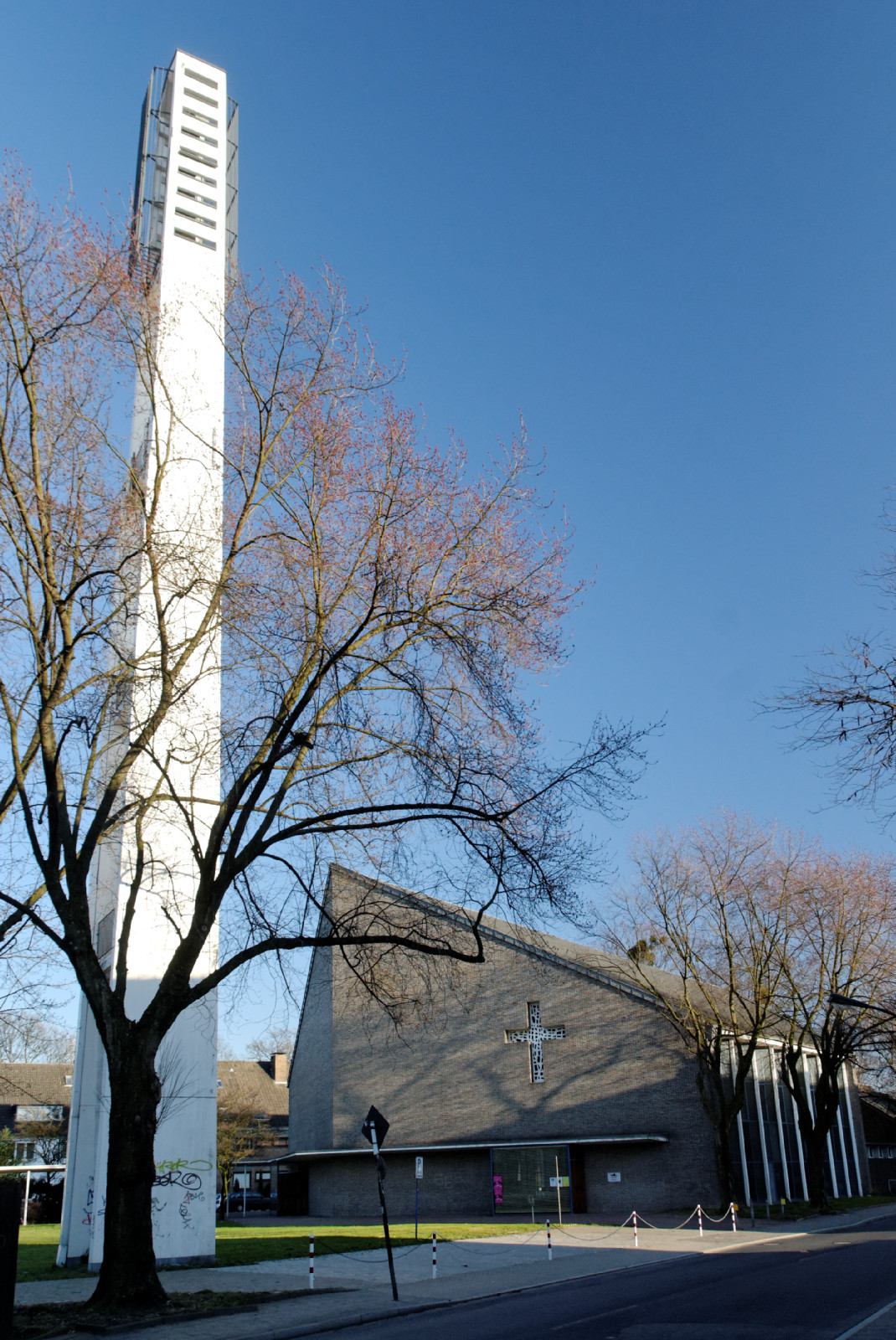
Petruskirche
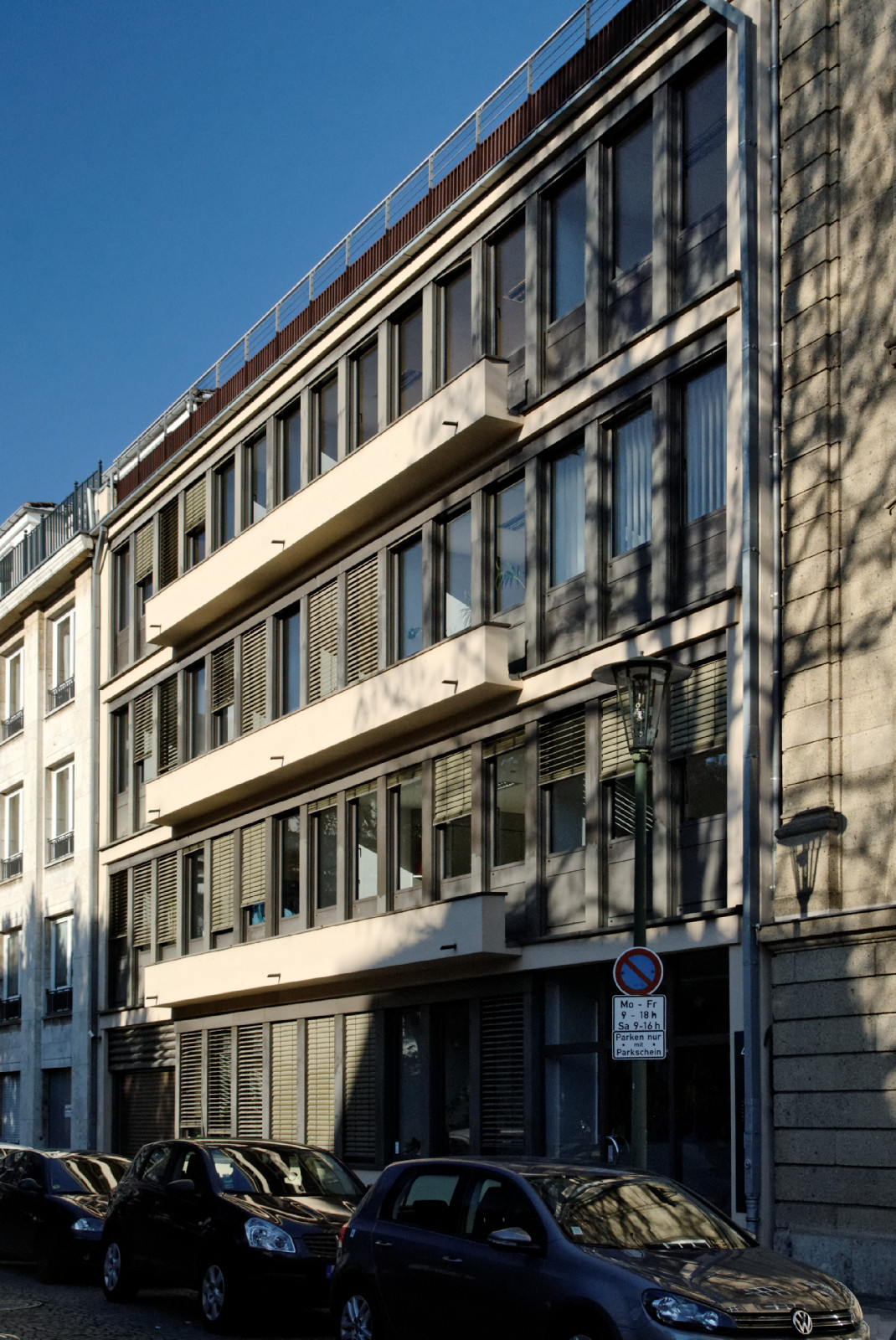
Haus der Glasindustrie
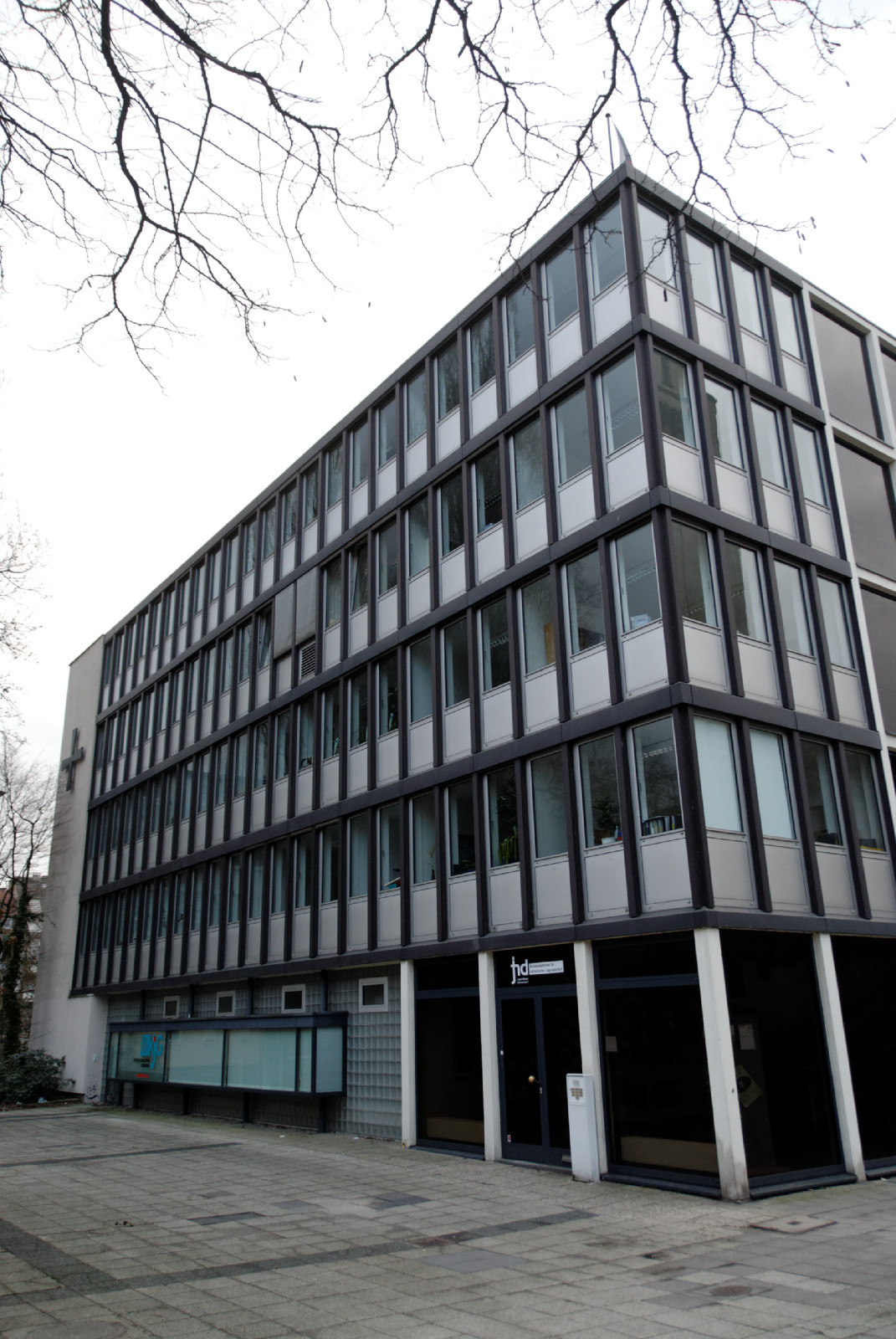
Jugendhaus
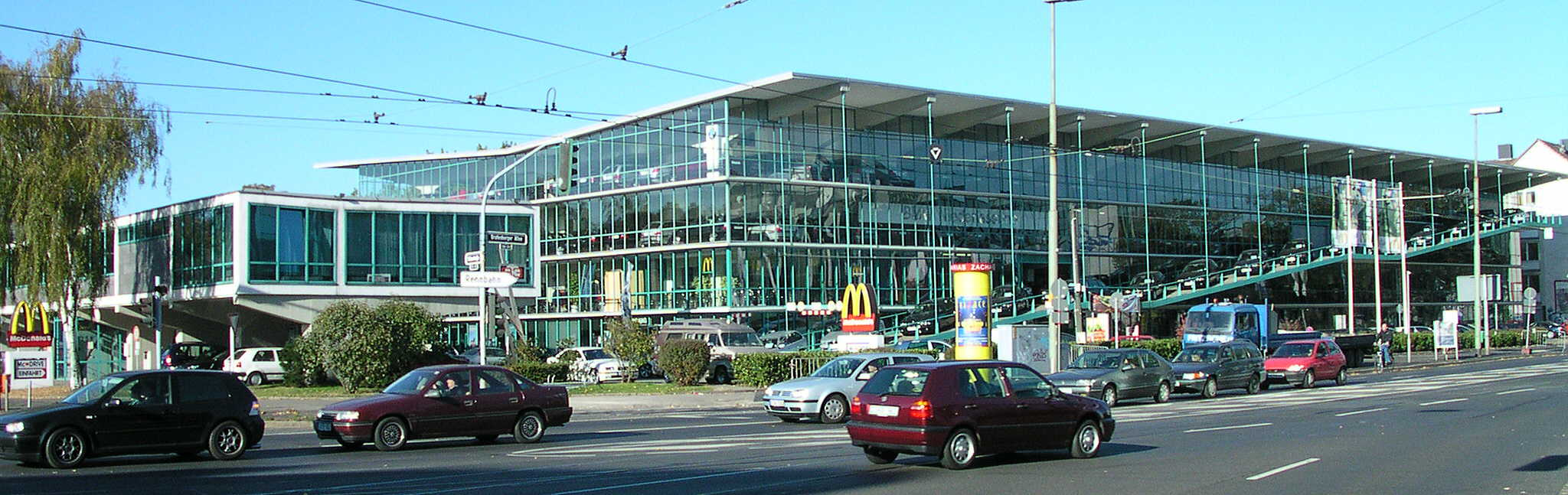
Hanielgarage
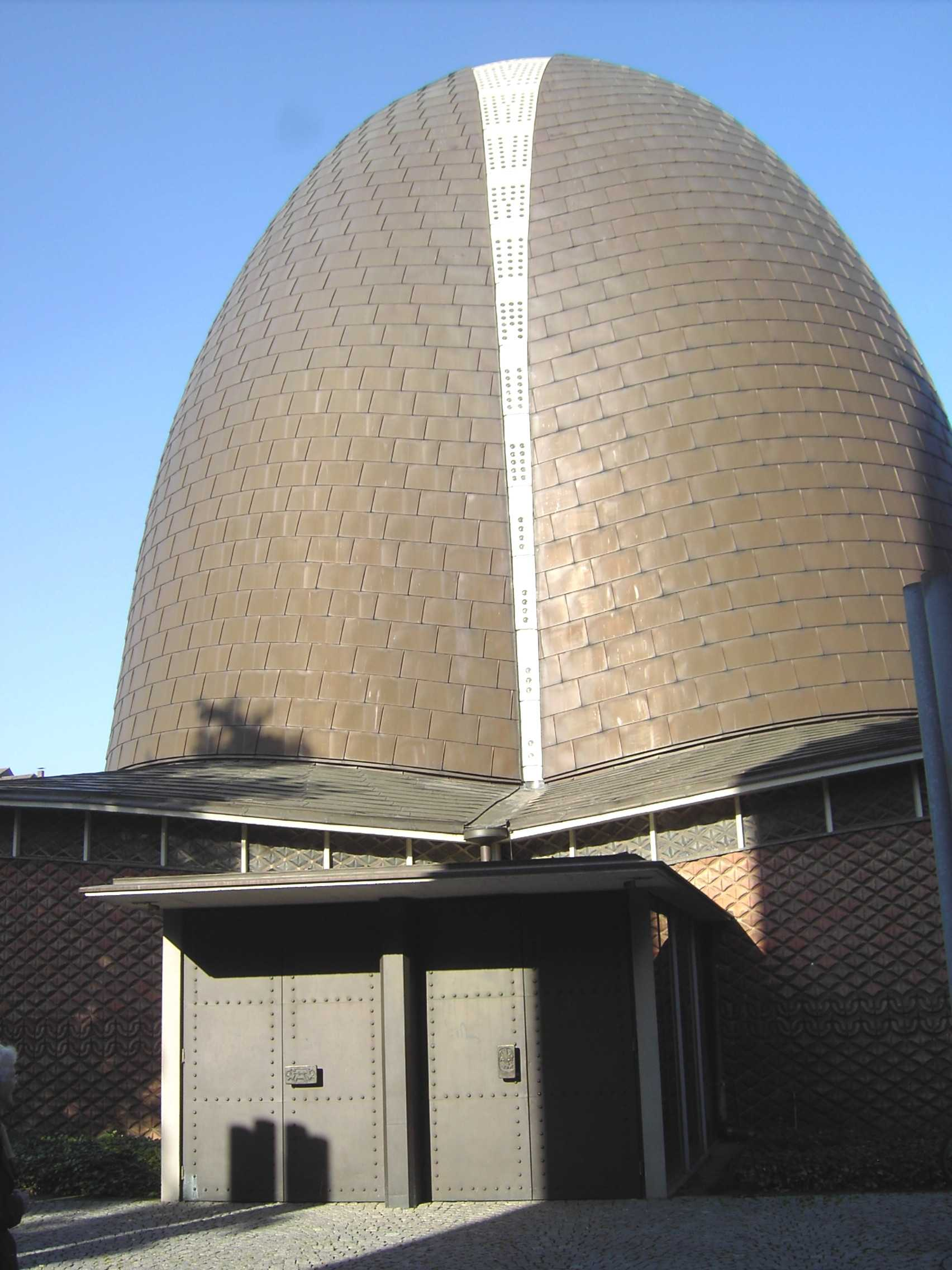
Rochuskirche
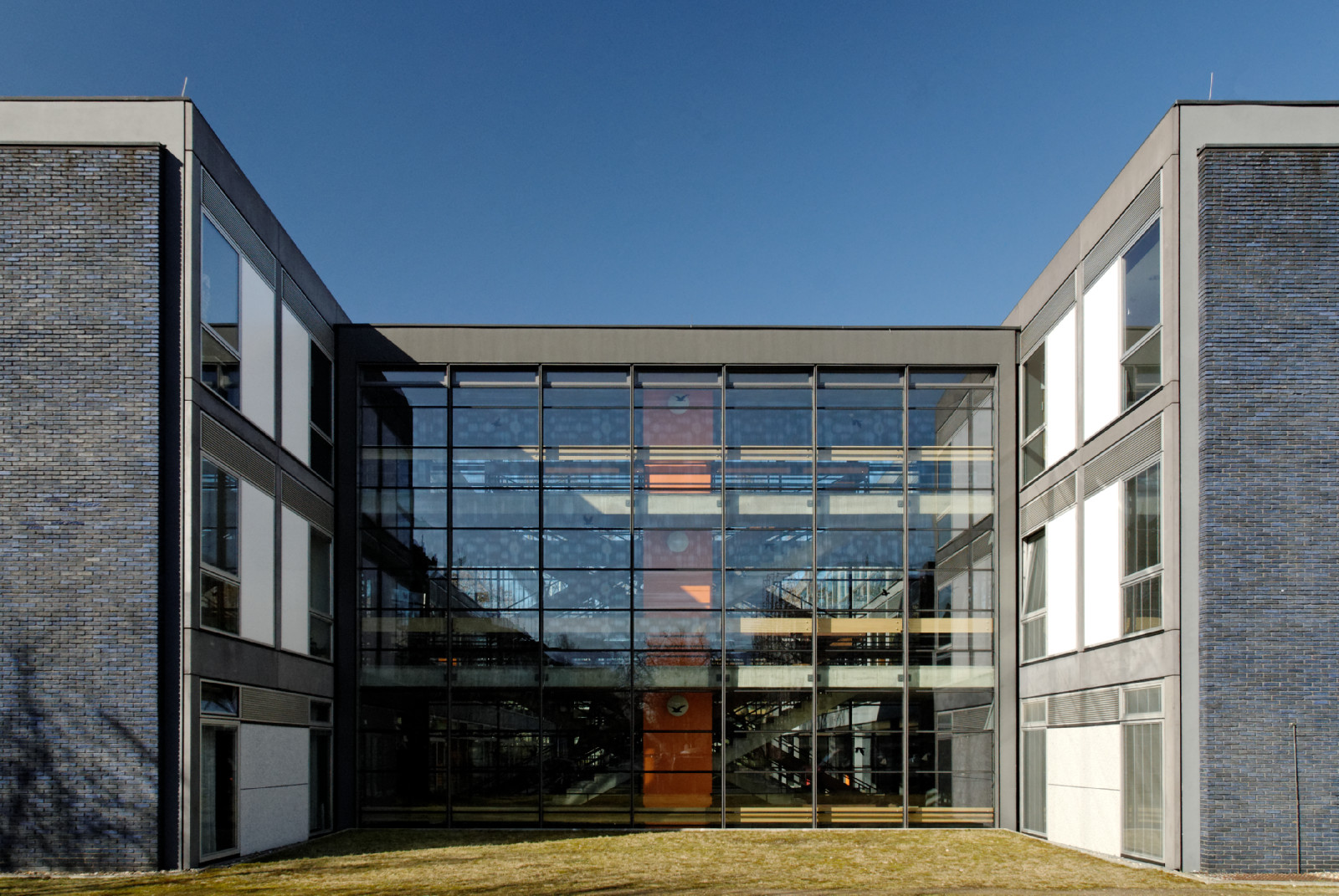
Grundschule Rolandstraße
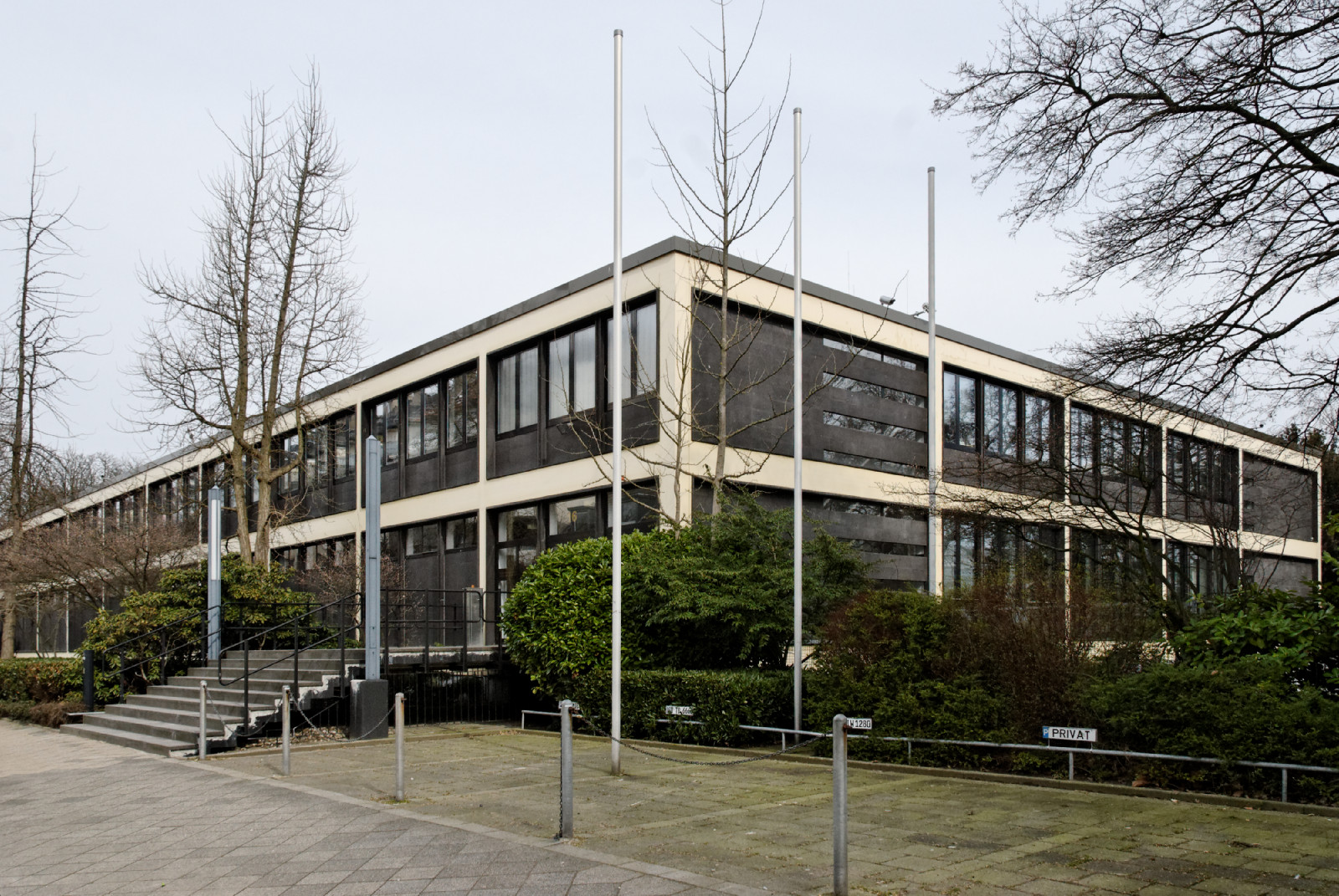
Karl-Arnold-Haus
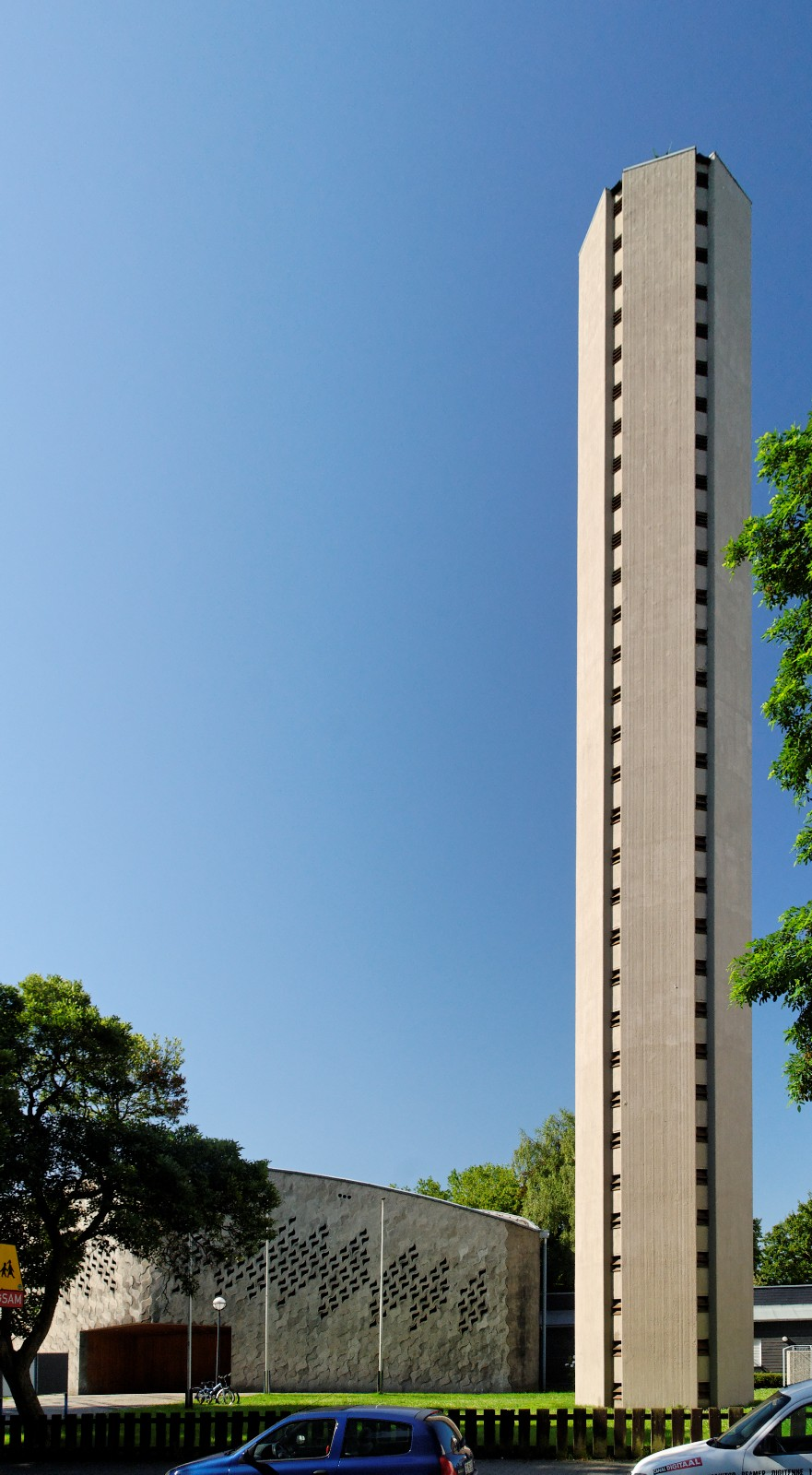
Kirche Zum Heiligen Kreuz
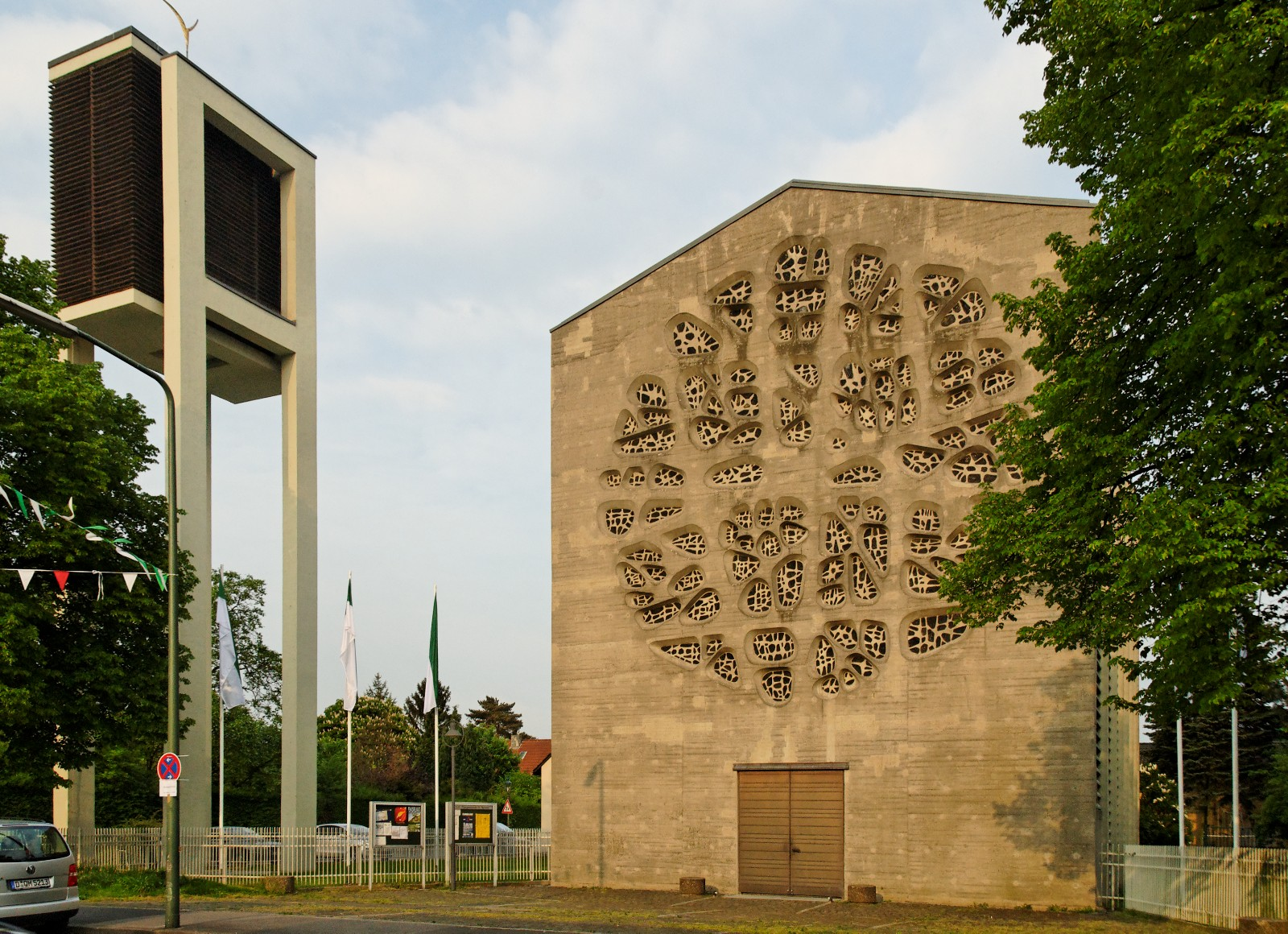
Kirche St. Reinold
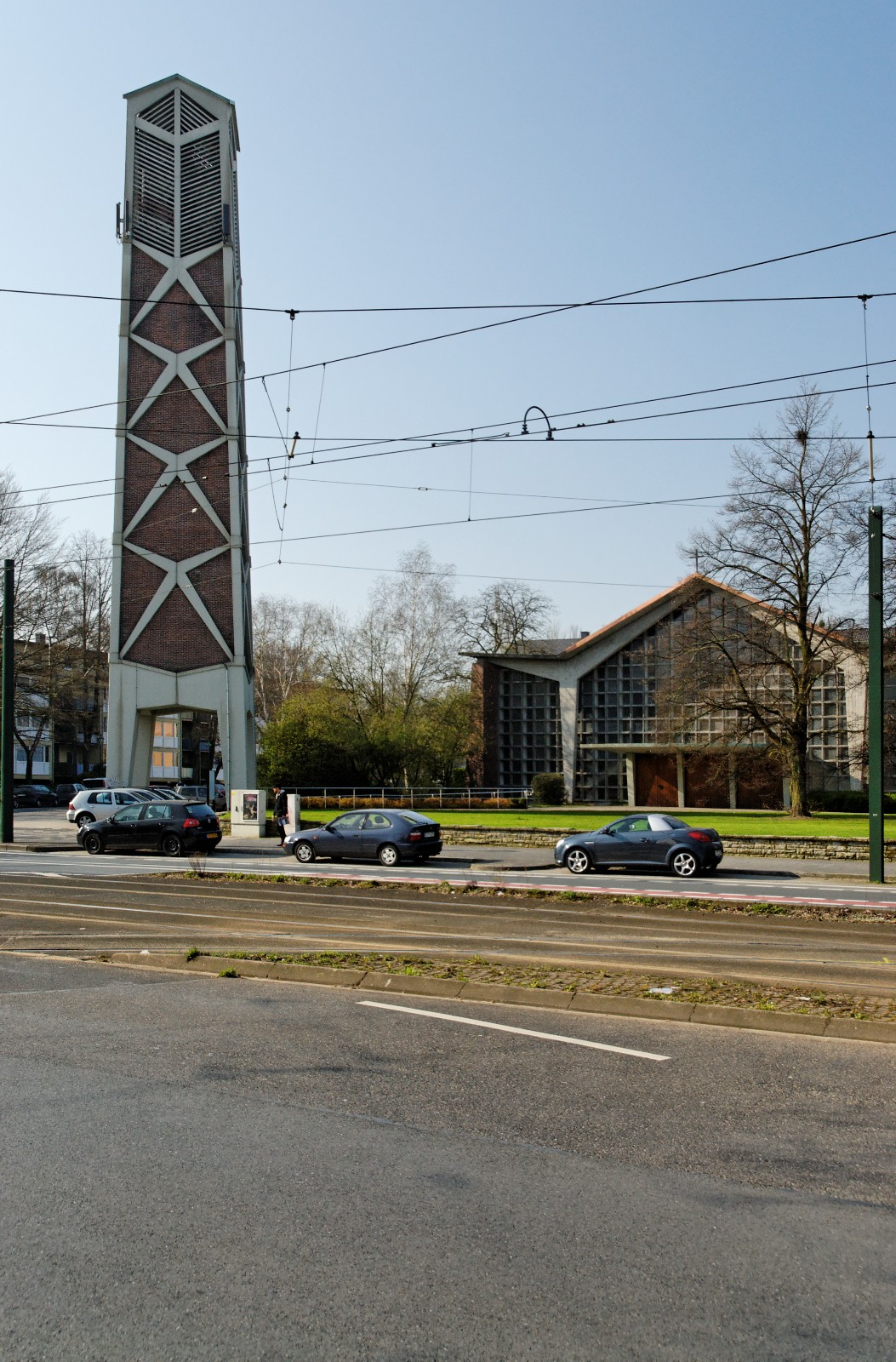
Klarenbachkirche
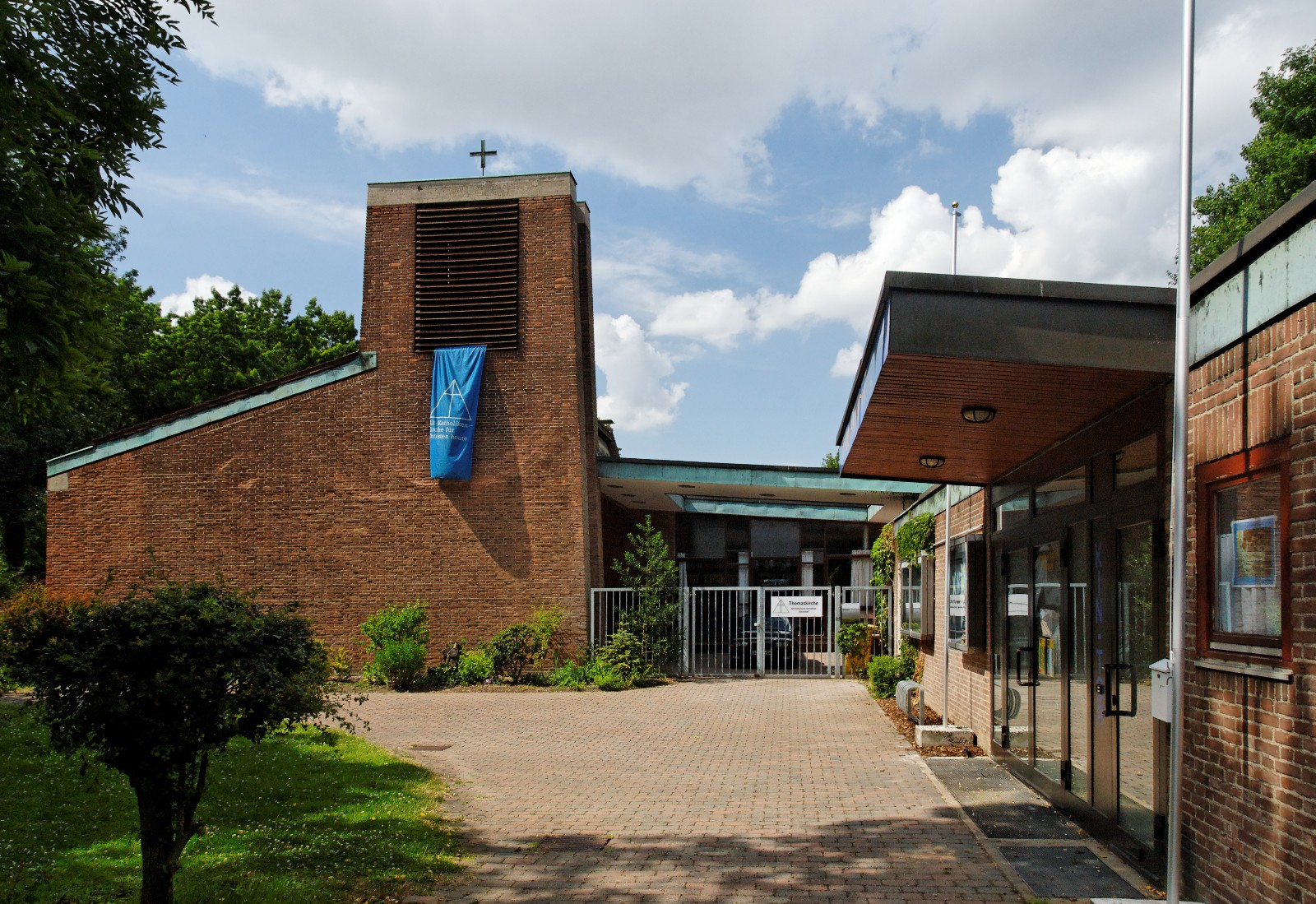
Ehem. Evangelische Klarenbach-Kapelle, heute Thomaskirche
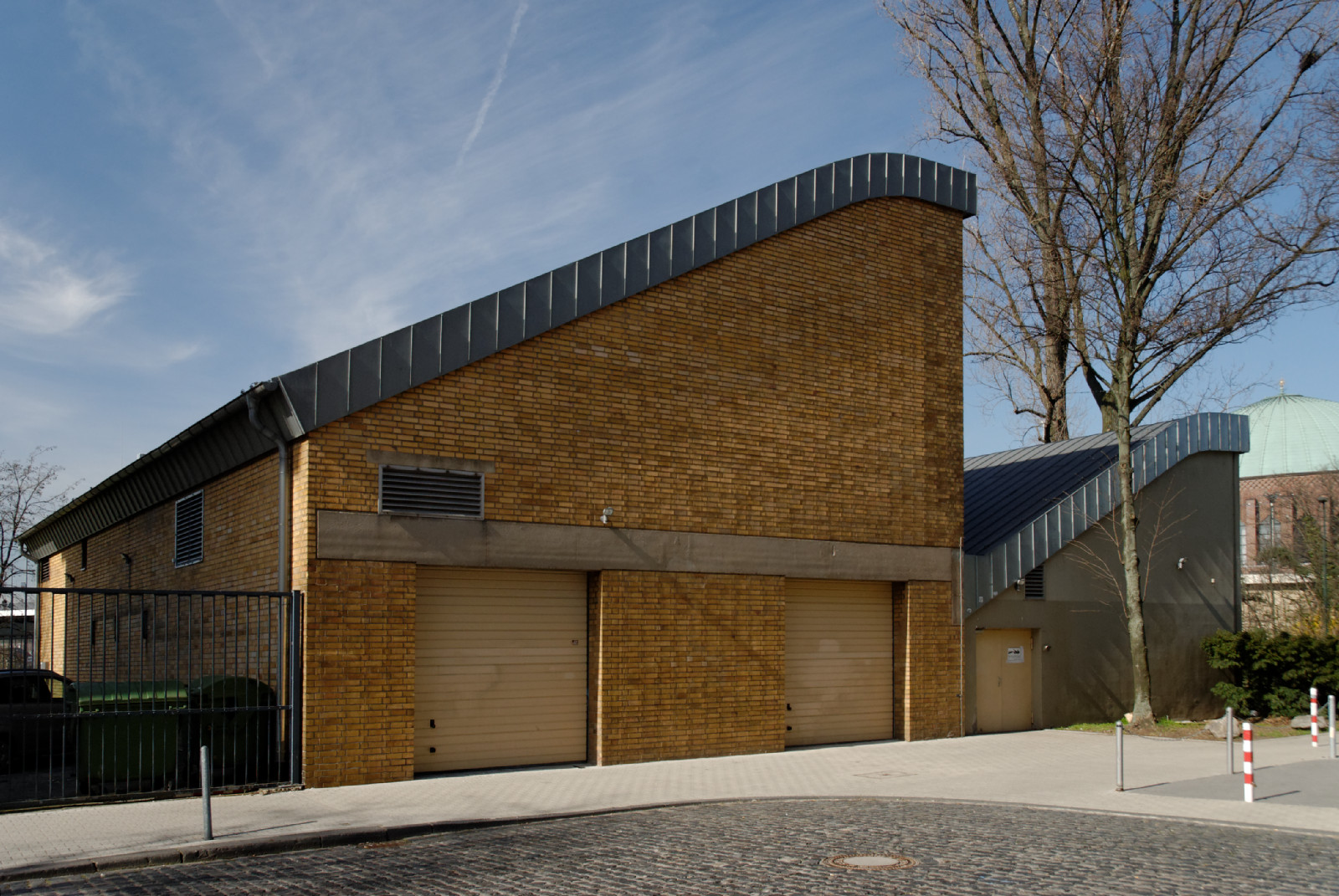
Ateliergebäude der Kunstakademie Düsseldorf
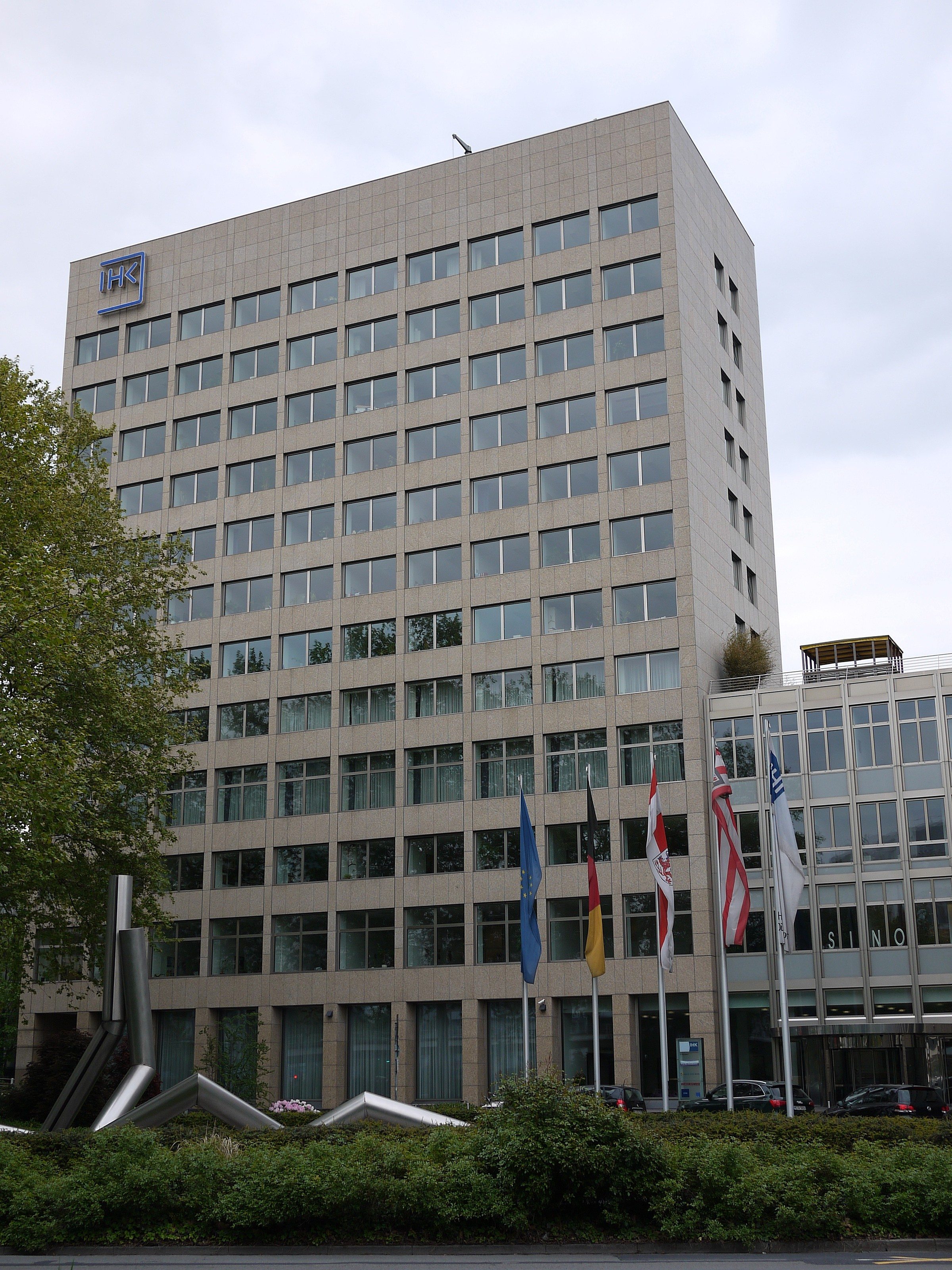
IHK-Gebäude
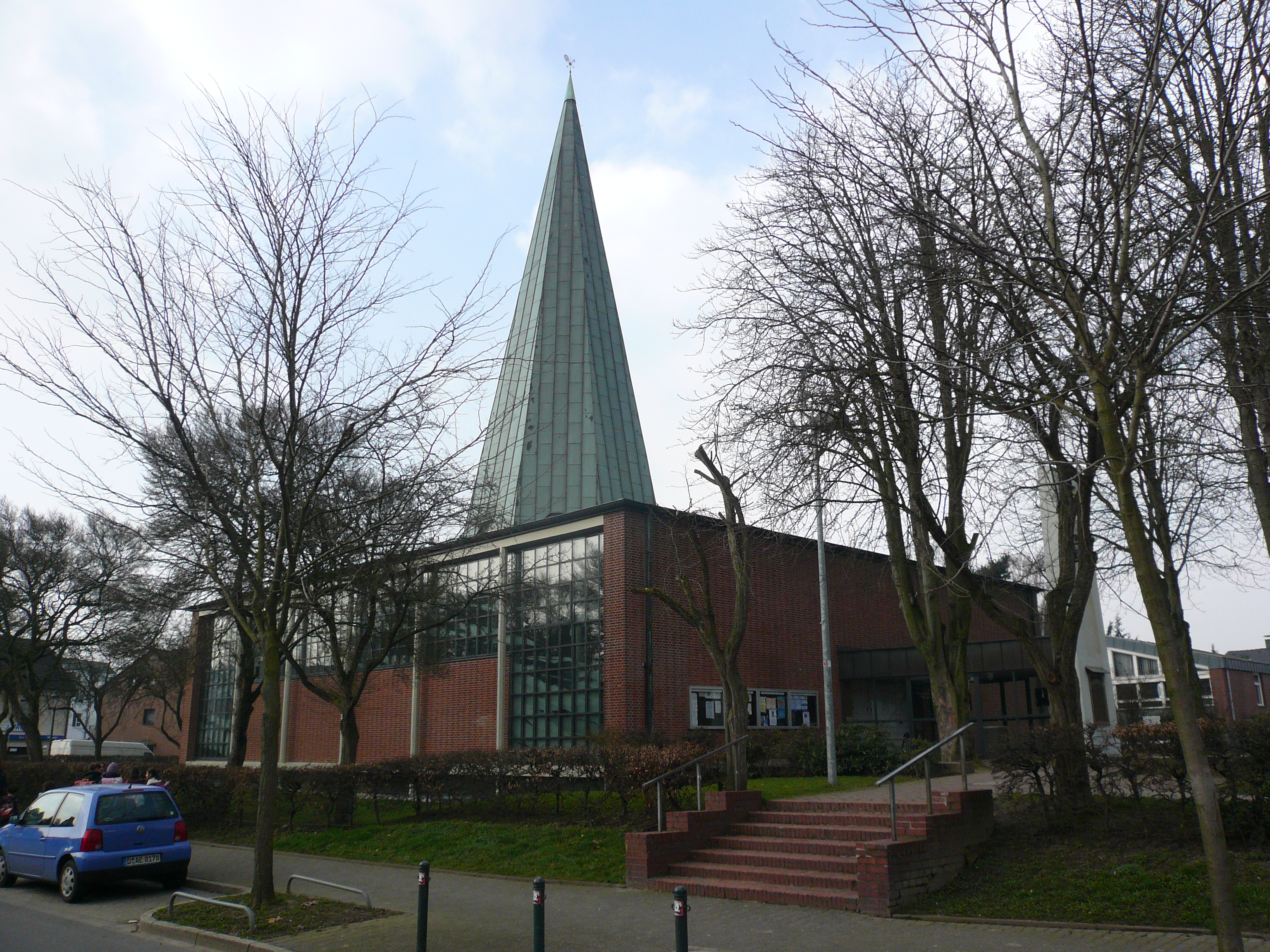
St. Maria Königin
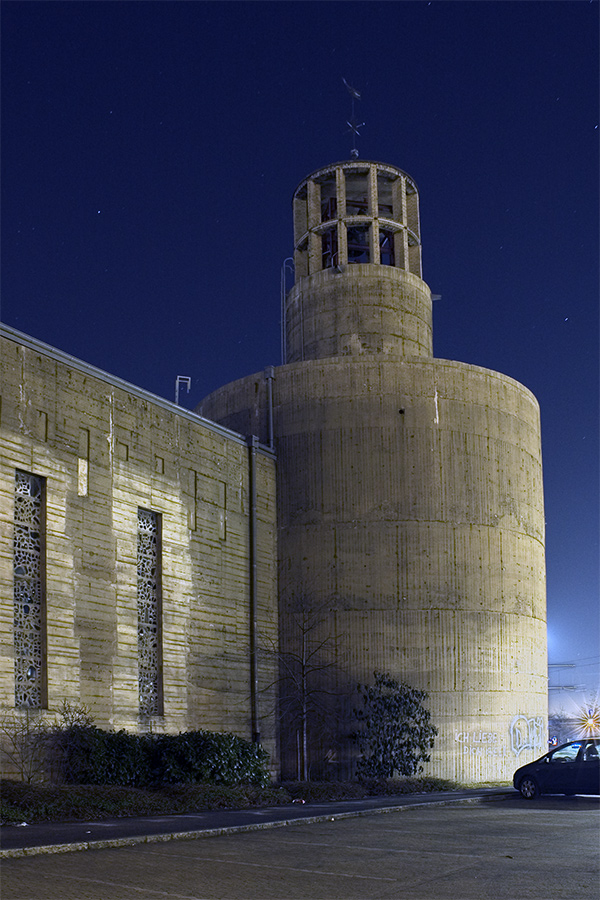
Bunkerkirche Sankt Sakrament
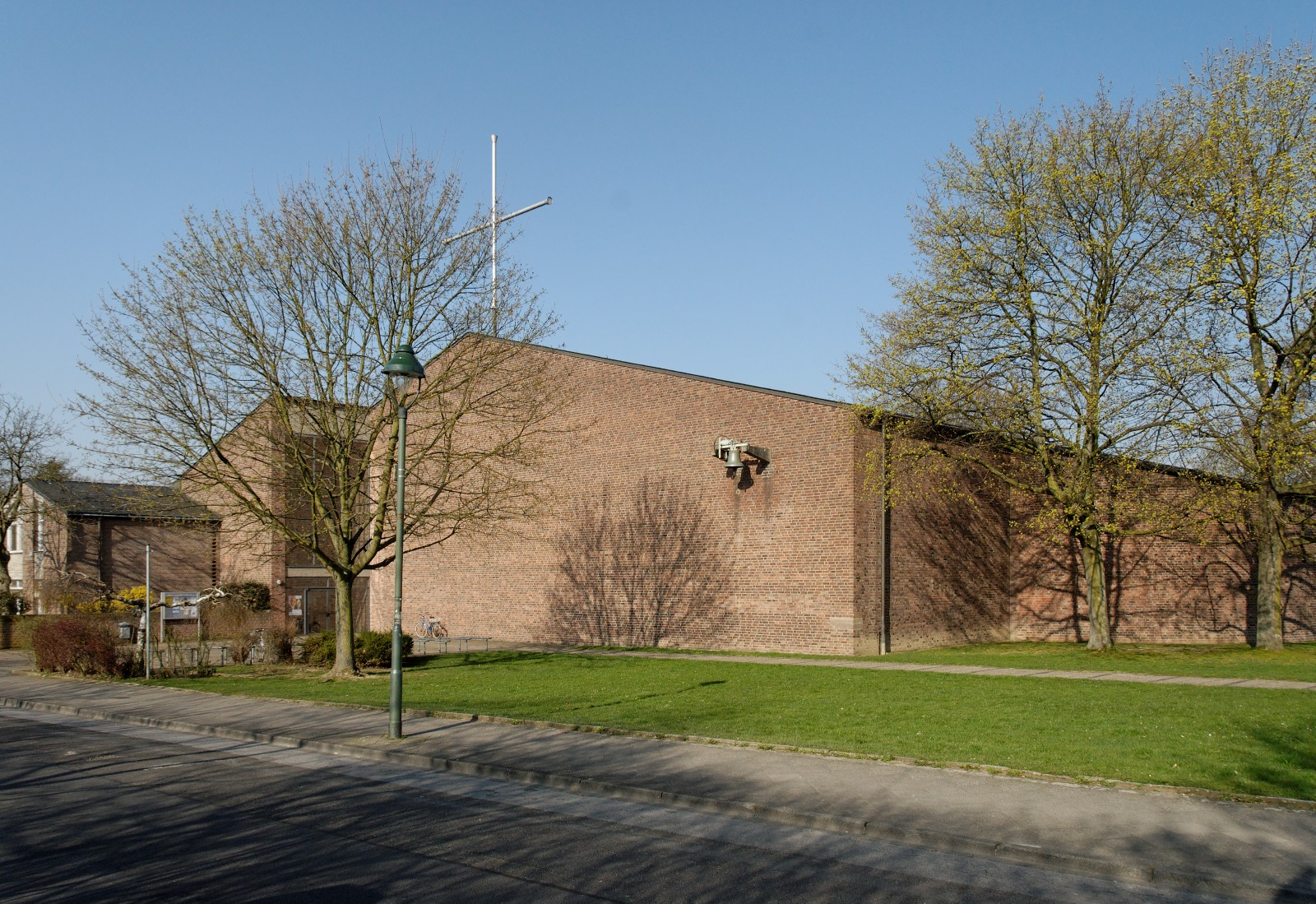
St. Maria in den Benden